# Llista de peixos de Nova Zelanda

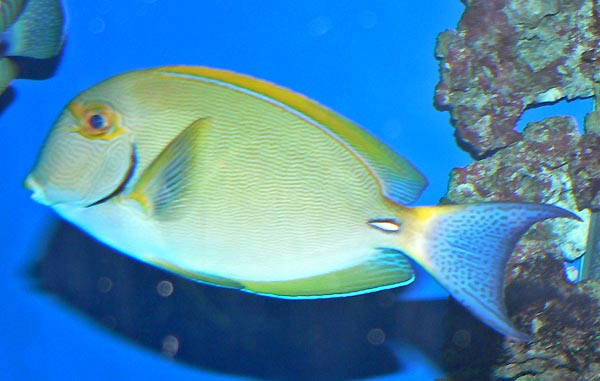
Acanthurus dussumieri

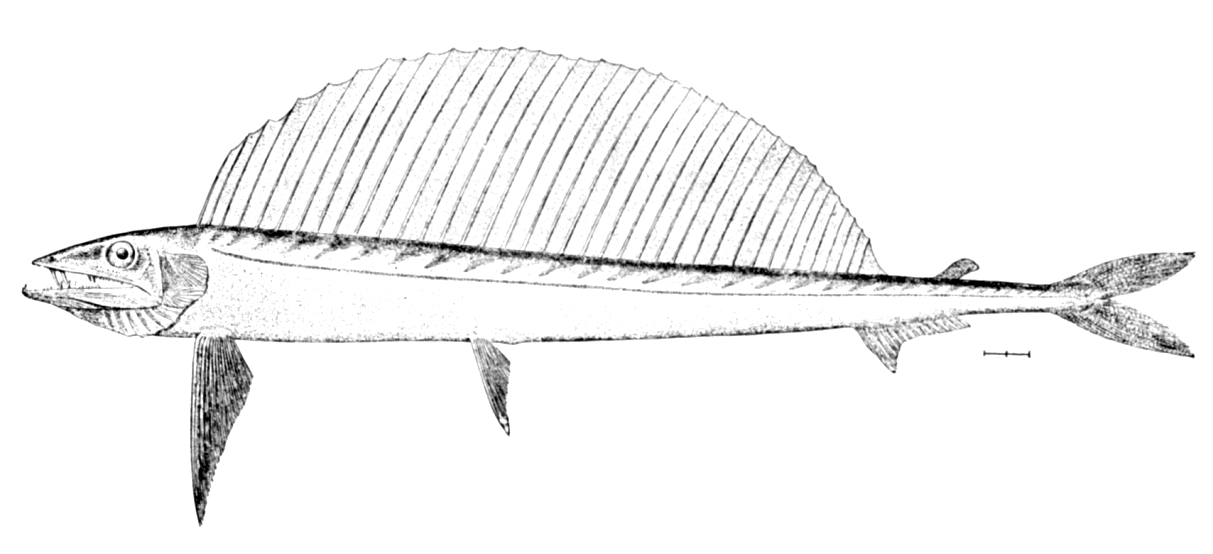
Alepisaurus ferox

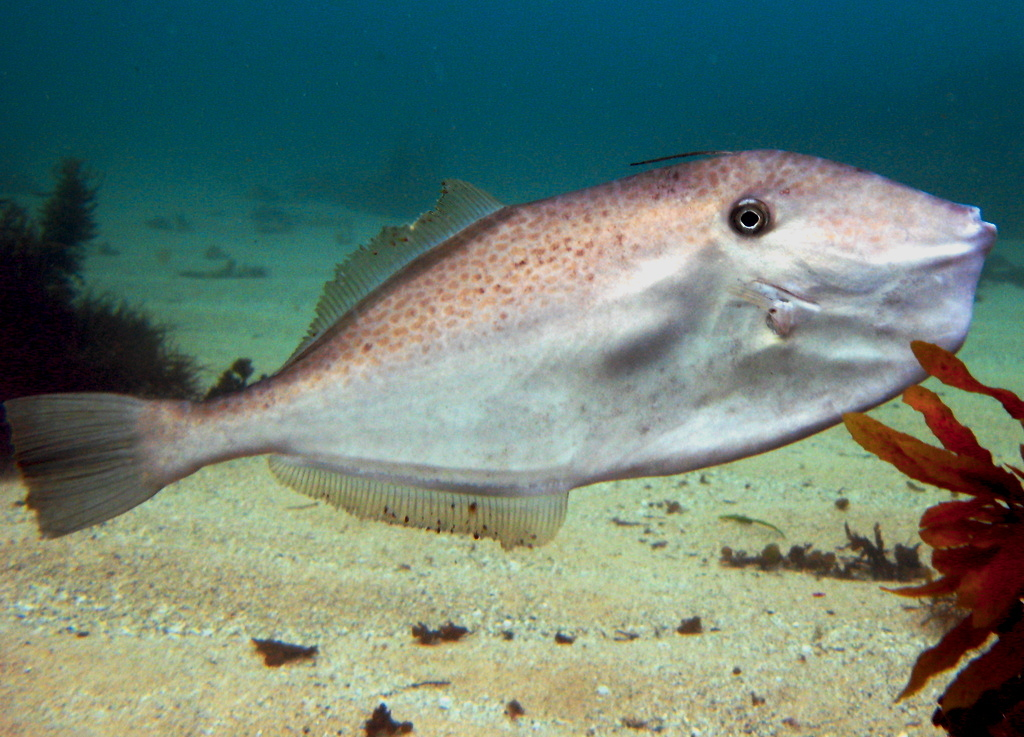
Aluterus monoceros

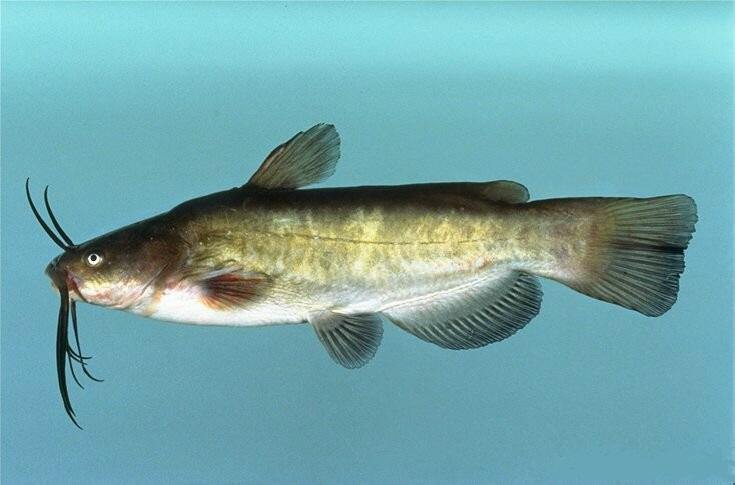
Peix gat bru (Ameiurus nebulosus)

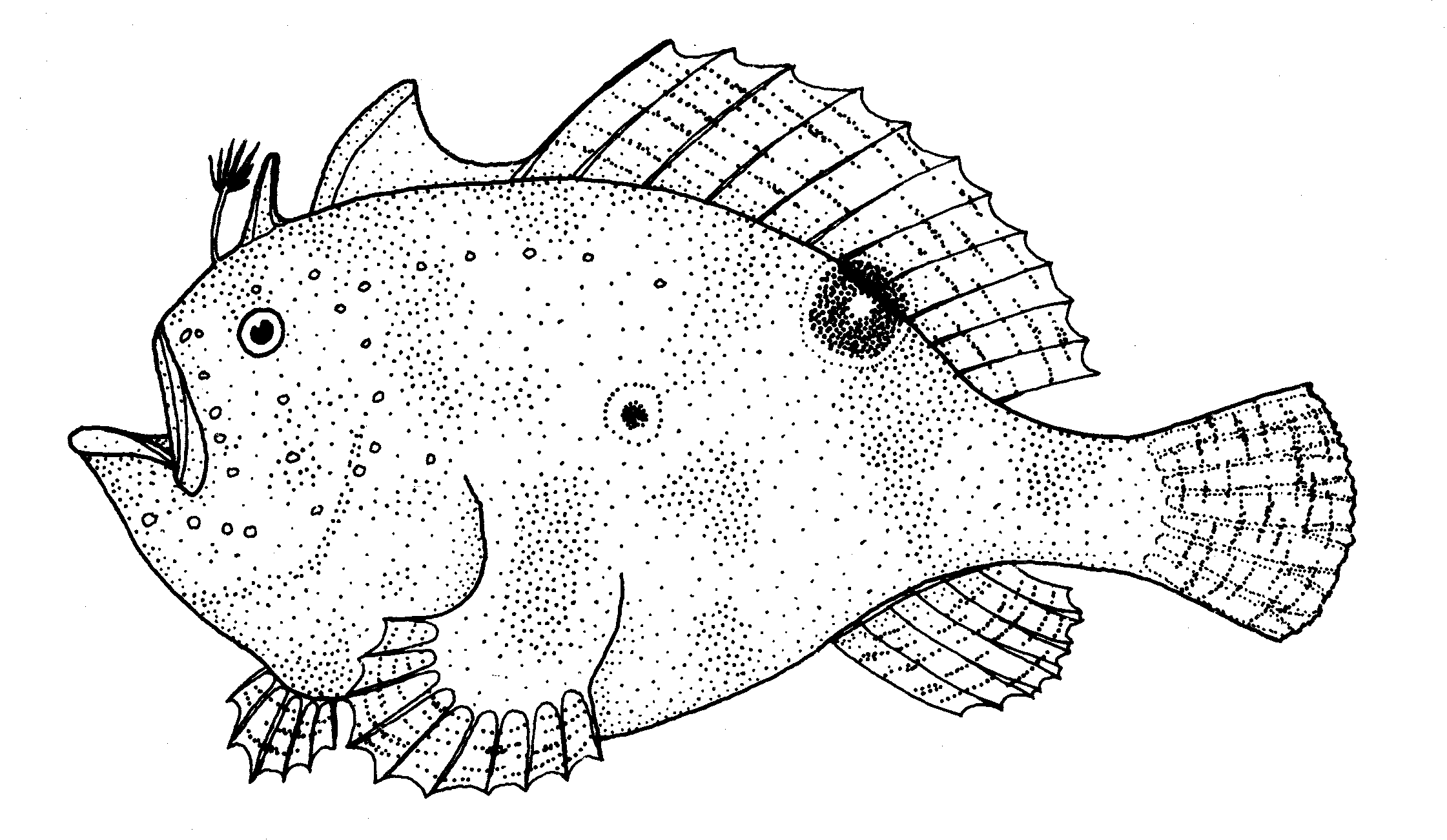
Antennarius nummifer

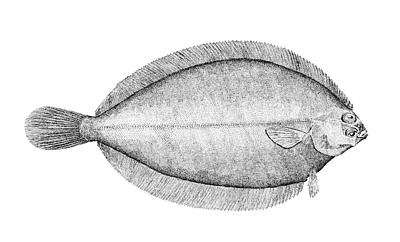
Arnoglossus scapha

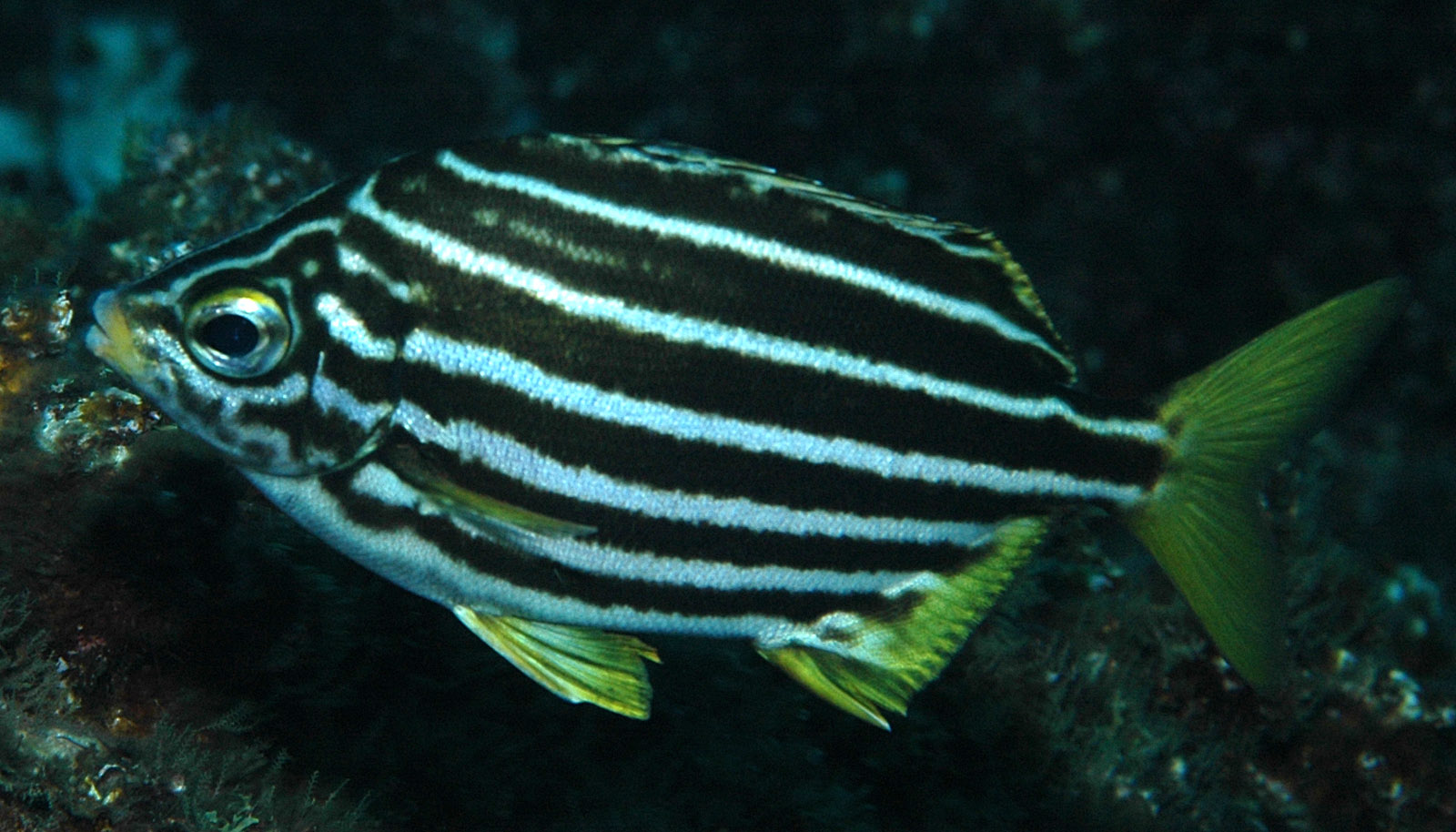
Atypichthys latus

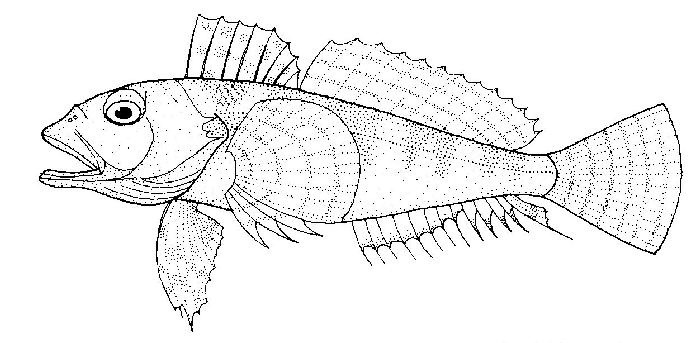
Bovichtus variegatus

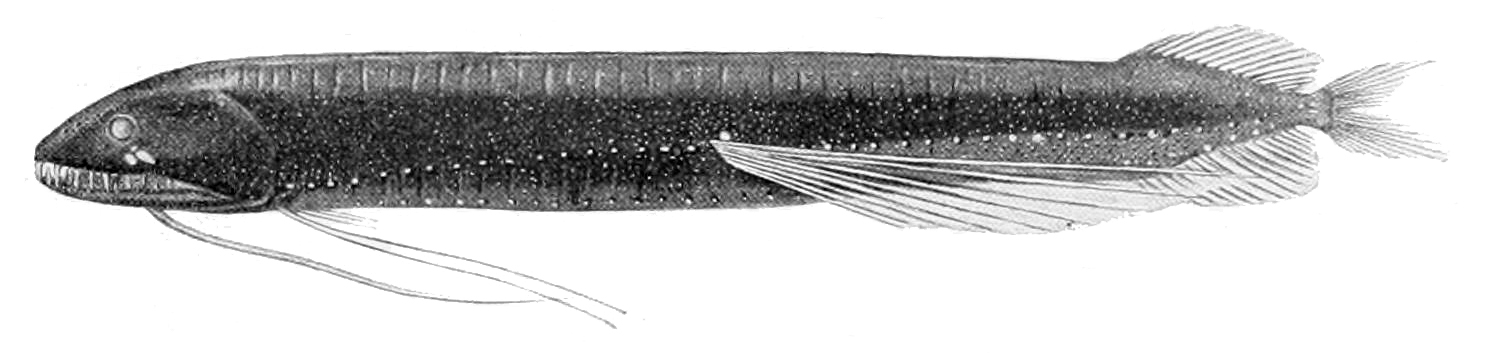
Bathophilus ater

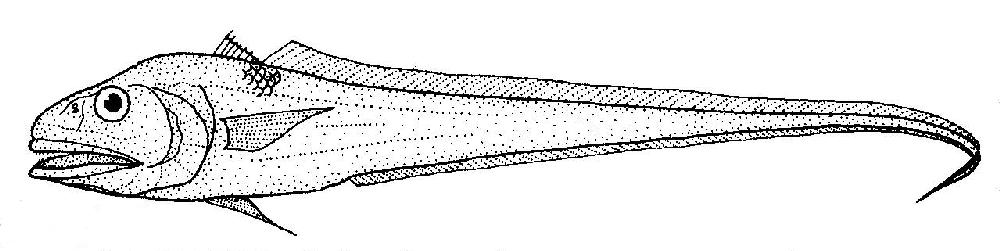
Bathygadus cottoides

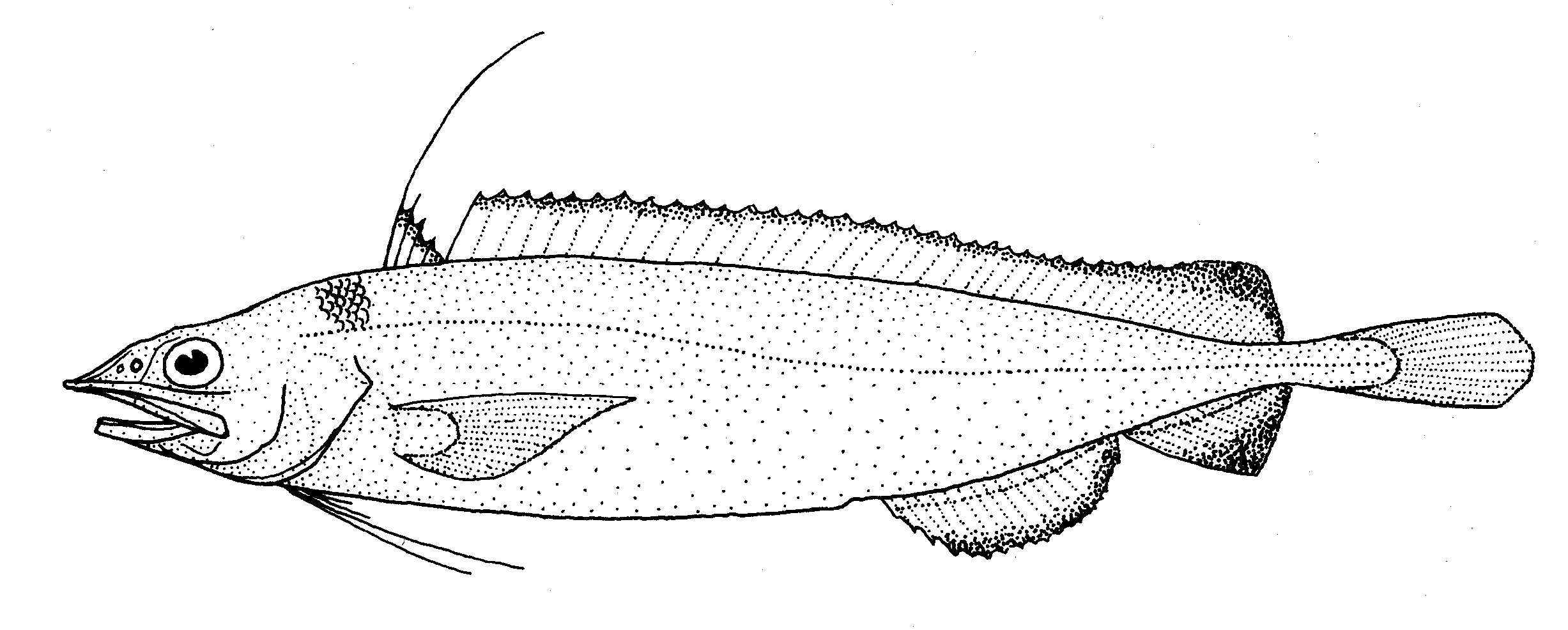
Antimora rostrata

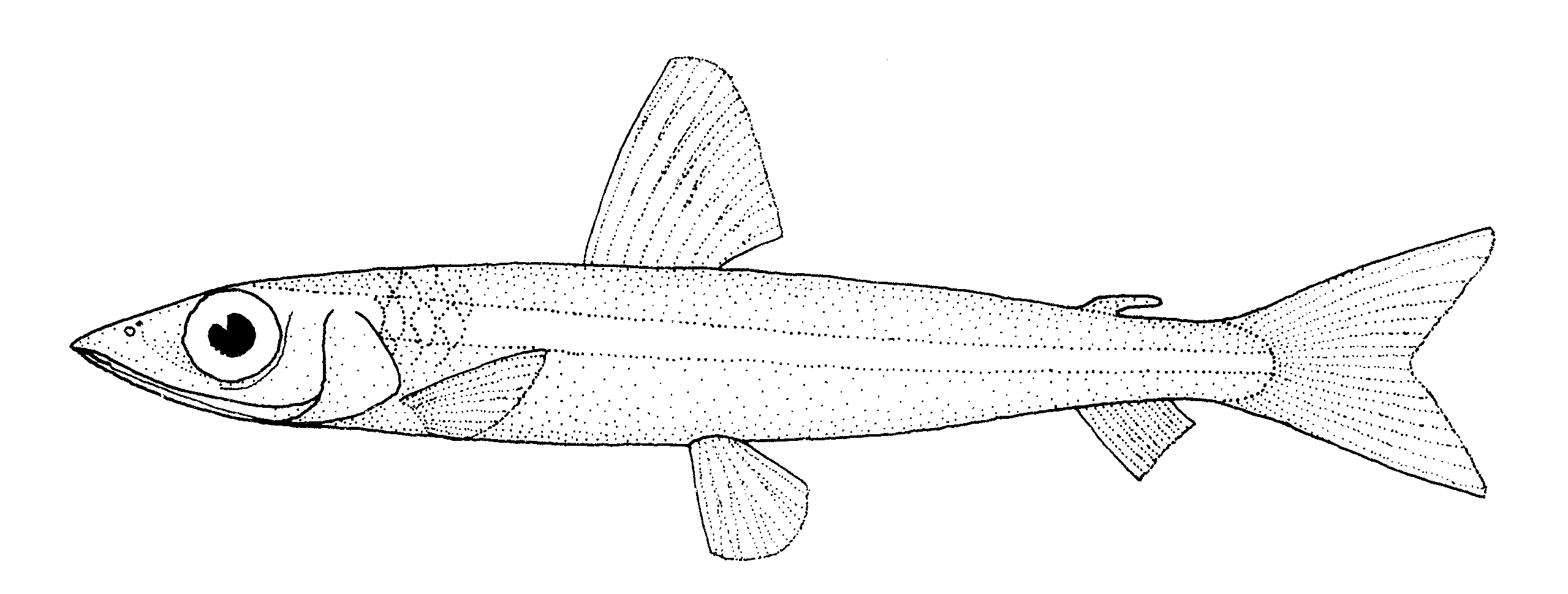
Argentina elongata

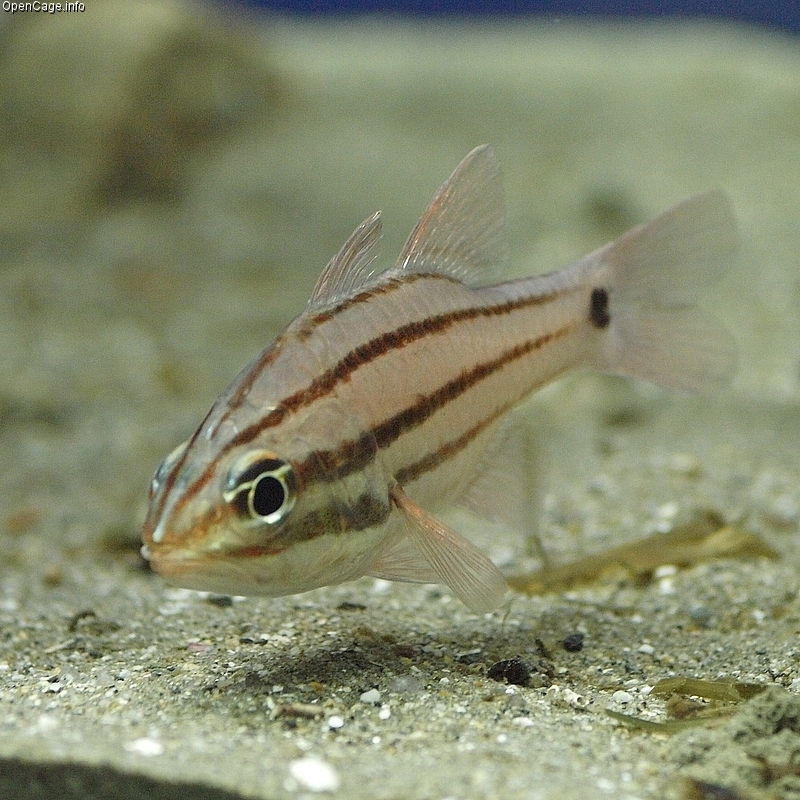
Apogon doederleini

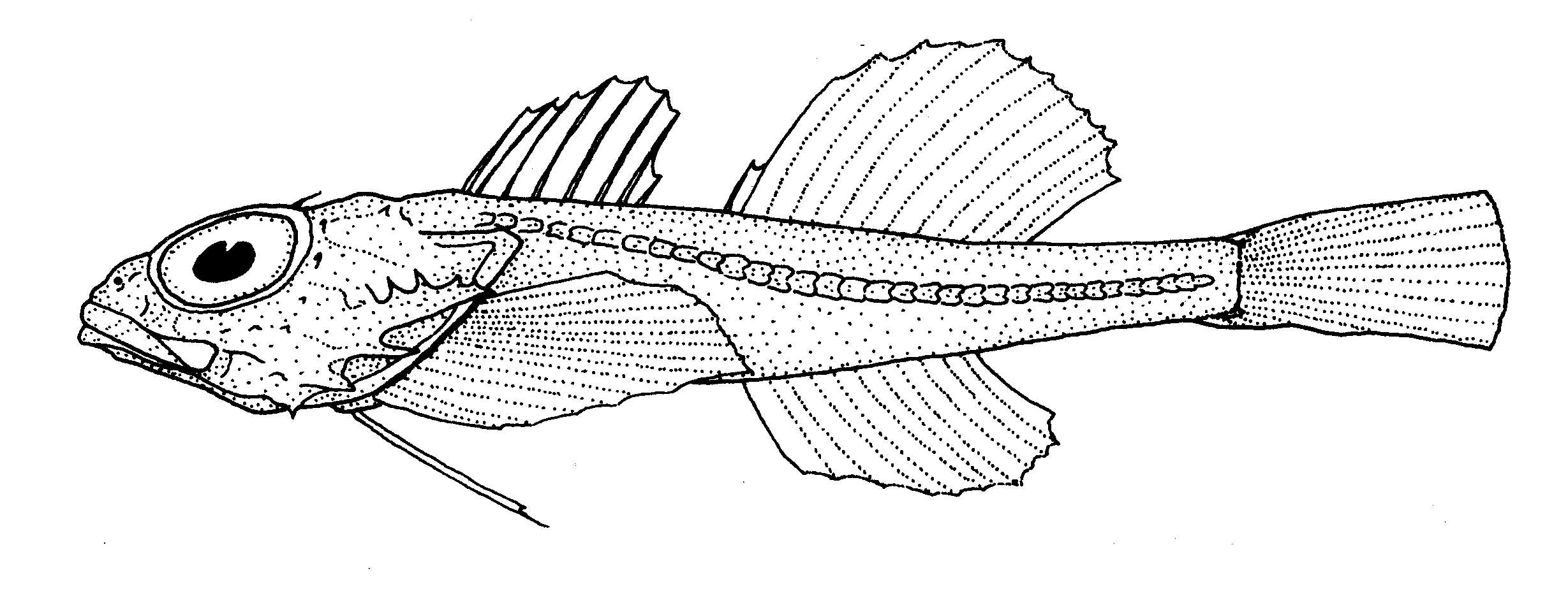
Antipodocottus megalops

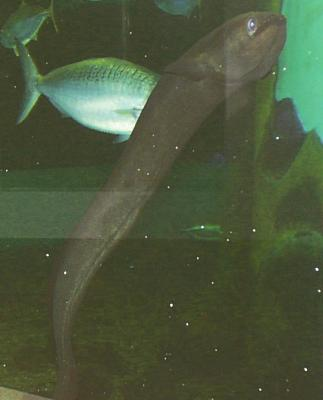
Anguilla reinhardtii

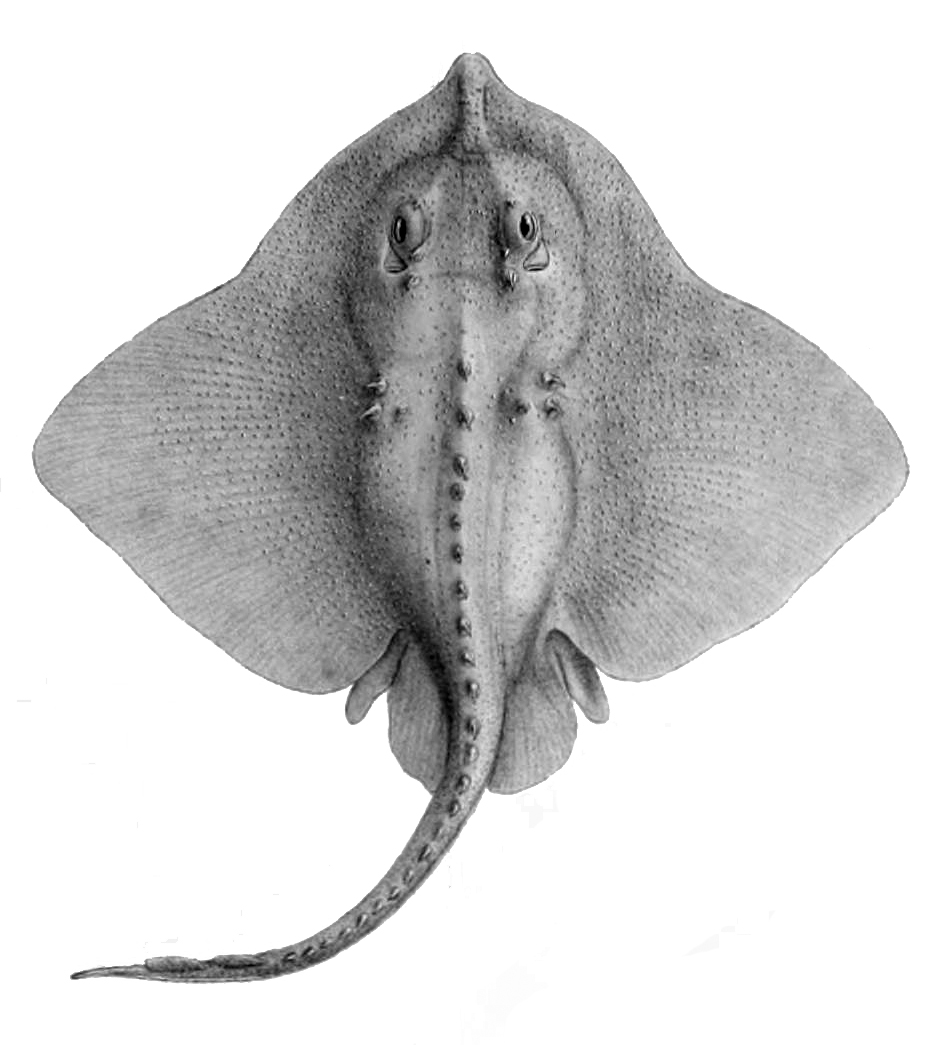
Amblyraja hyperborea

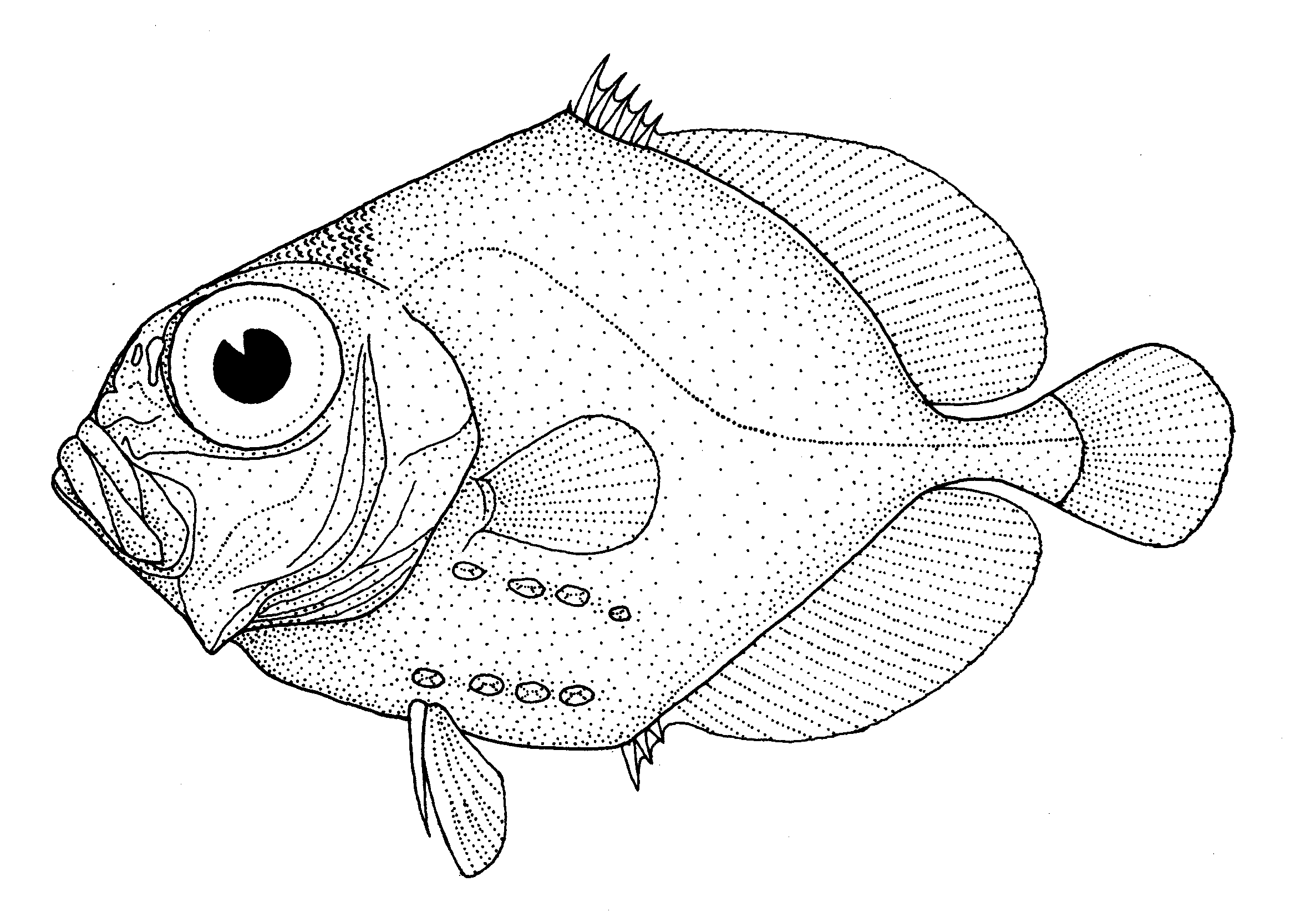
Allocyttus verrucosus

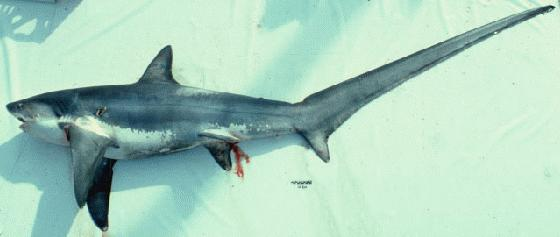
Peix guilla (Alopias vulpinus)

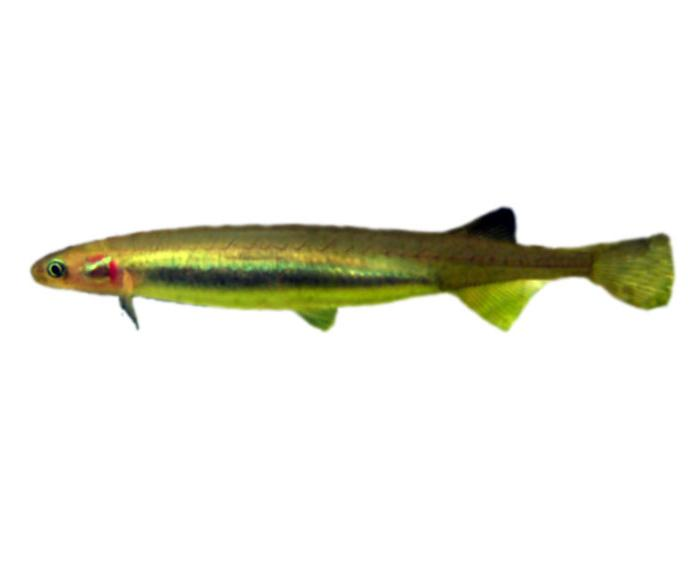
Galaxias maculatus

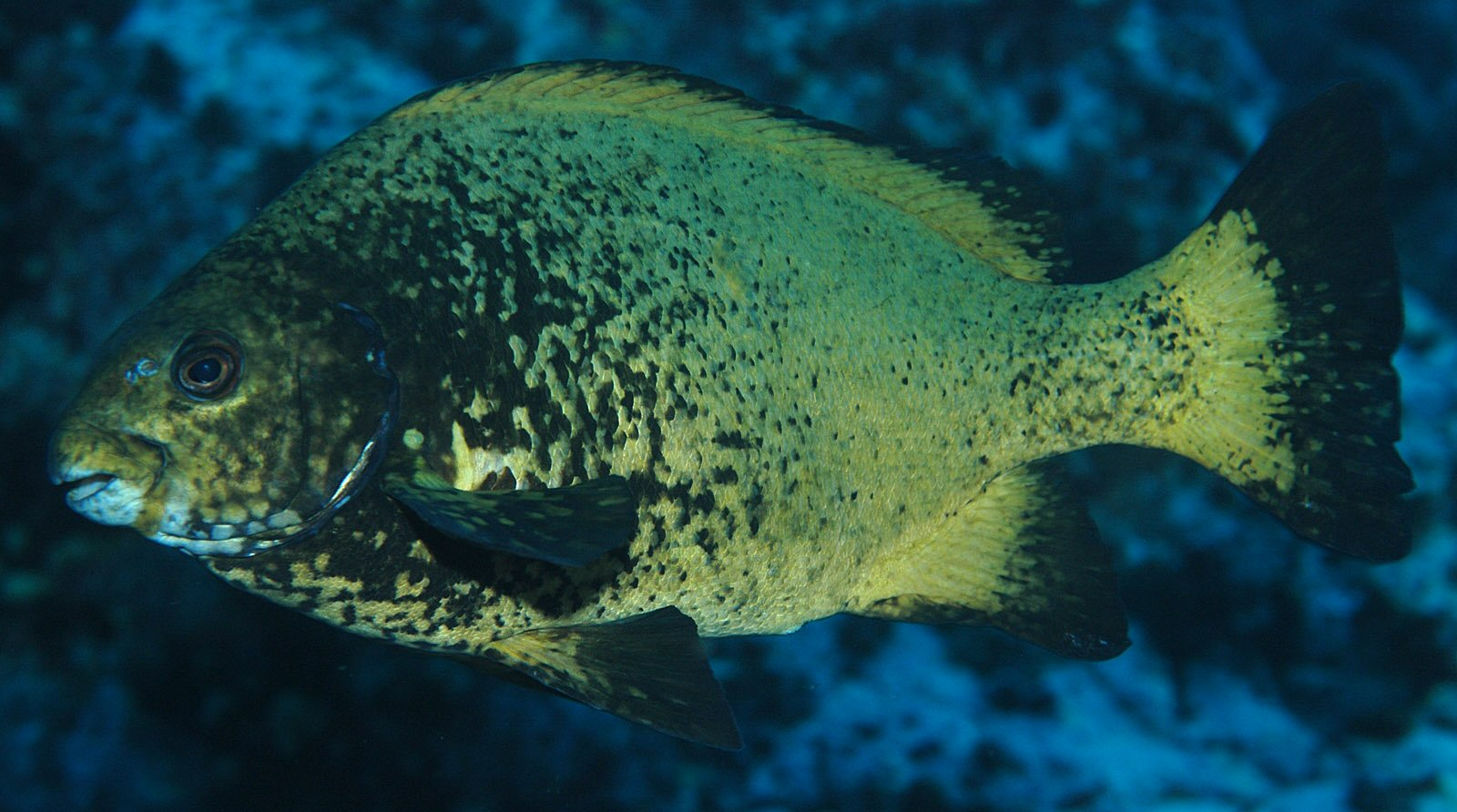
Girella fimbriata

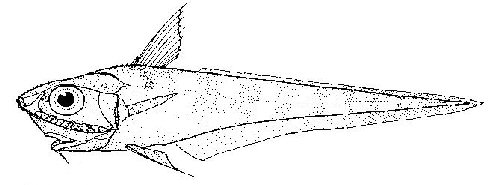
Coelorinchus cookianus

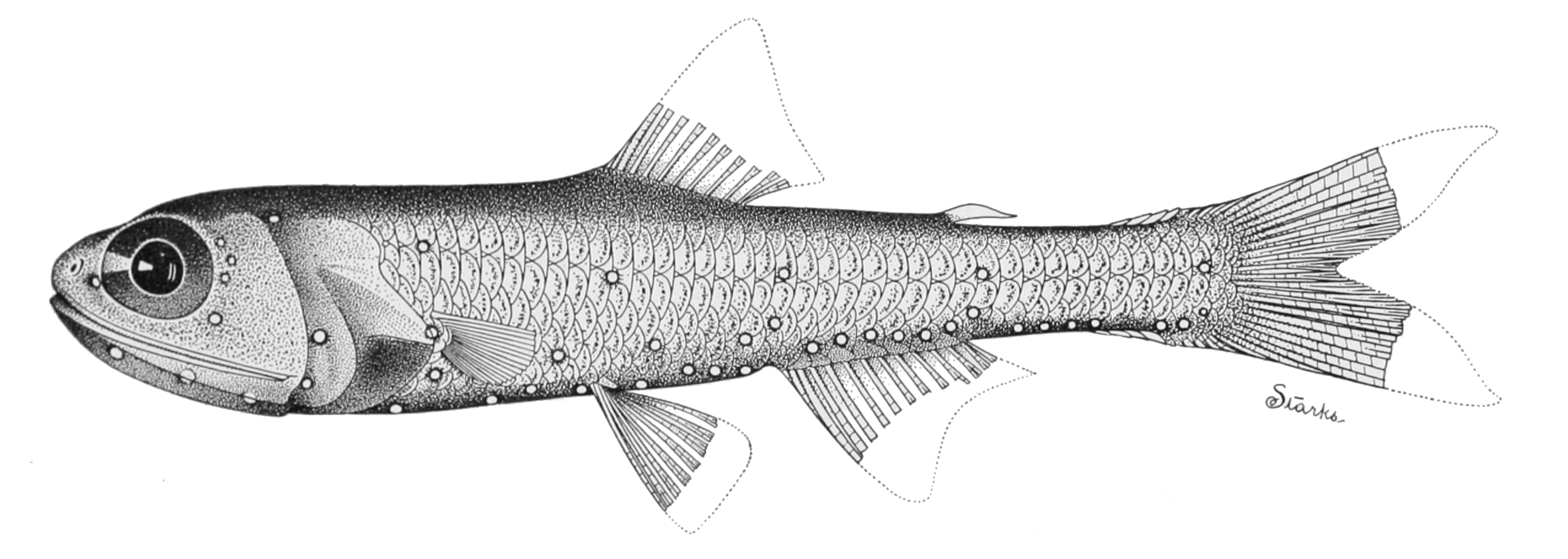
Bolinichthys photothorax

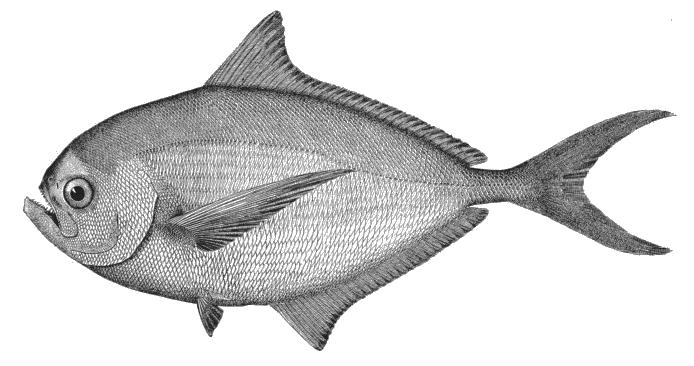
Brama brama

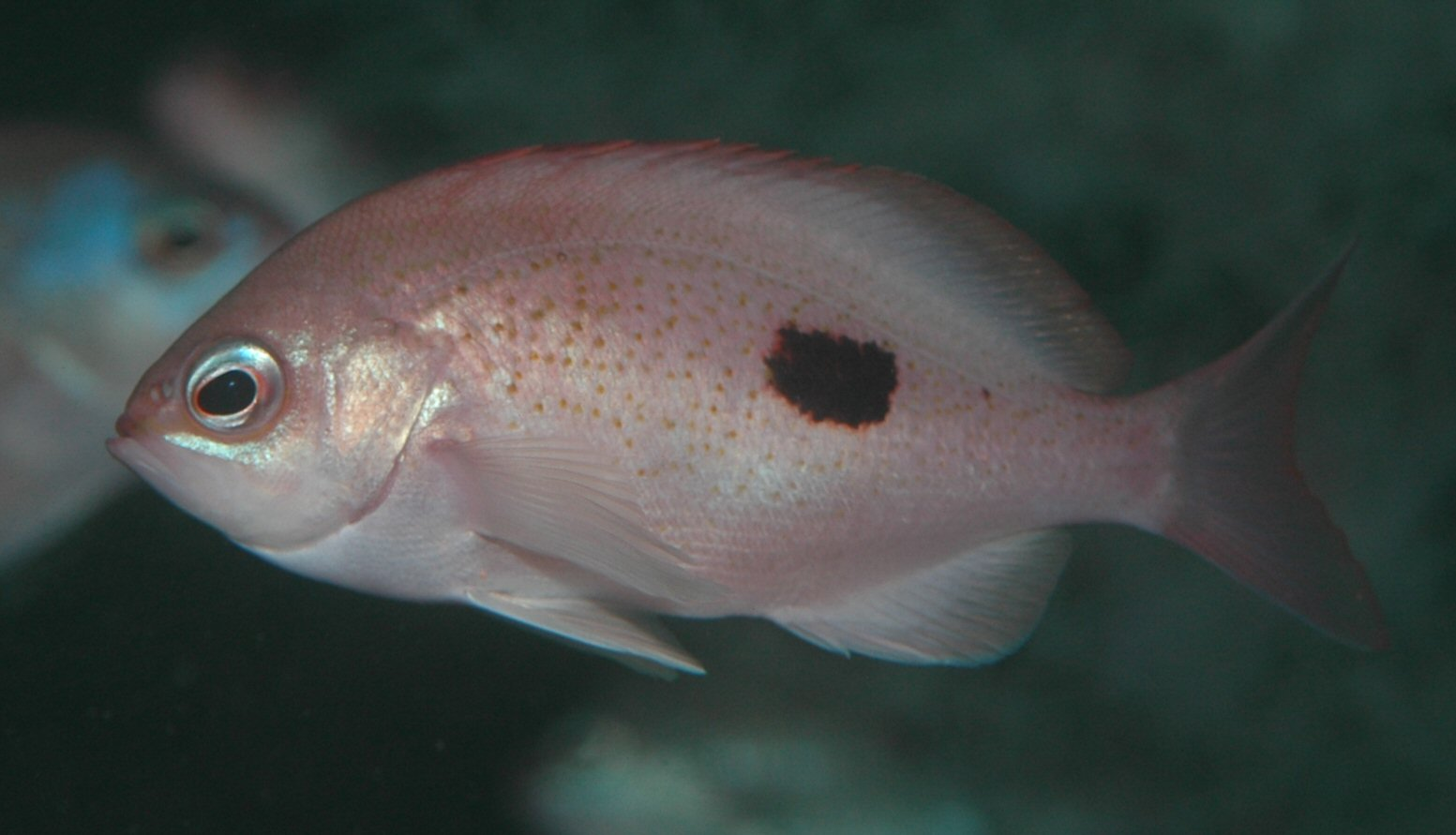
Caesioperca lepidoptera

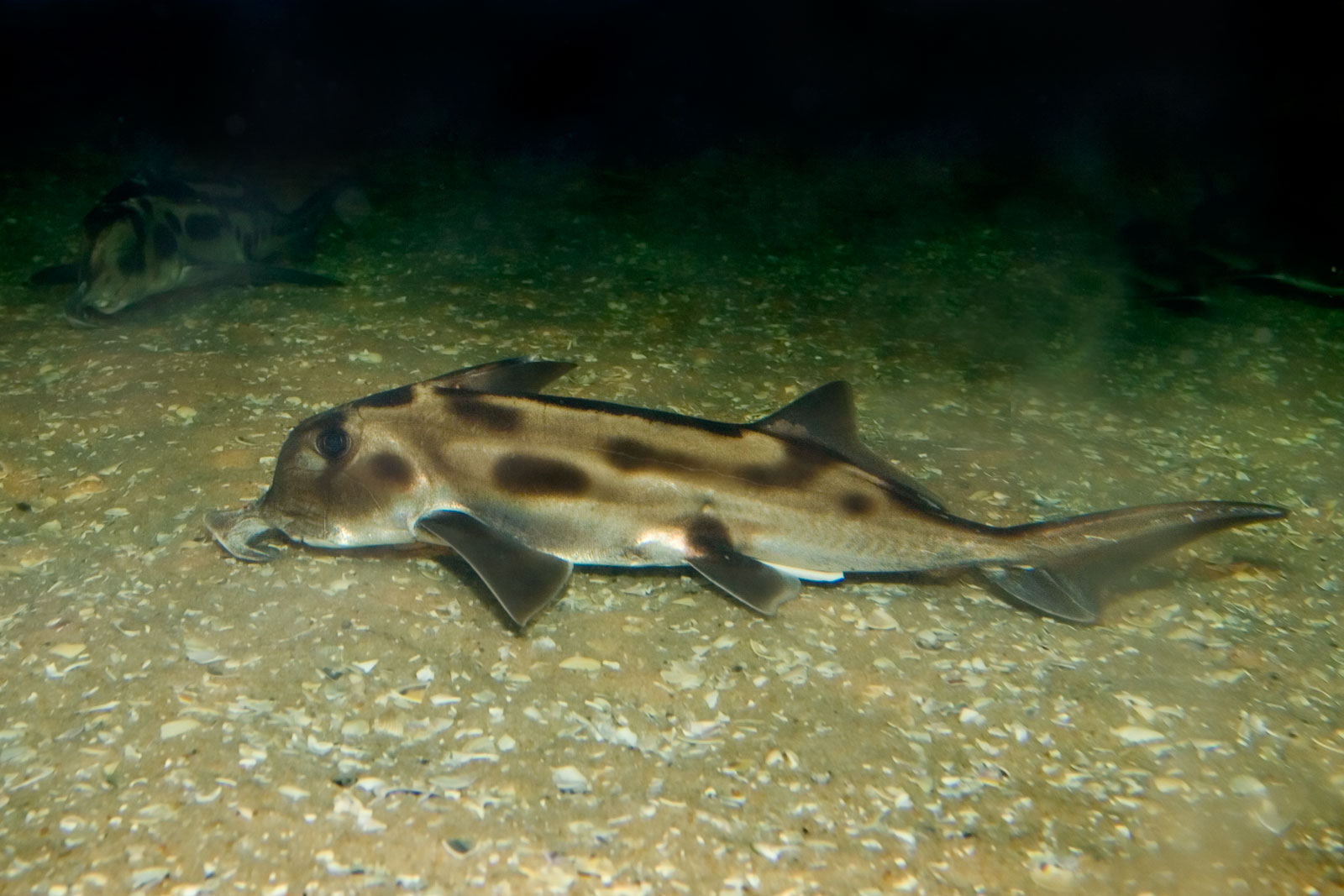
Callorhinchus milii

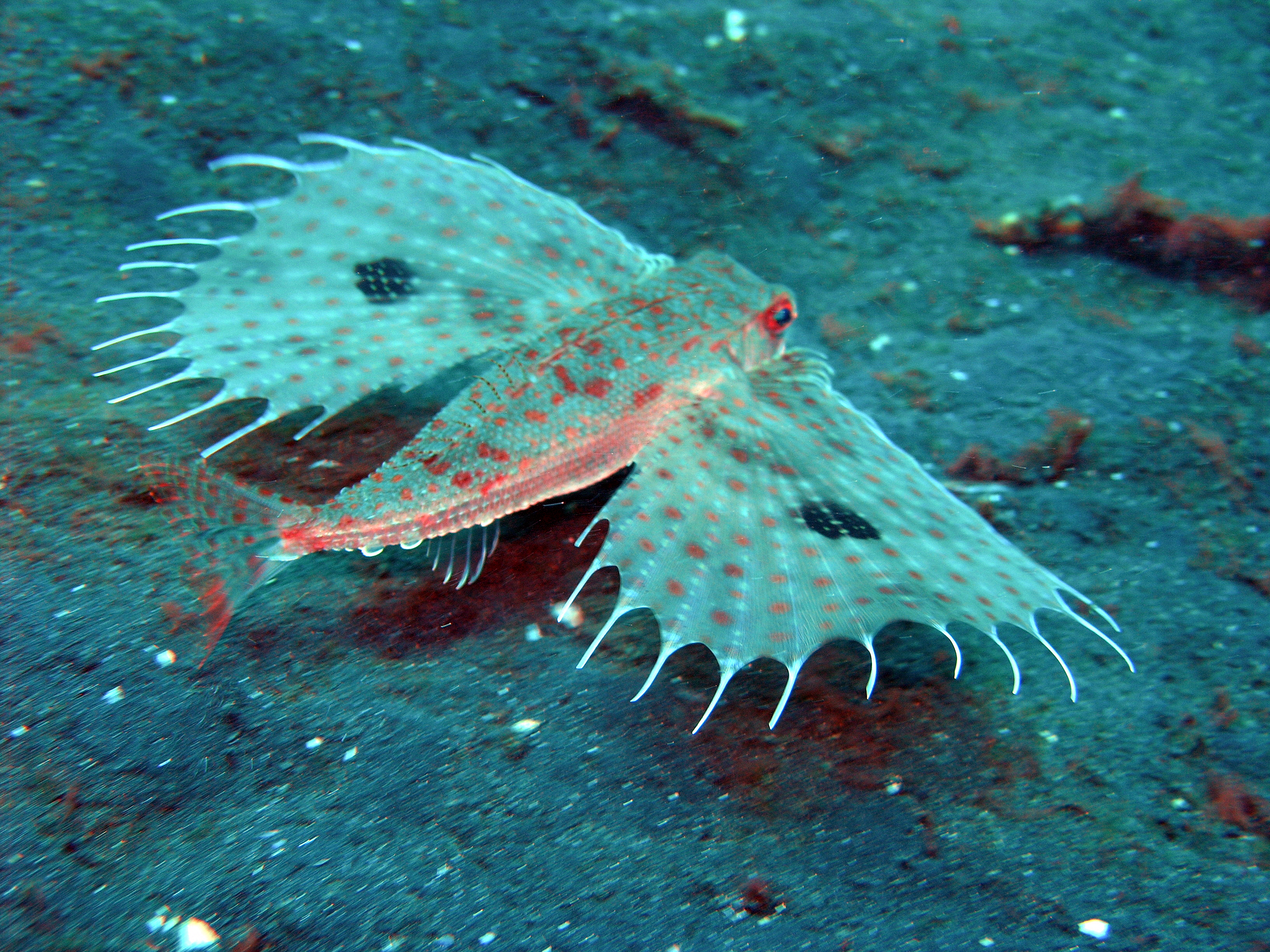
Dactyloptena orientalis

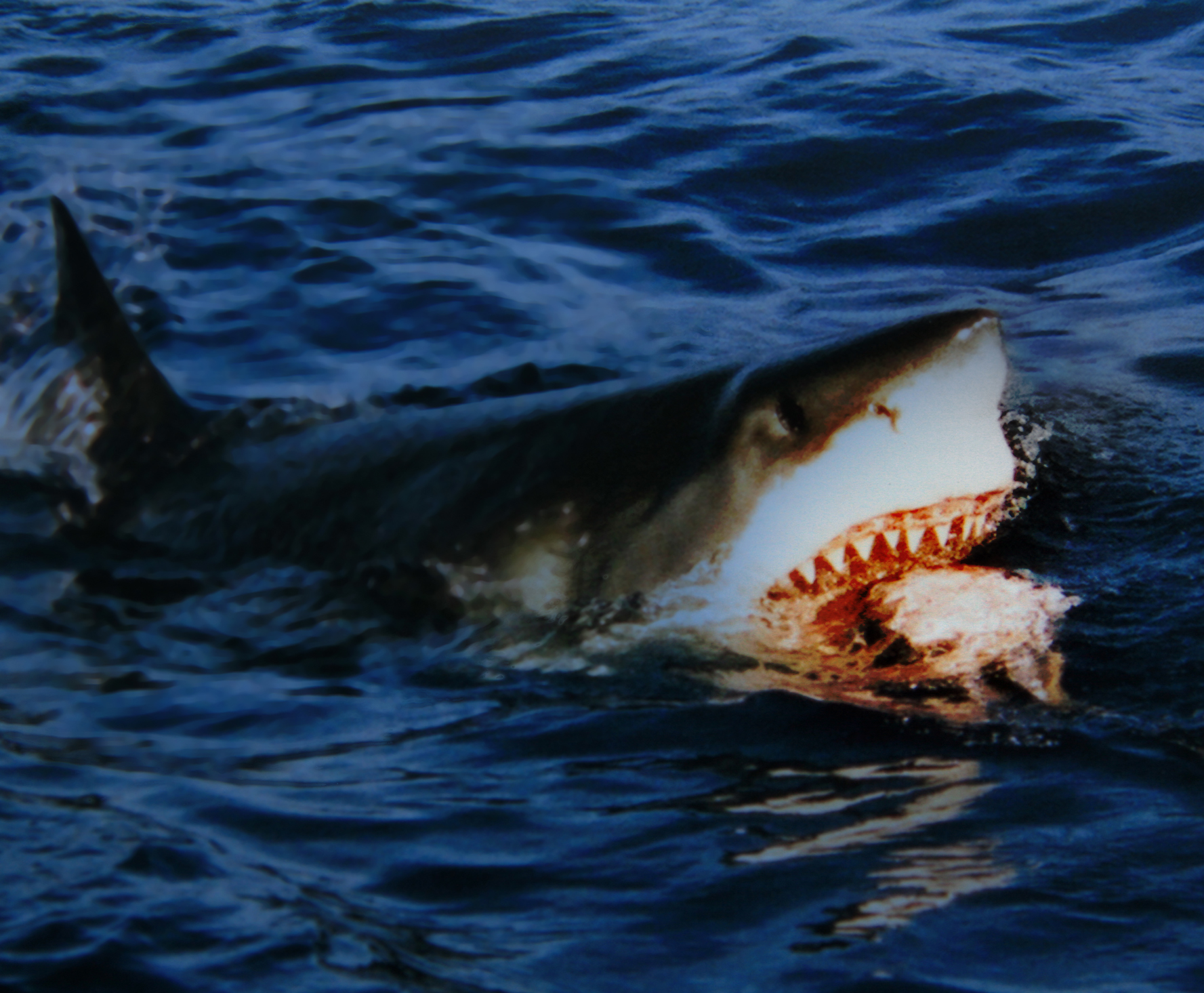
Tauró blanc (Carcharodon carcharias)

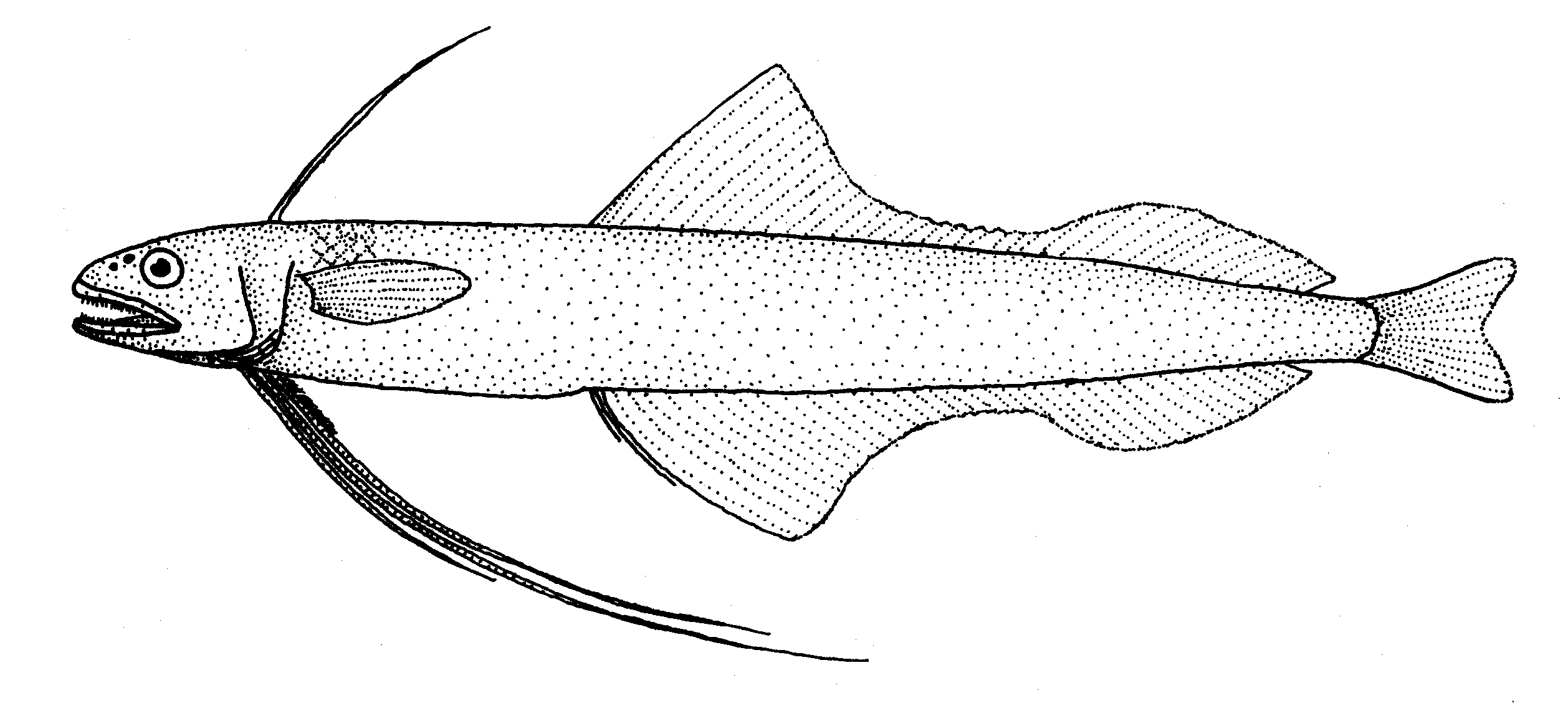
Bregmaceros mcclellandi

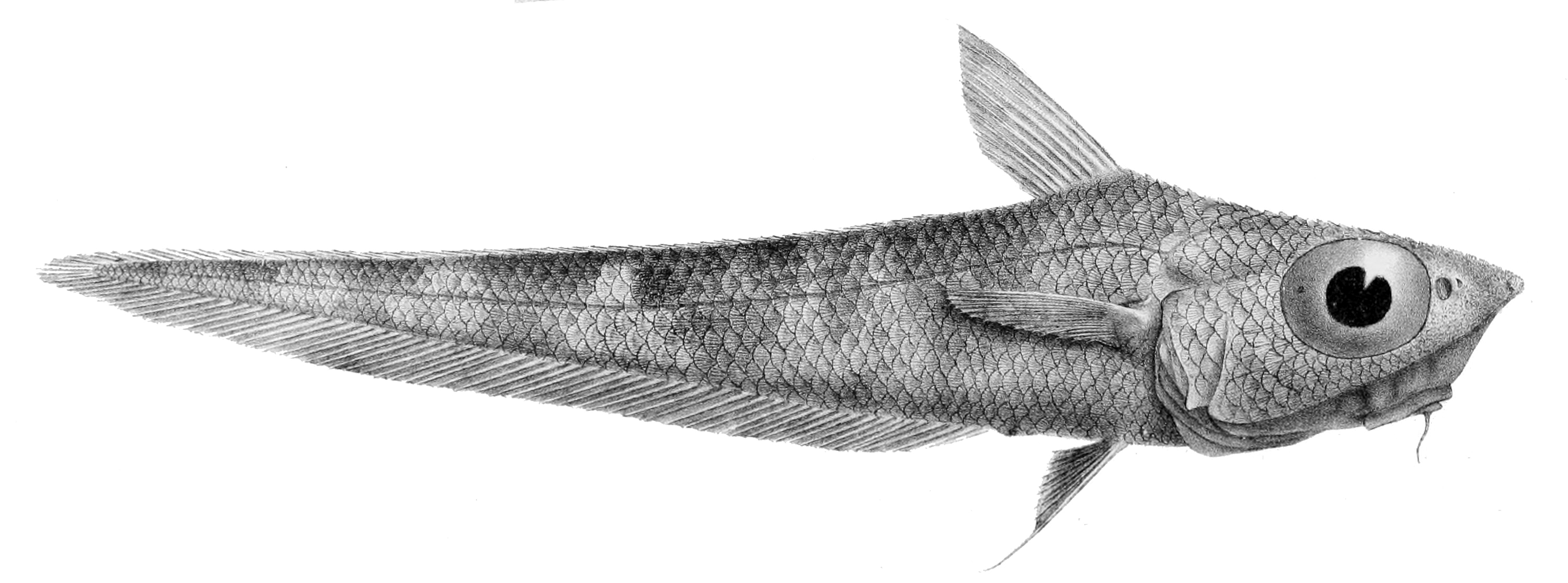
Coelorinchus fasciatus

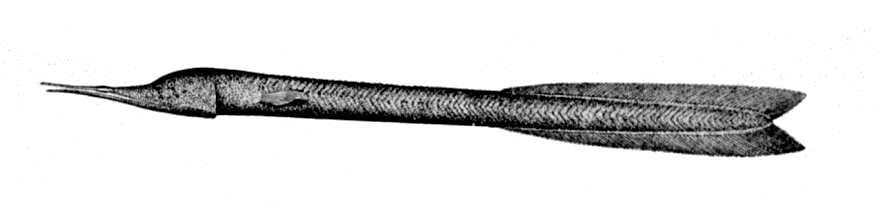
Cyema atrum

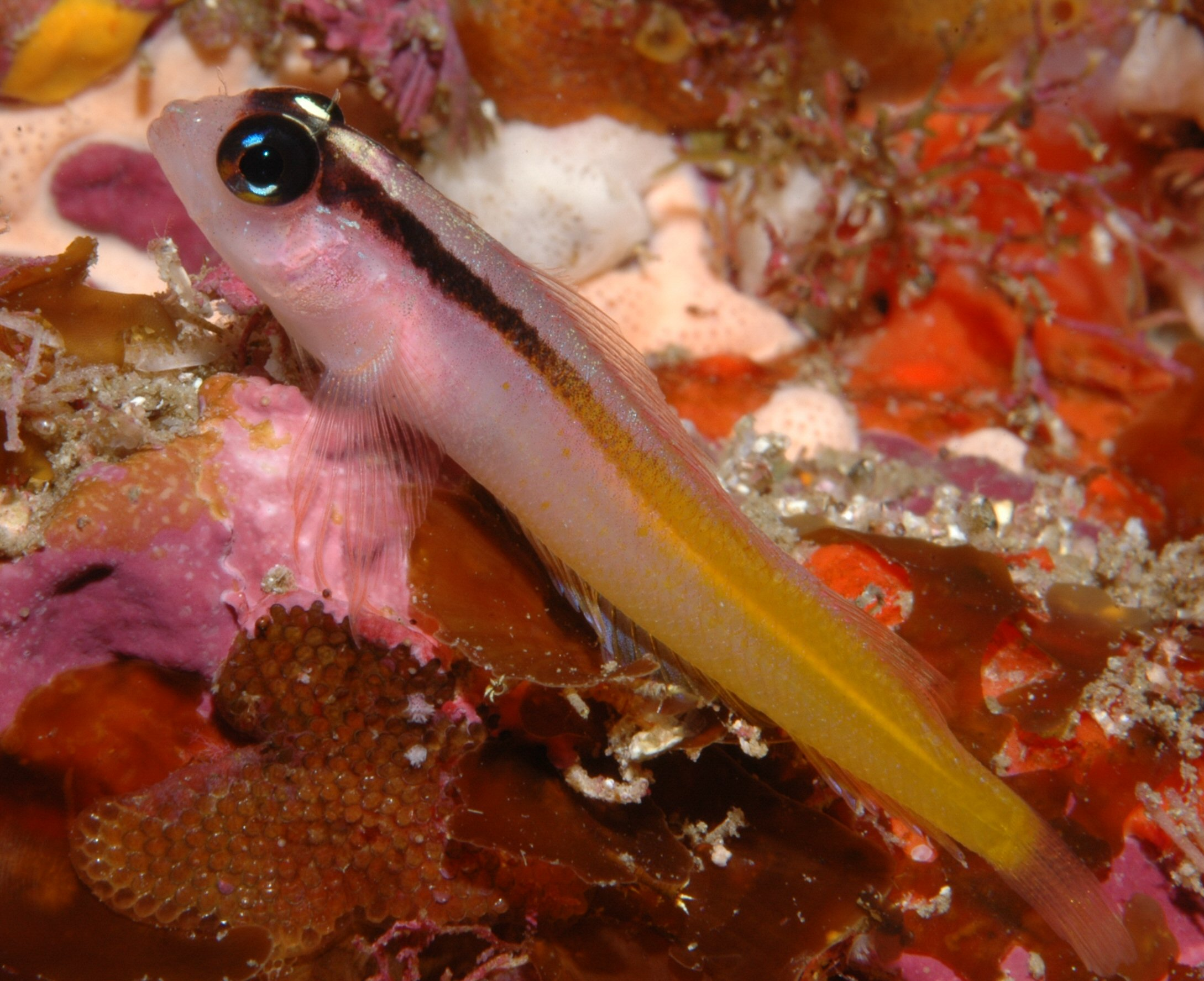
Forsterygion flavonigrum

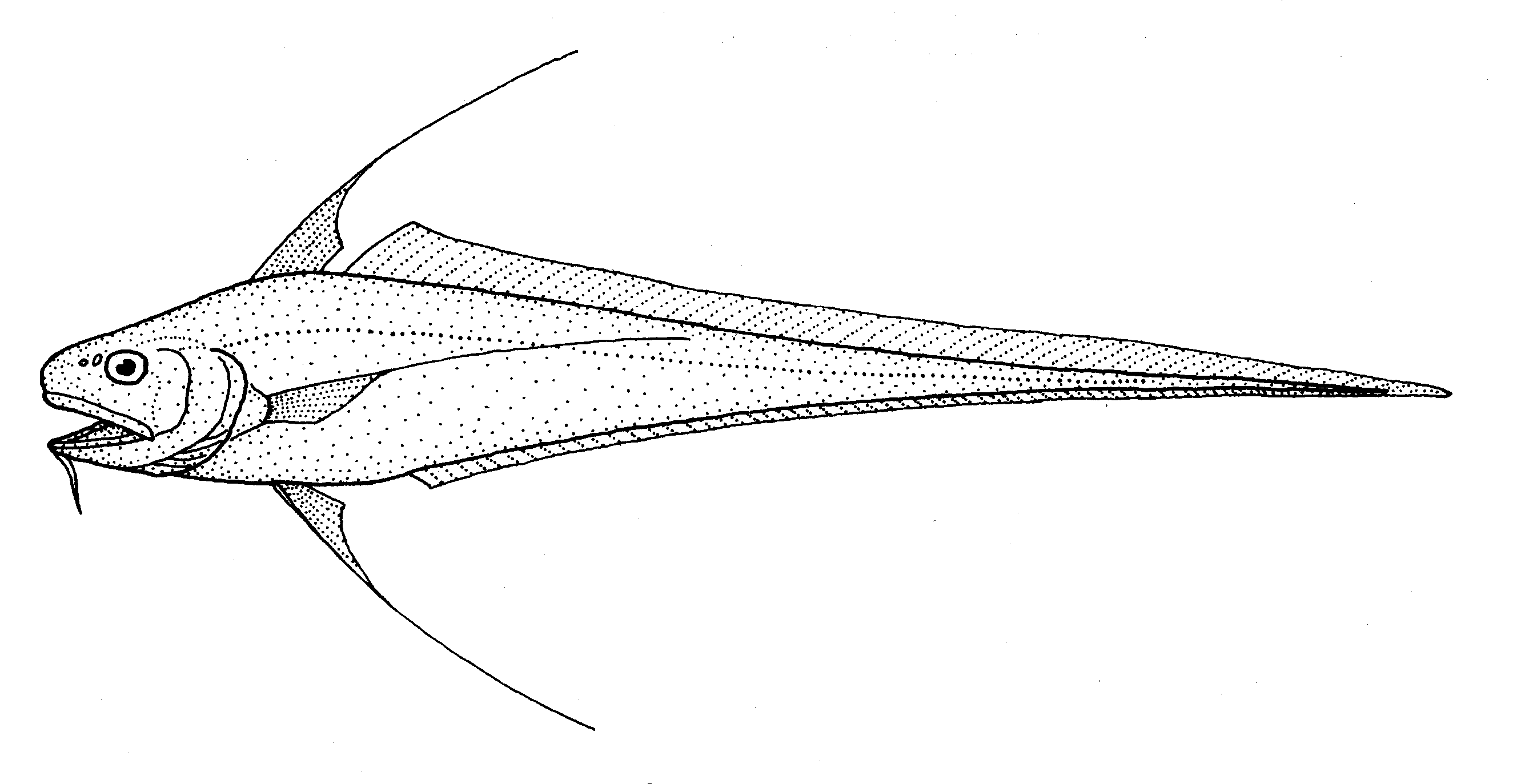
Gadomus aoteanus

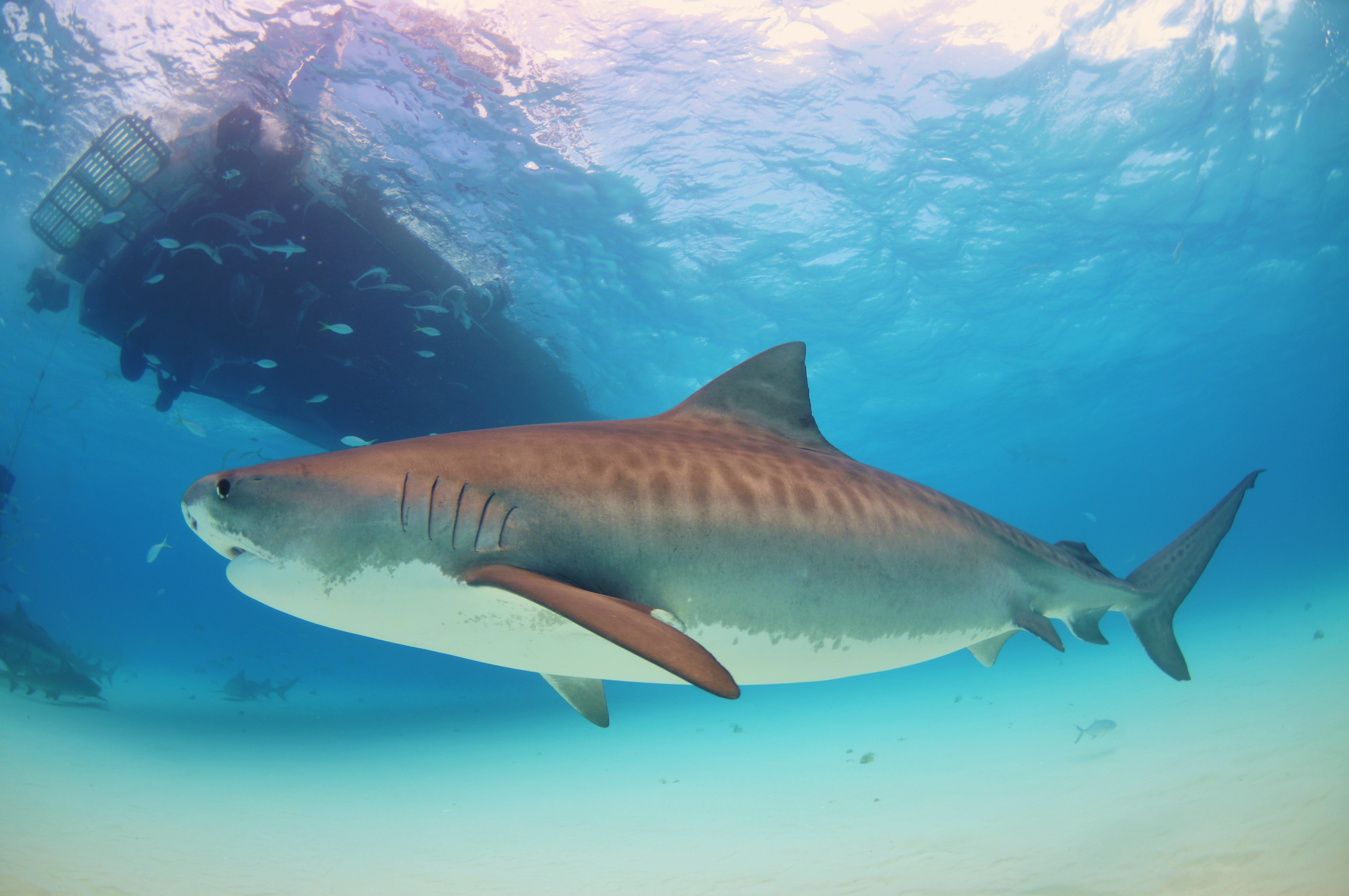
Tauró tigre (Galeocerdo cuvier)

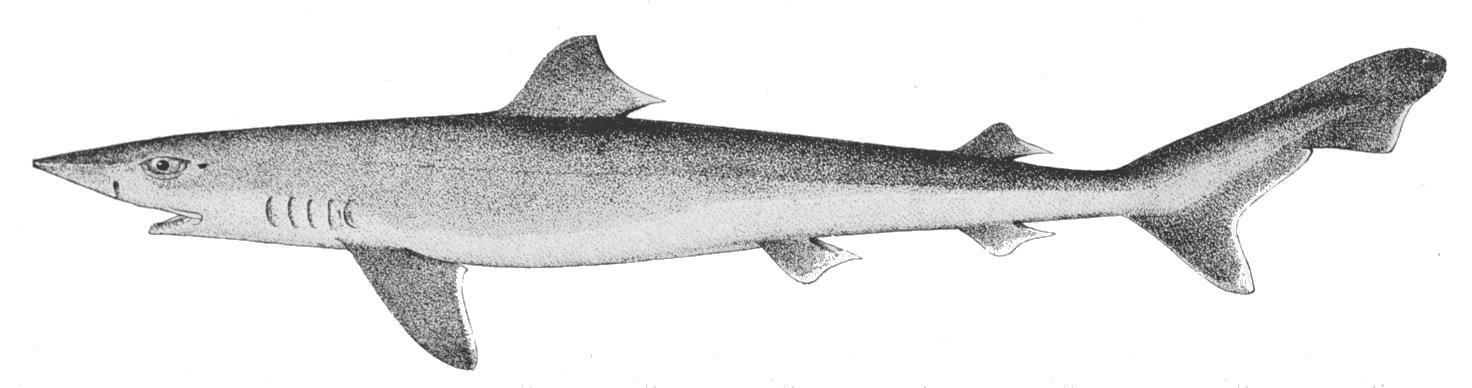
Caçó Galeorhinus galeus)

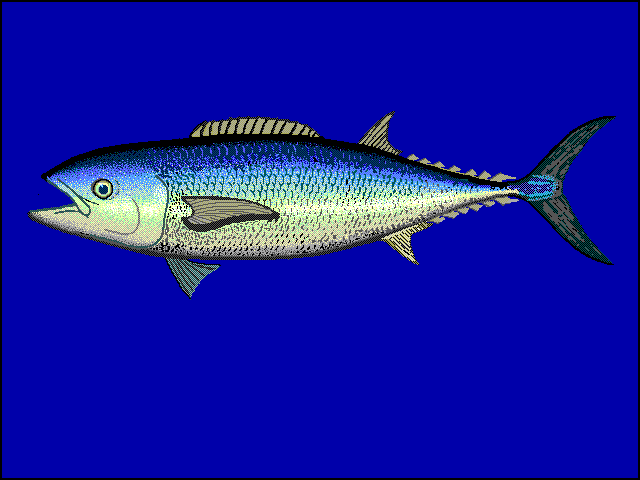
Gasterochisma melampus

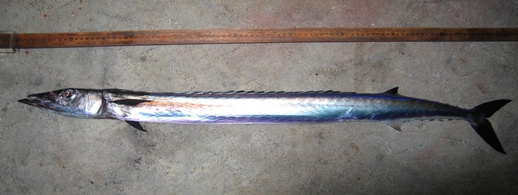
Gempylus serpens

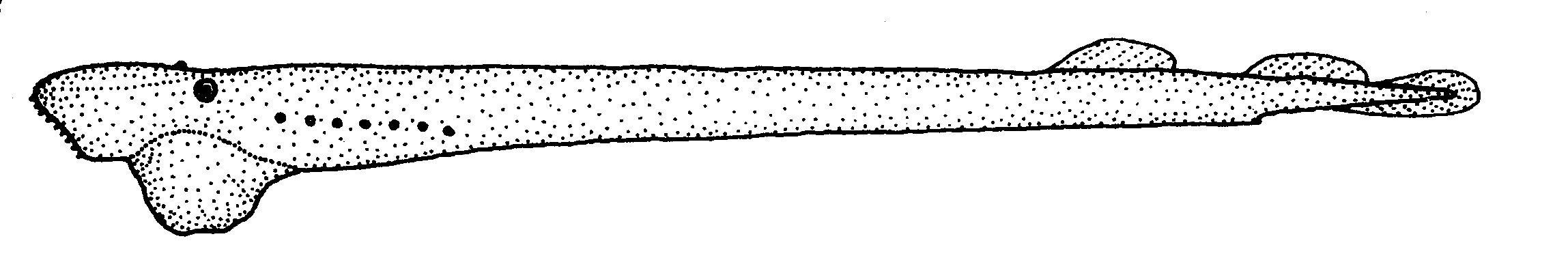
Geotria australis

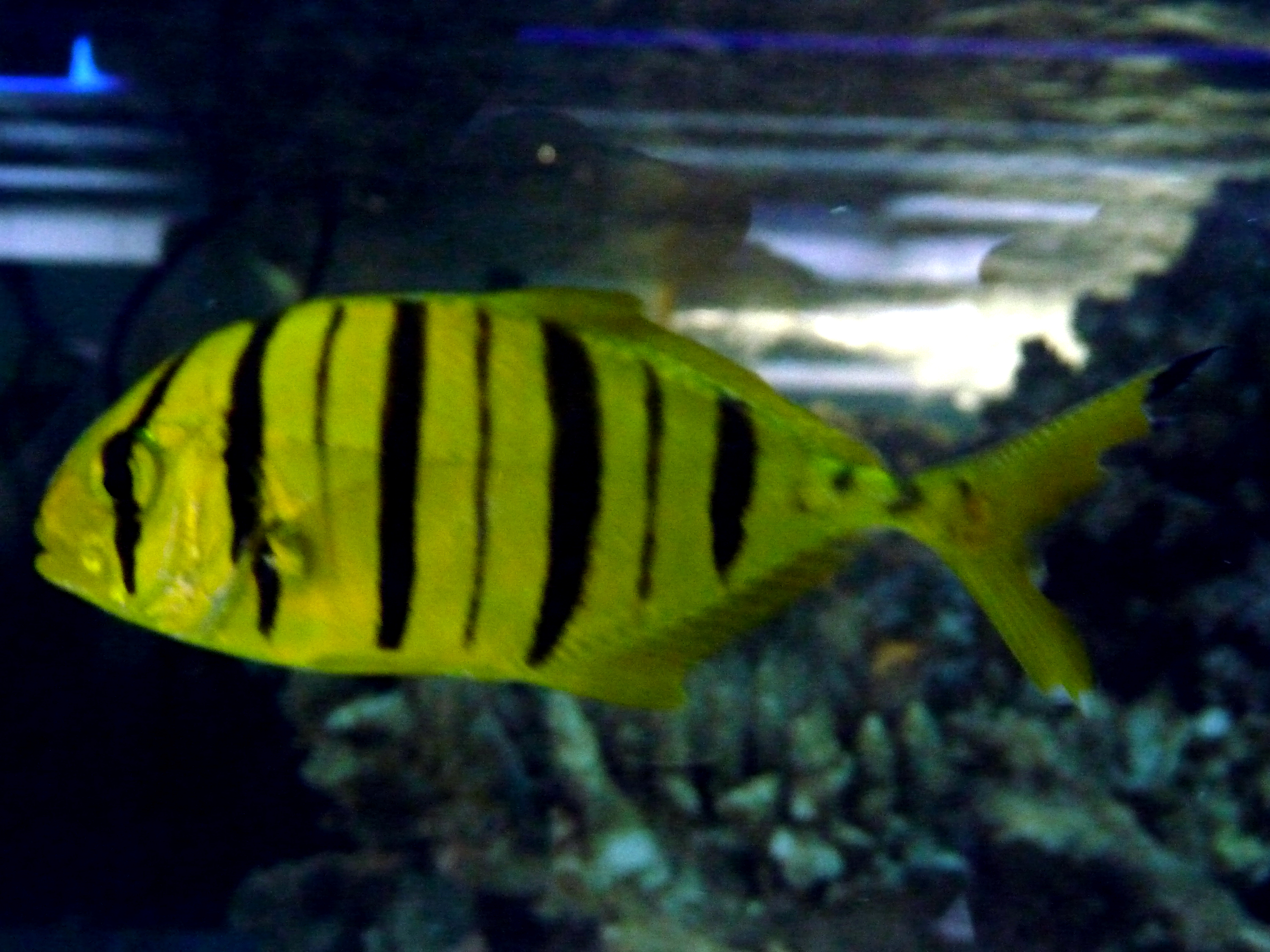
Gnathanodon speciosus

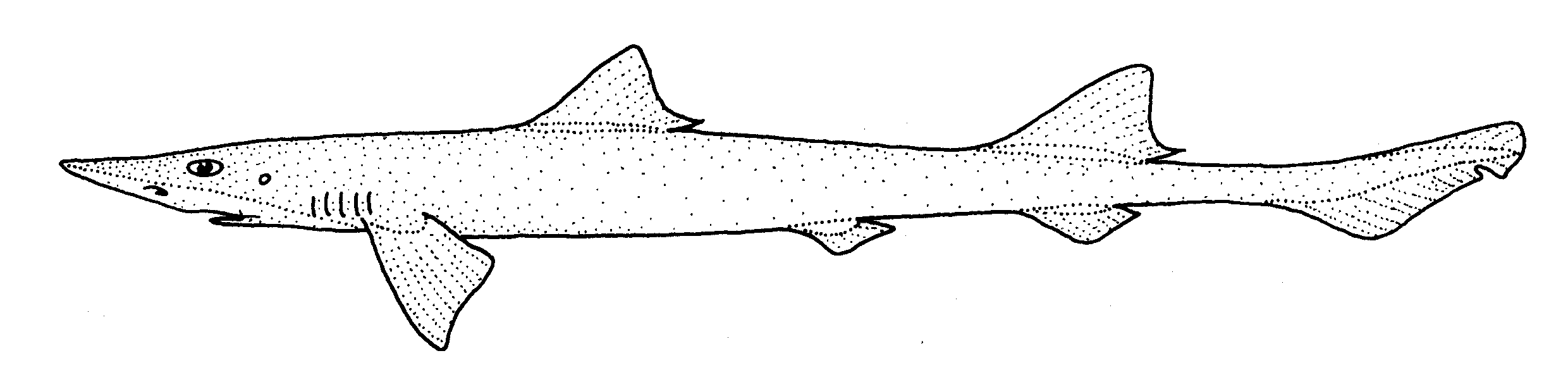
Gollum attenuatus

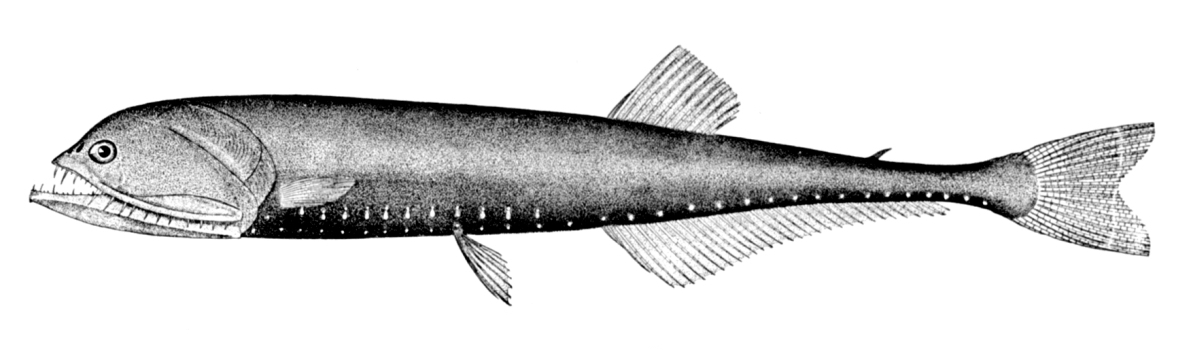
Gonostoma elongatum

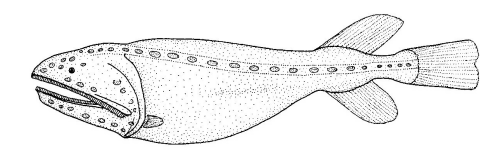
Gyrinomimus grahami

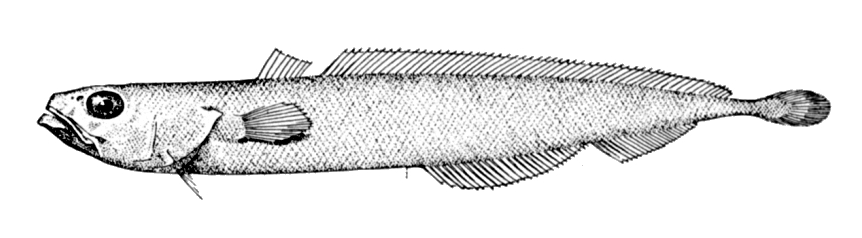
Halargyreus johnsonii

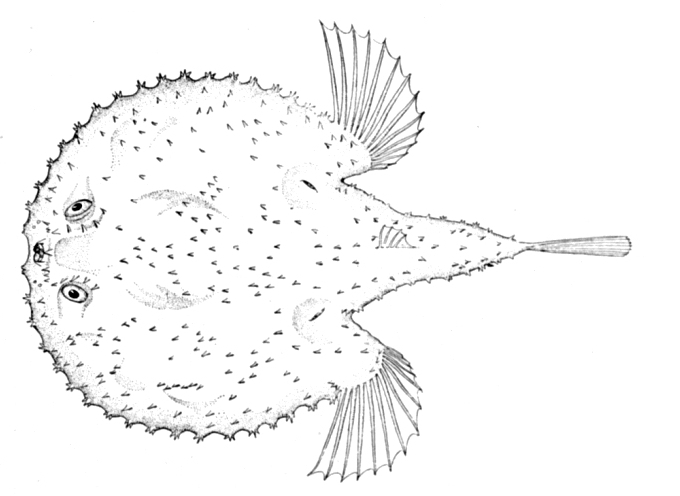
Halieutaea stellata

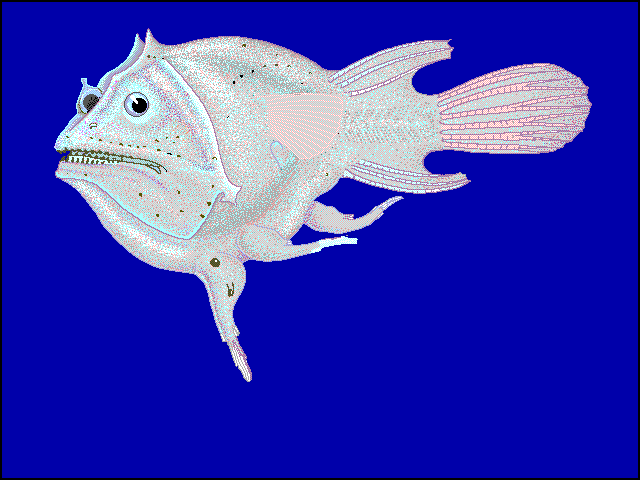
Haplophryne mollis

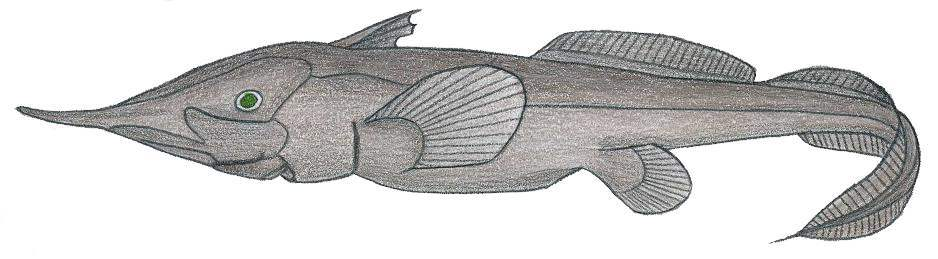
Harriotta haeckeli

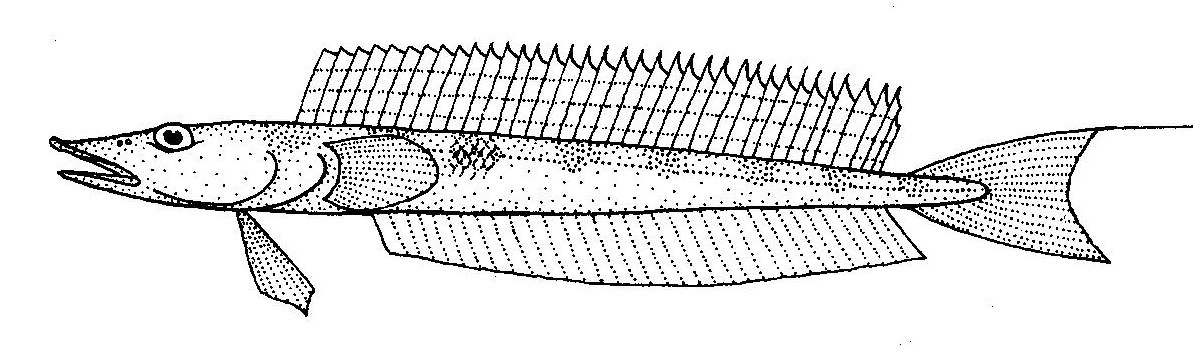
Hemerocoetes monopterygius

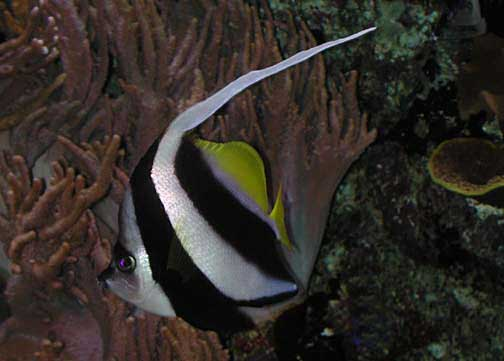
Heniochus diphreutes

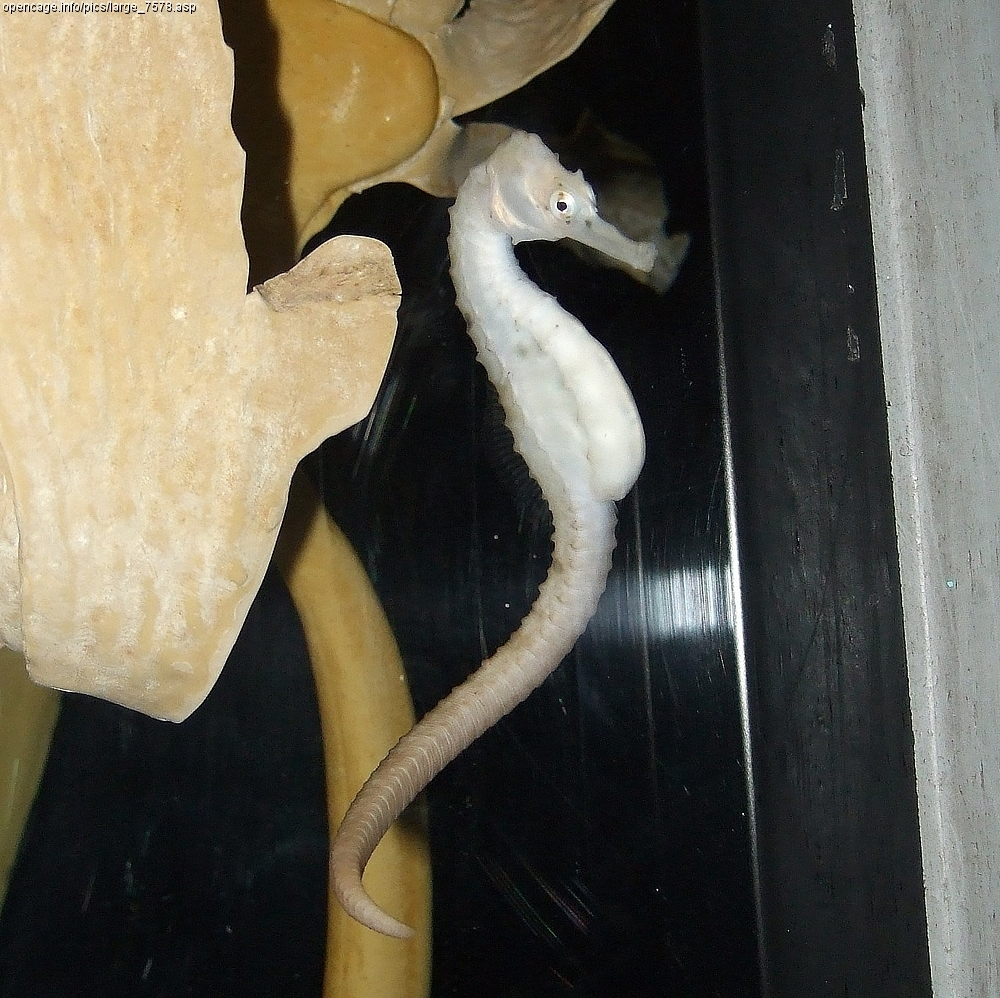
Hippocampus abdominalis

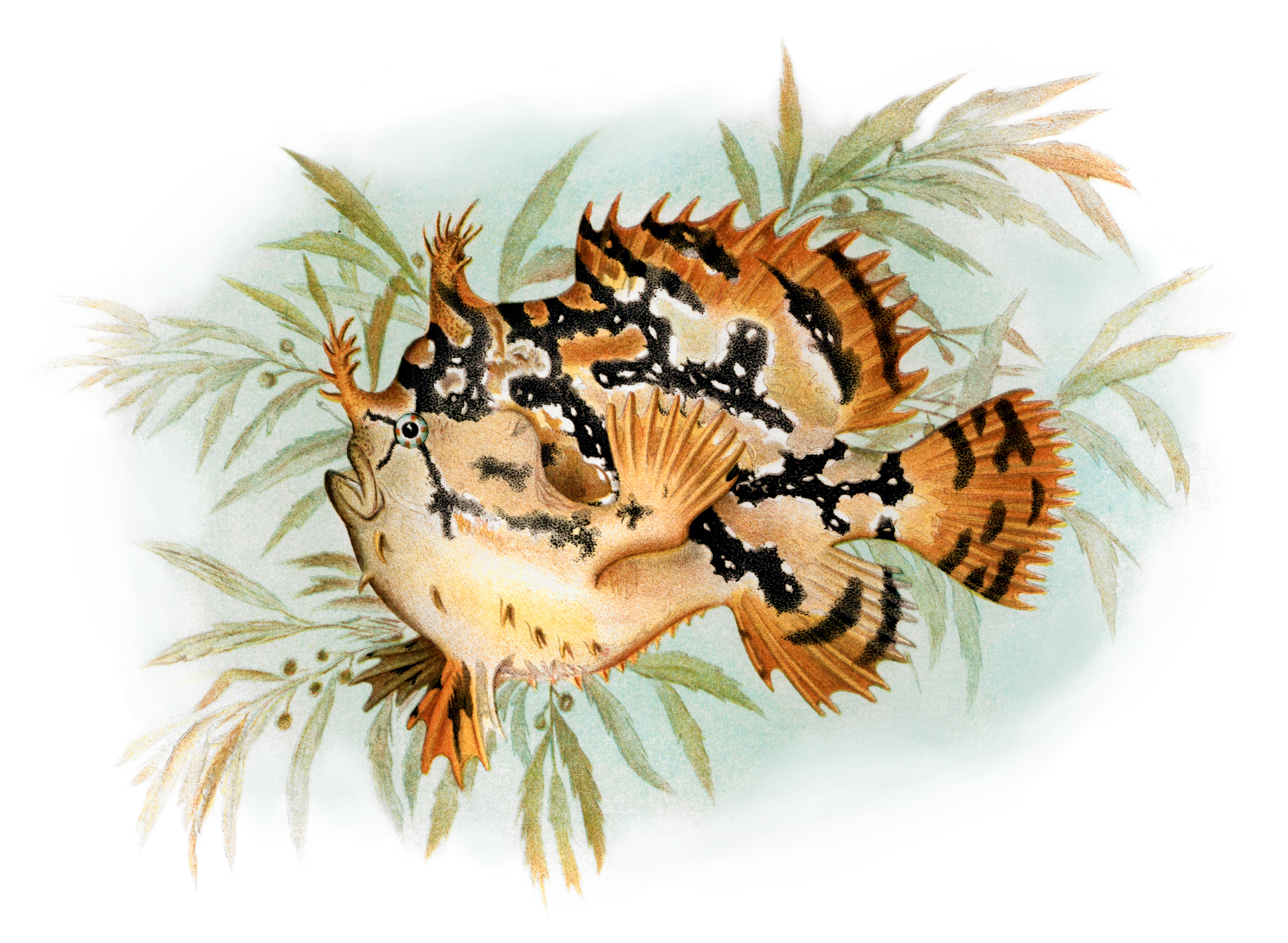
Histrio histrio

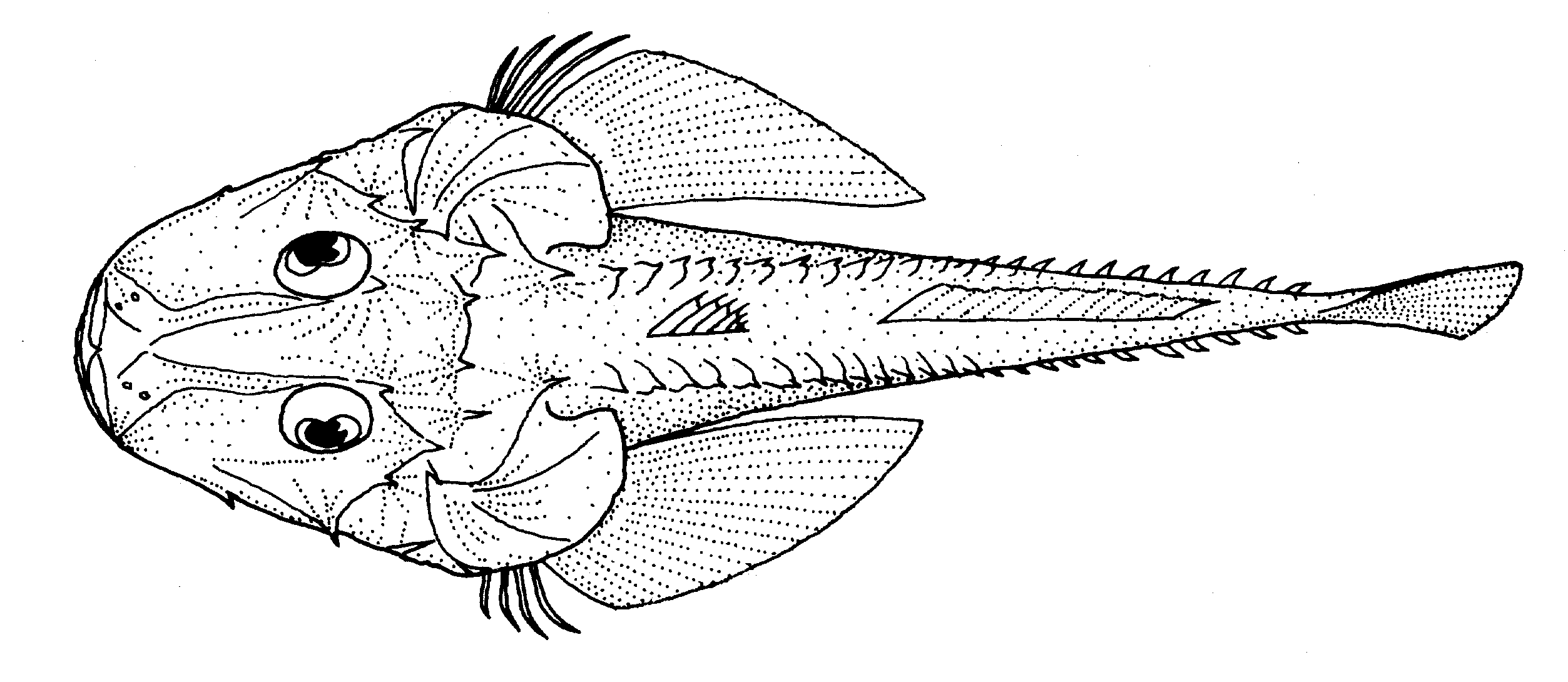
Hoplichthys haswelli

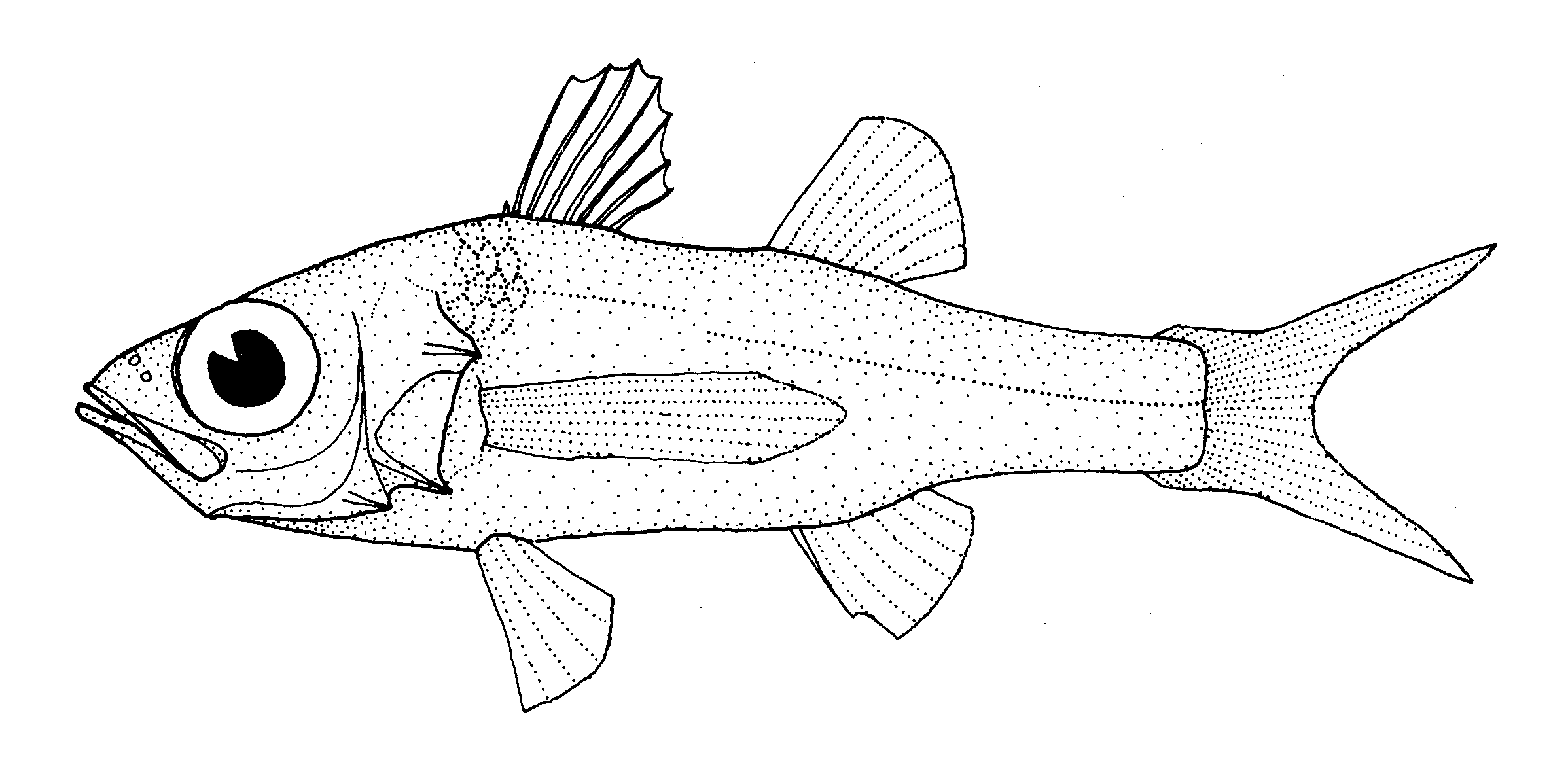
Howella brodiei

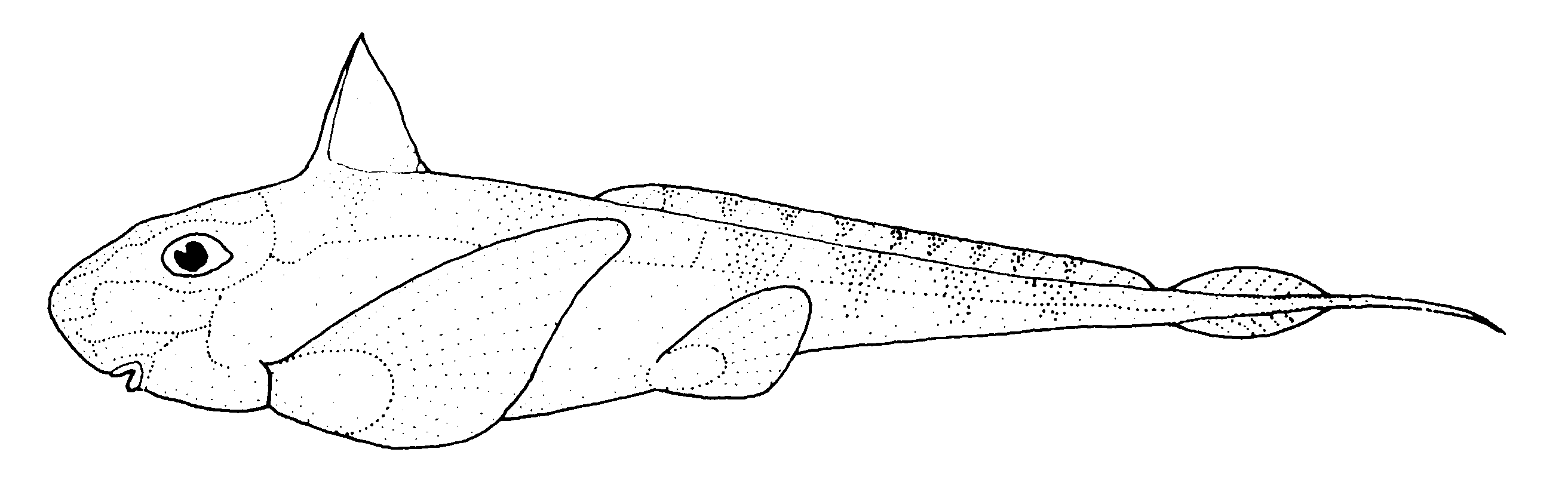
Hydrolagus bemisi

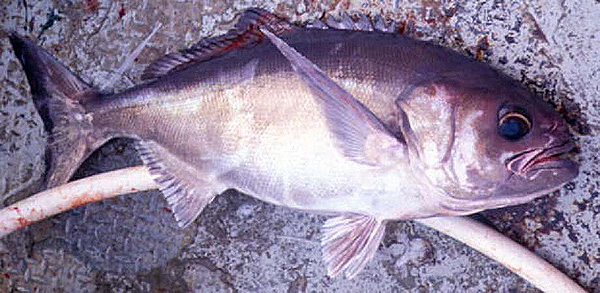
Hyperoglyphe antarctica

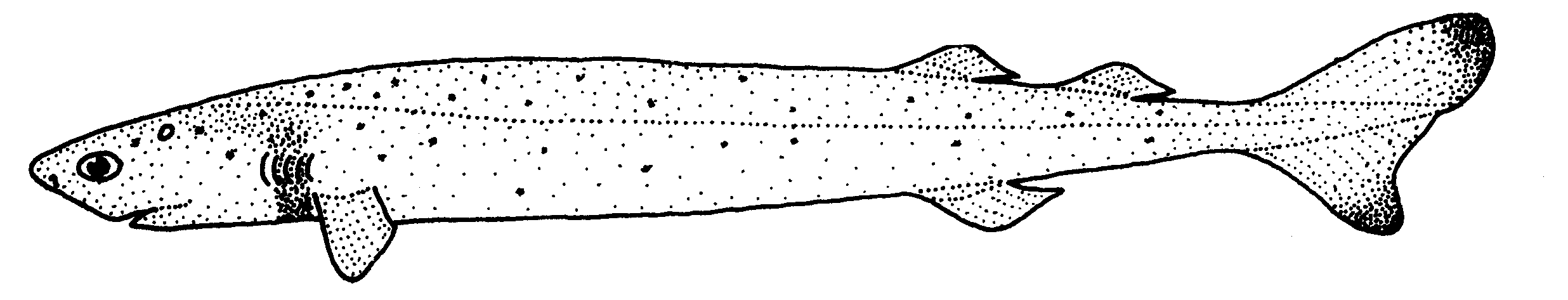
Tauró cigar (Isistius brasiliensis)

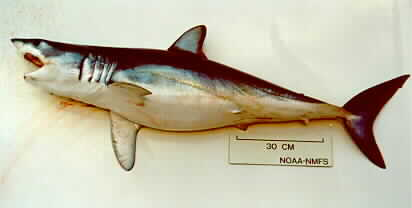
Solraig (Isurus oxyrinchus)

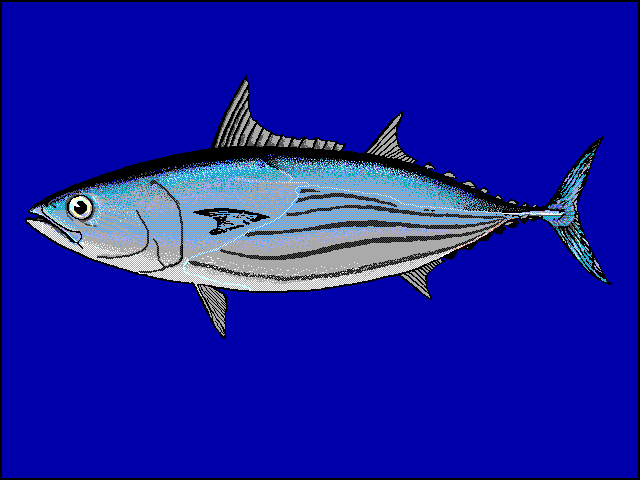
Bonítol ratllat (Katsuwonus pelamis)

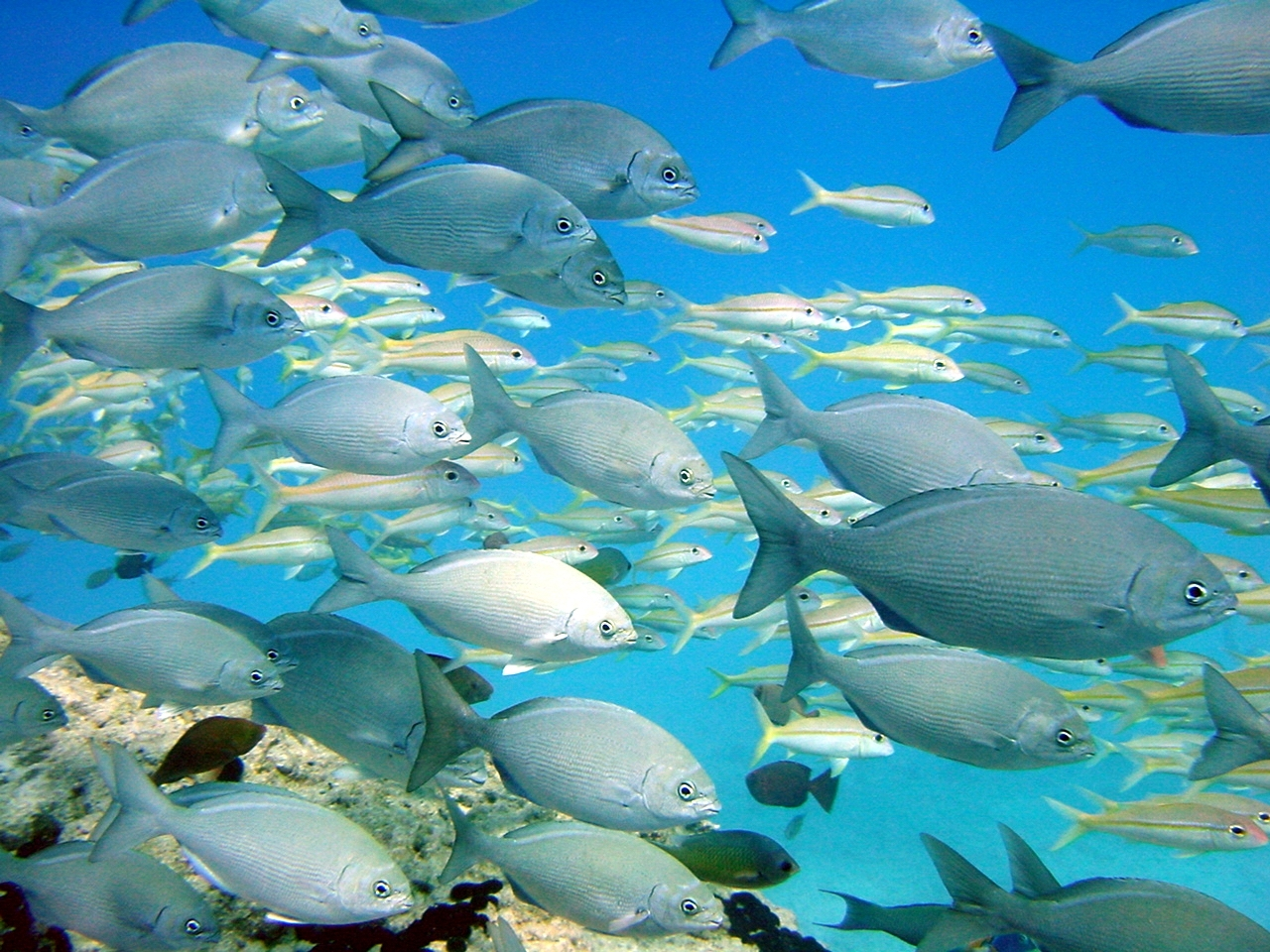
Kyphosus bigibbus

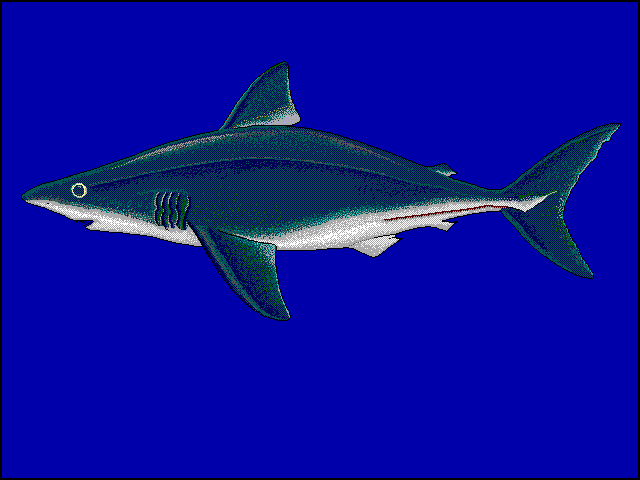
Marraix (Lamna nasus)

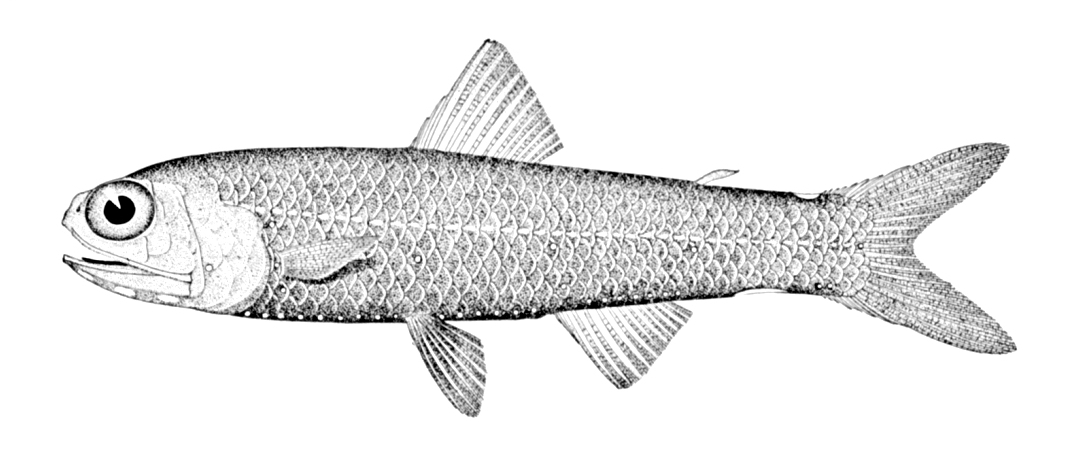
Lampadena speculigera

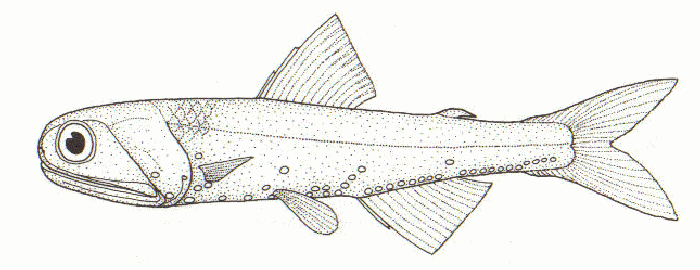
Lampanyctodes hectoris

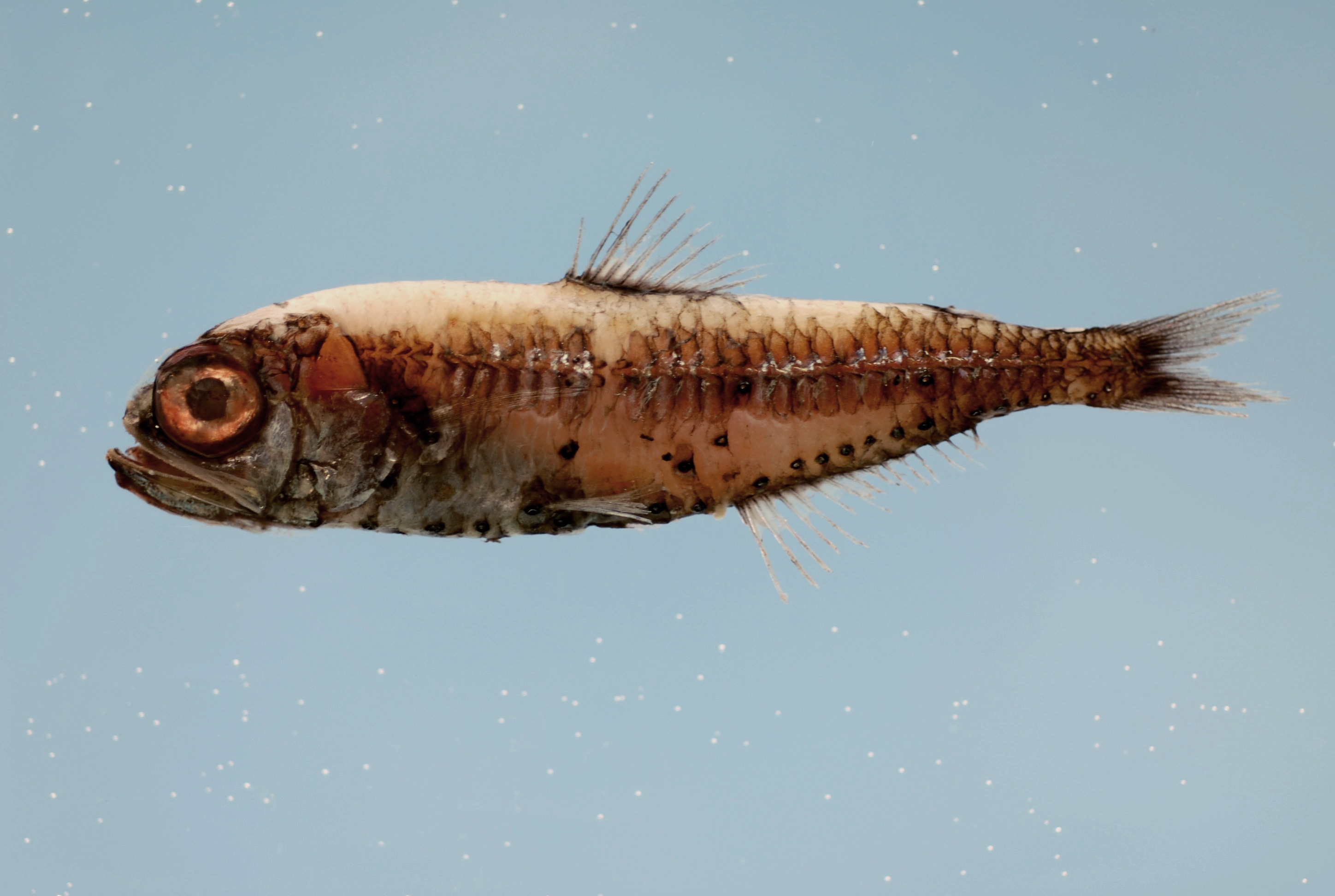
Myctophum obtusirostre

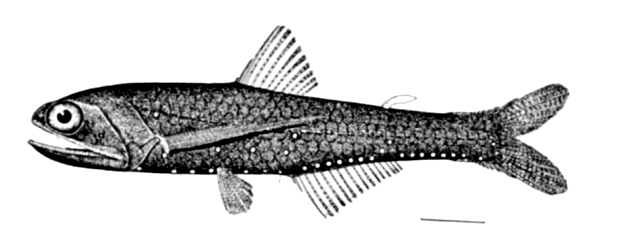
Lampanyctus alatus

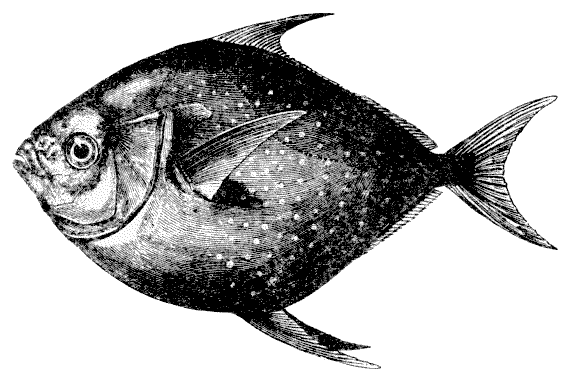
Lampris guttatus

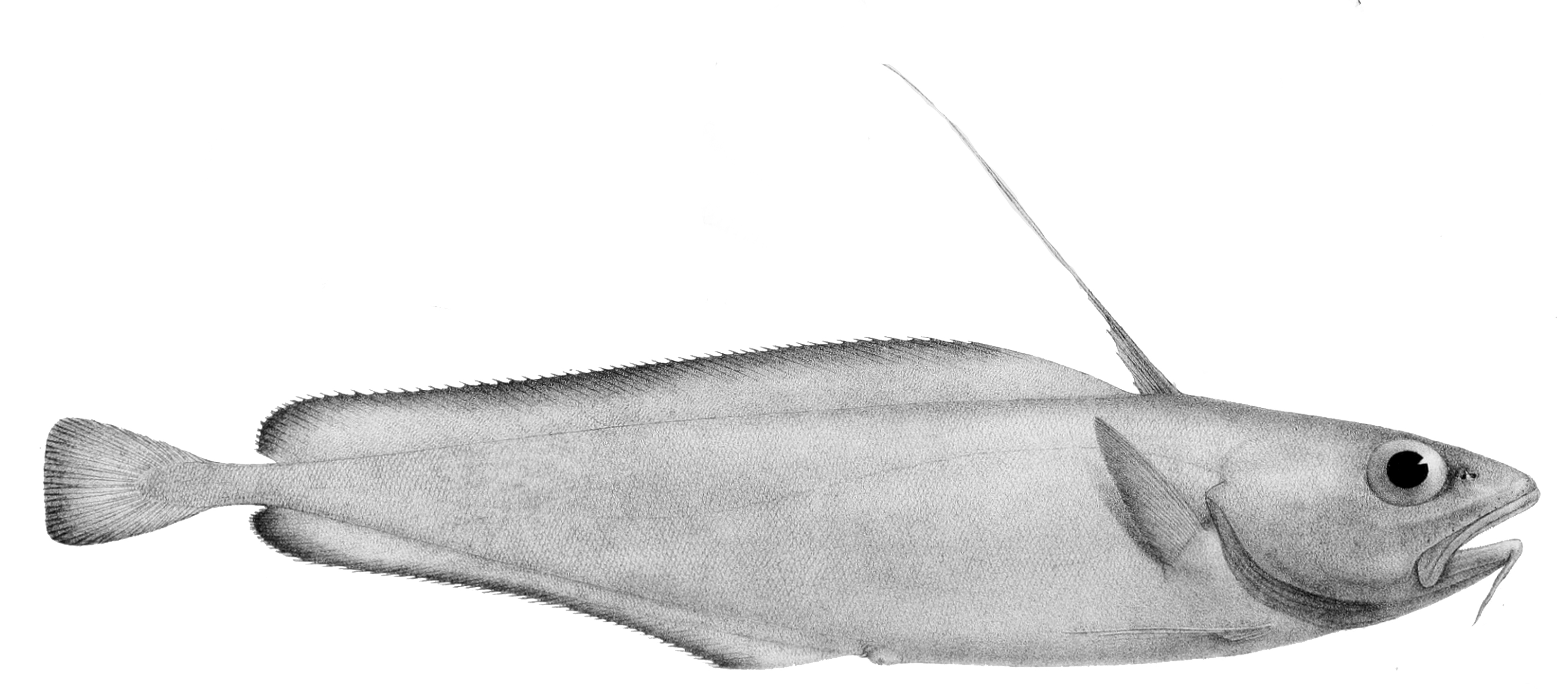
Lepidion inosimae

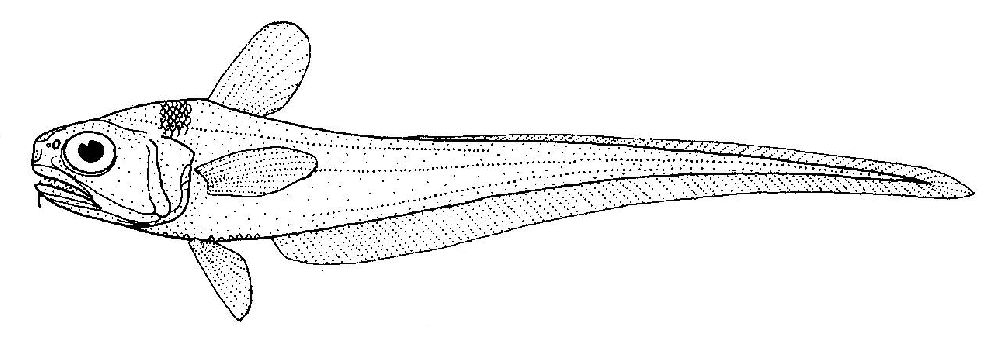
Lepidorhynchus denticulatus

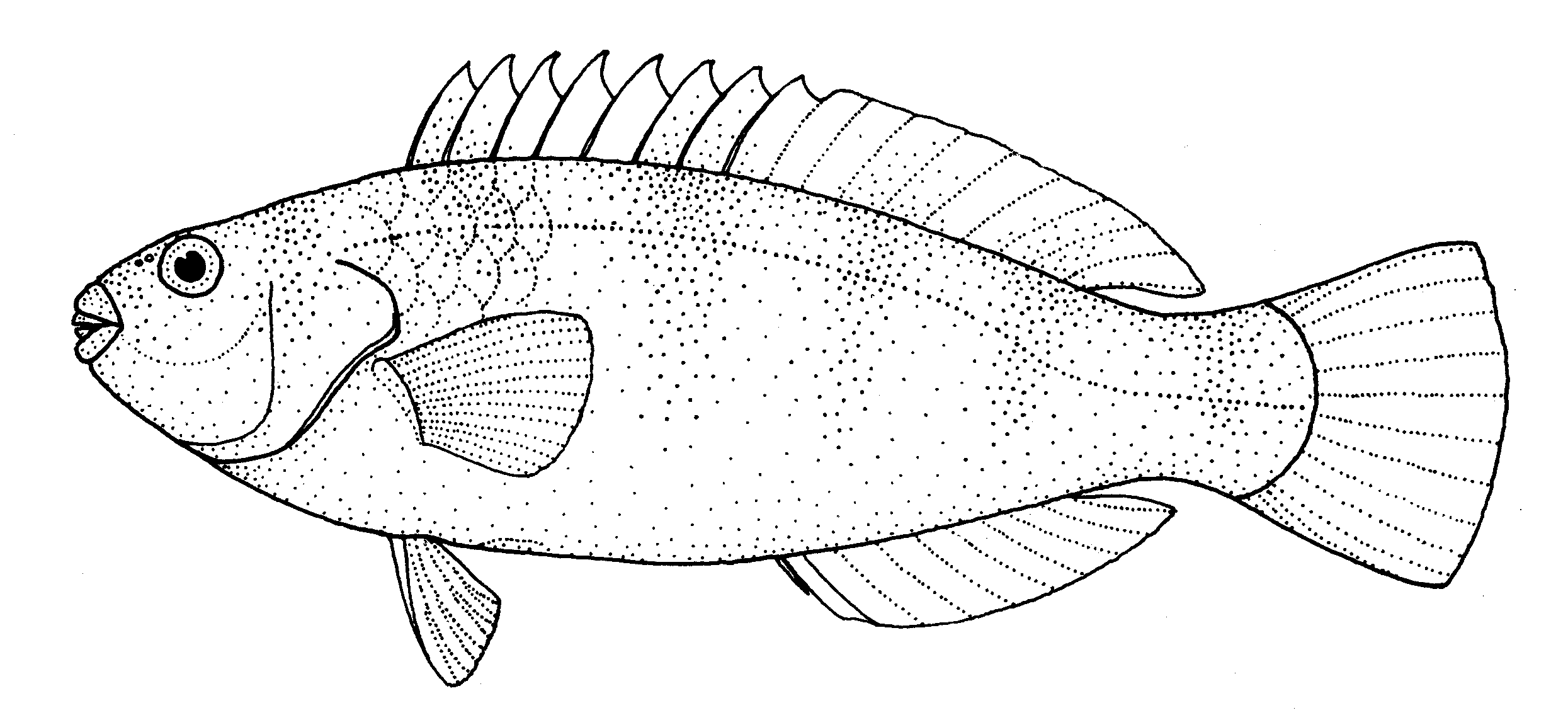
Leptoscarus vaigiensis

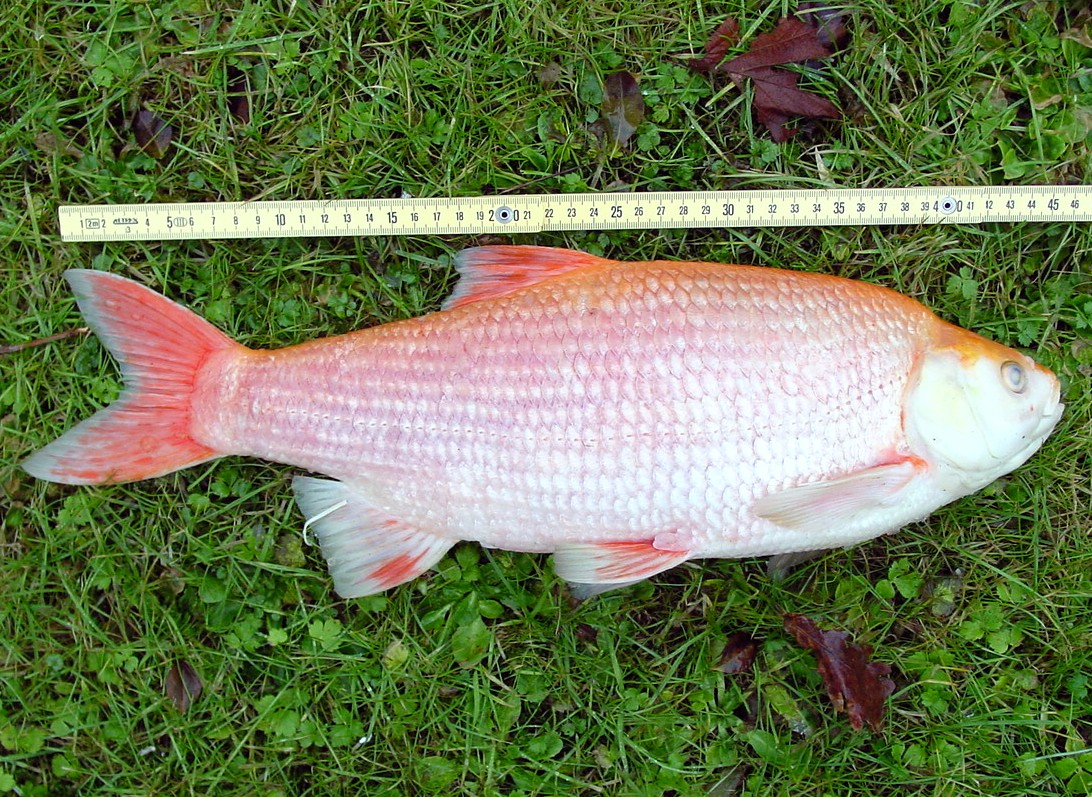
Leuciscus idus

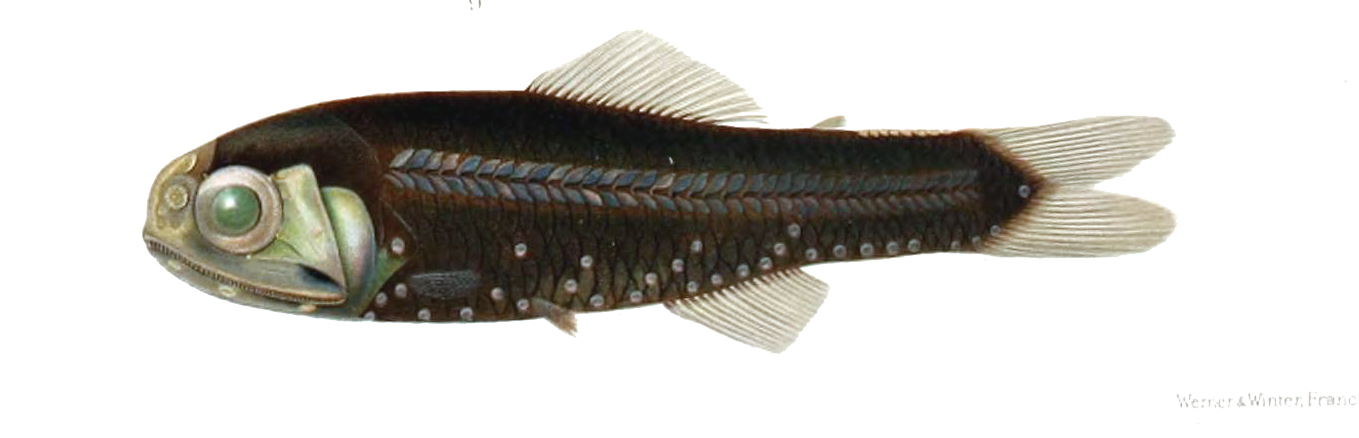
Lobianchia dofleini

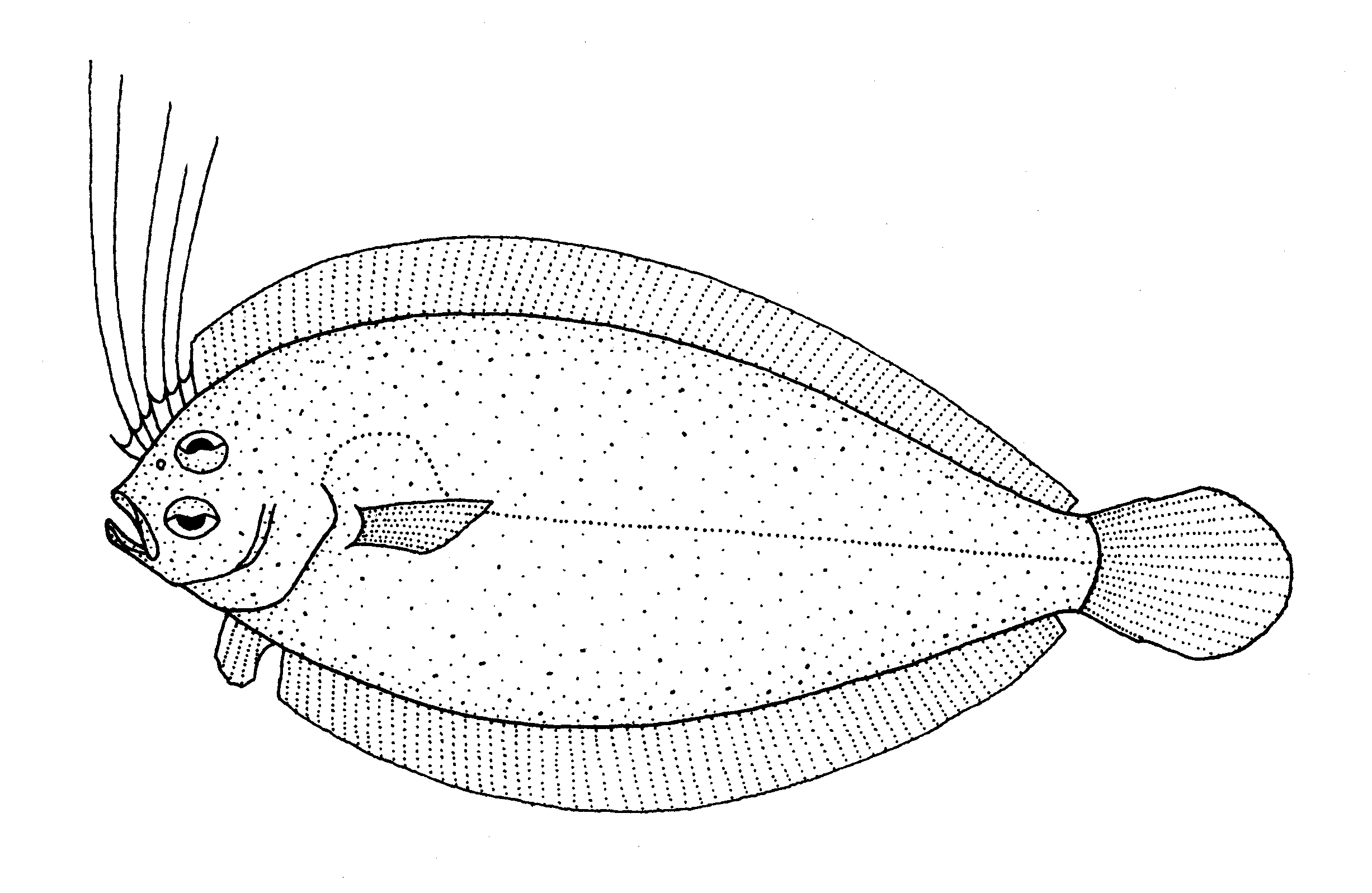
Lophonectes gallus

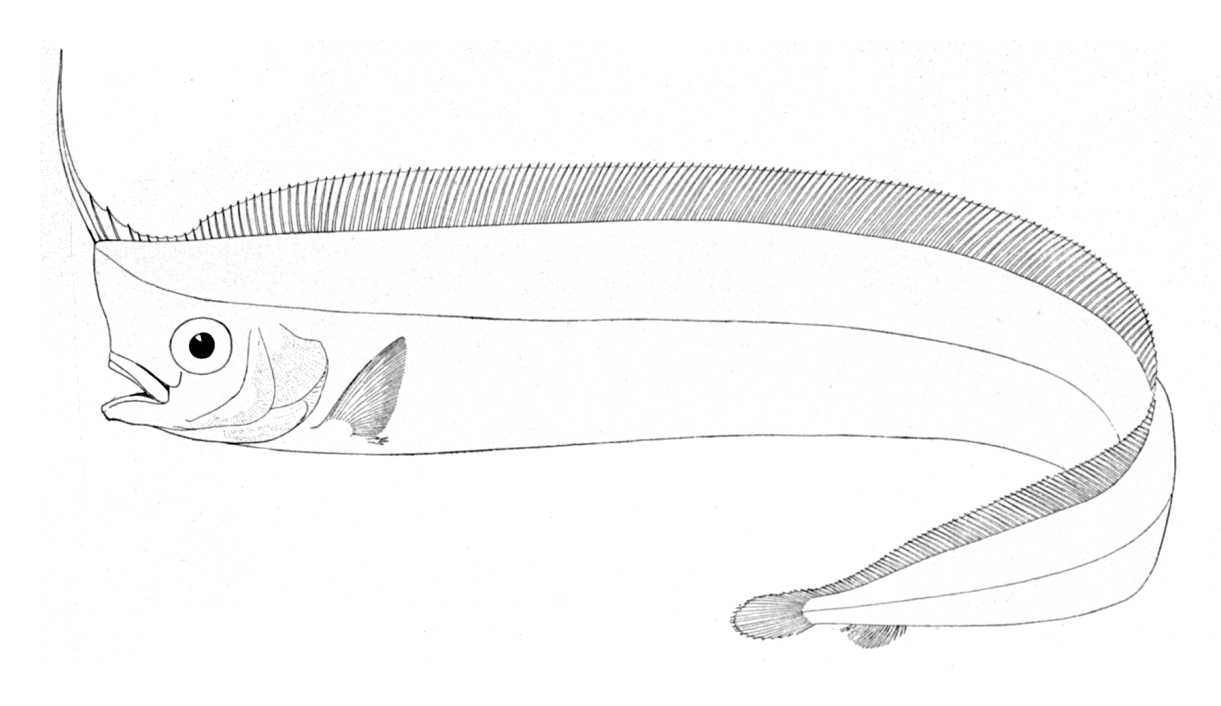
Lophotus capellei

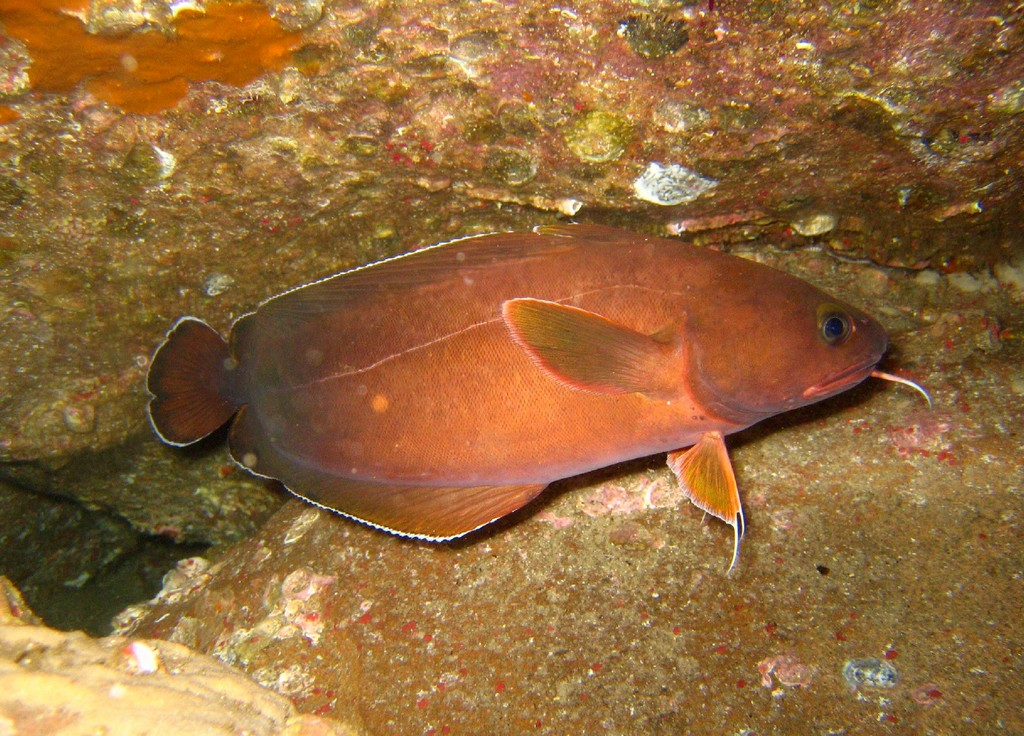
Lotella rhacina

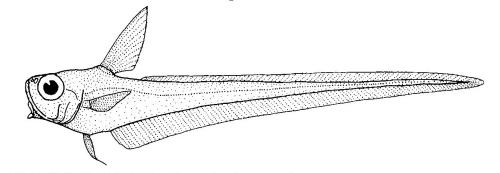
Lucigadus nigromaculatus

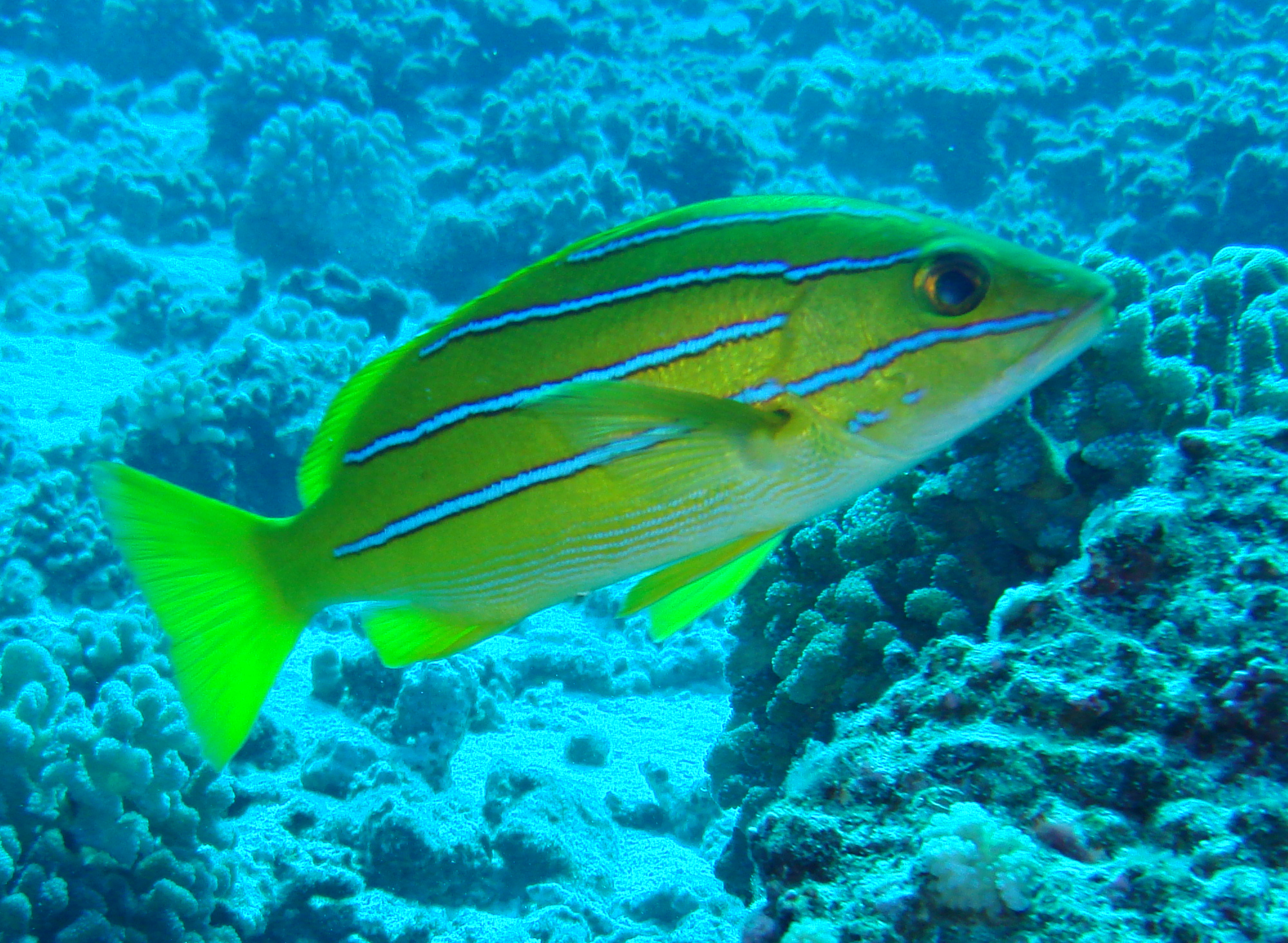
Lutjanus kasmira

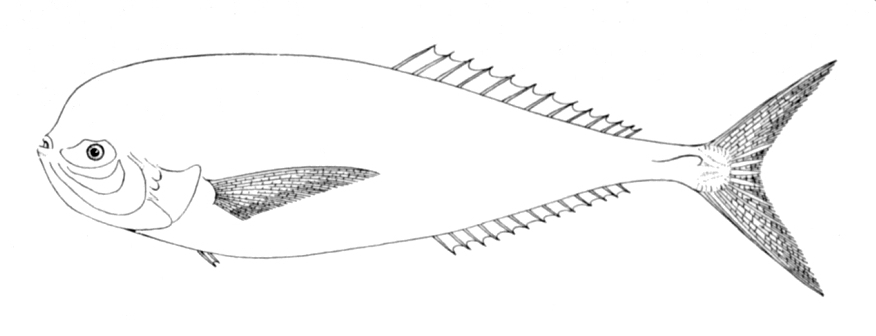
Luvar (Luvarus imperialis)

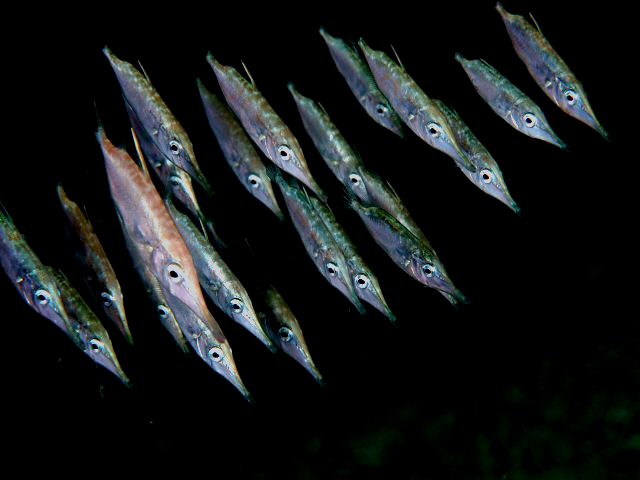
Trompeters (Macroramphosus scolopax)

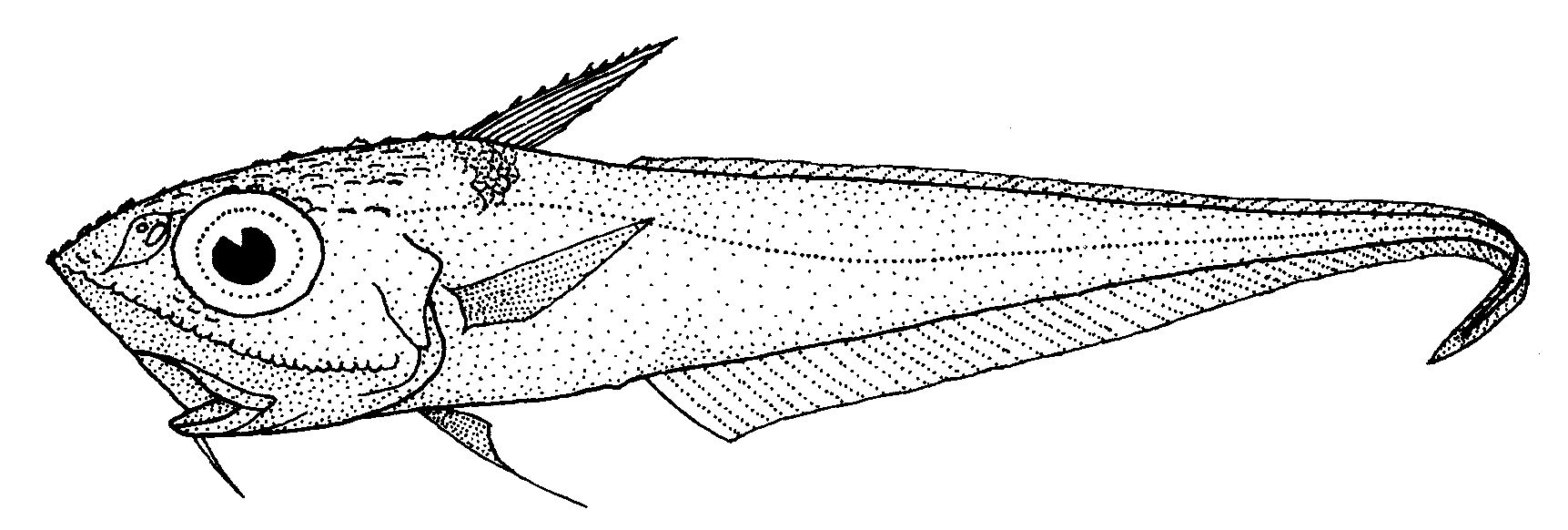
Macrourus carinatus

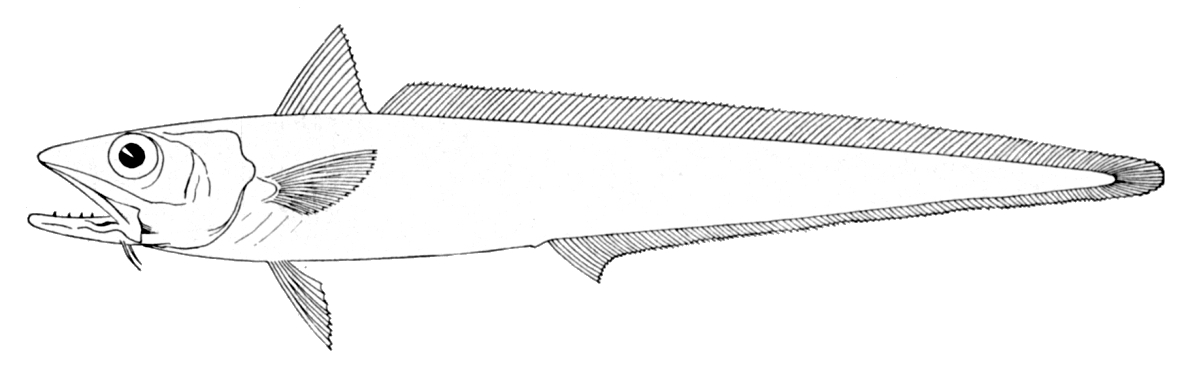
Macruronus novaezelandiae

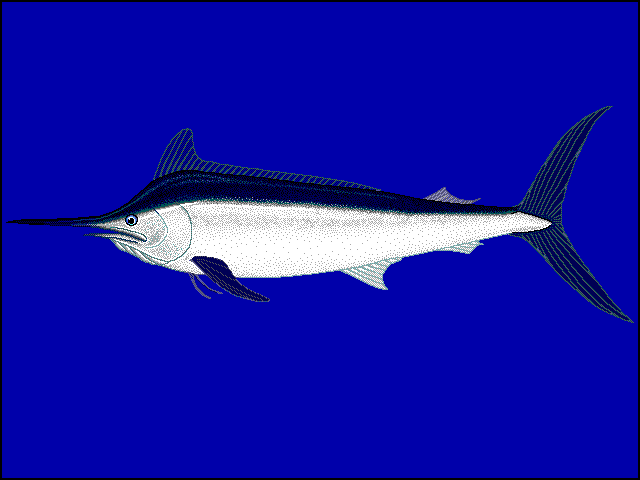
Makaira indica

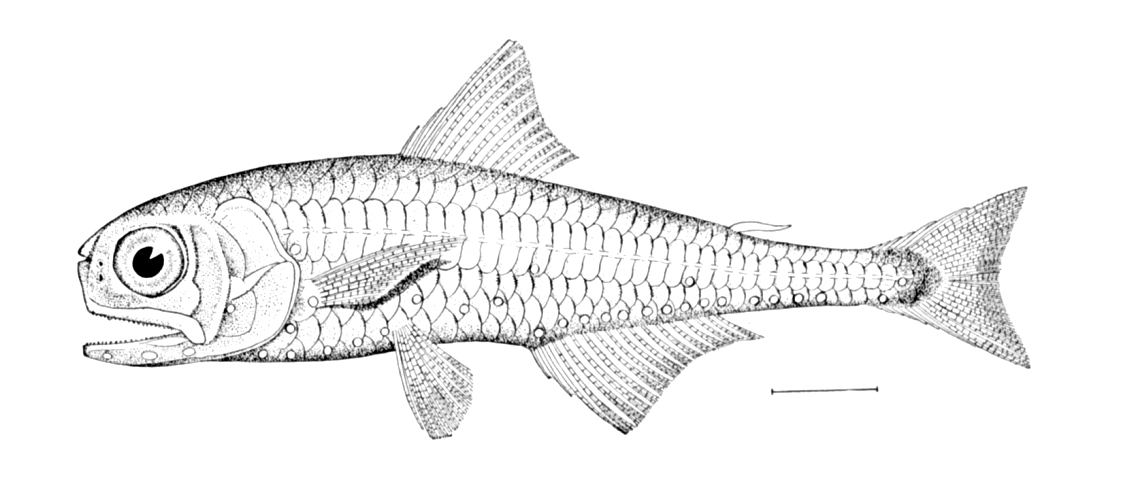
Myctophum asperum

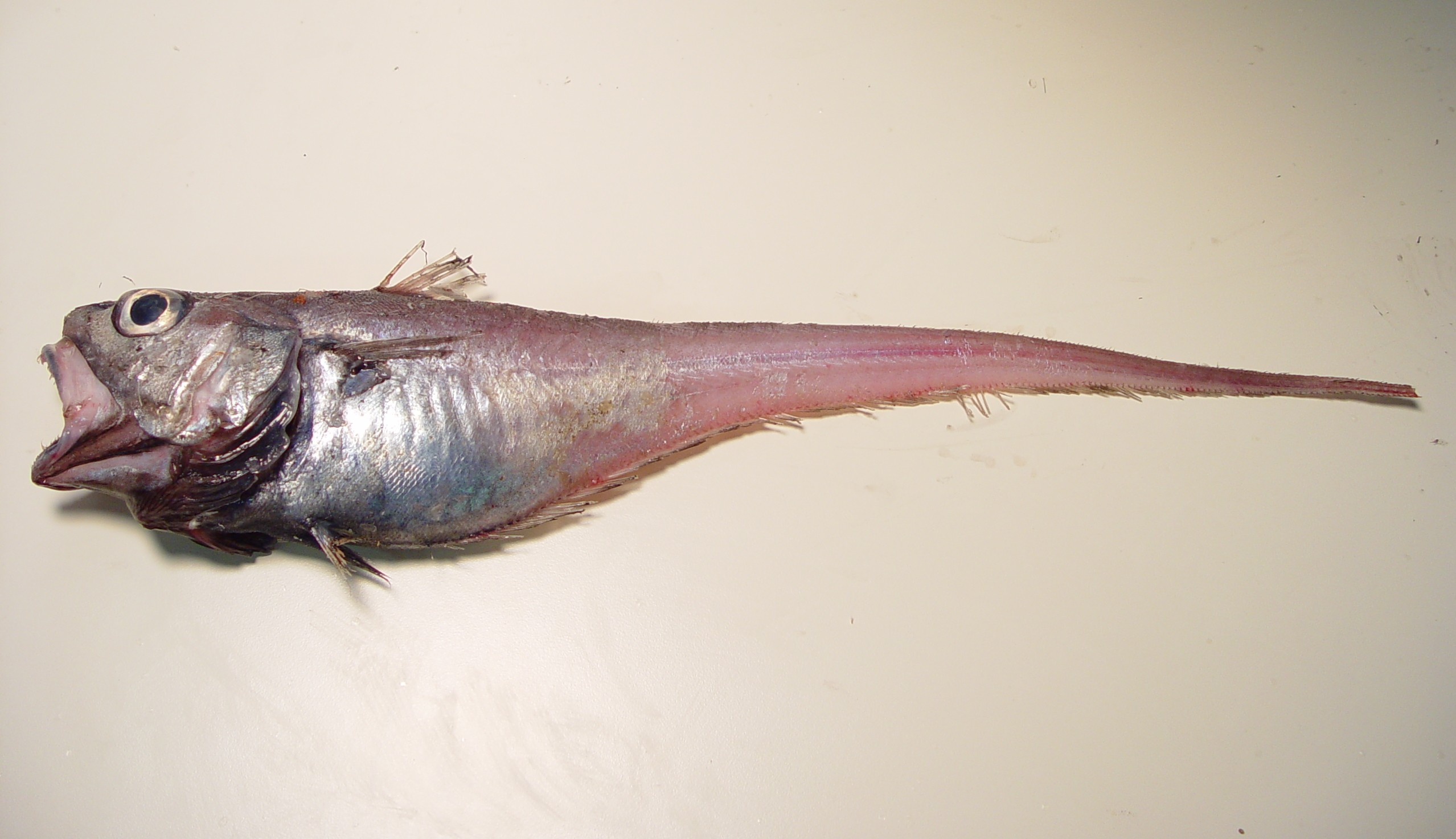
Malacocephalus laevis

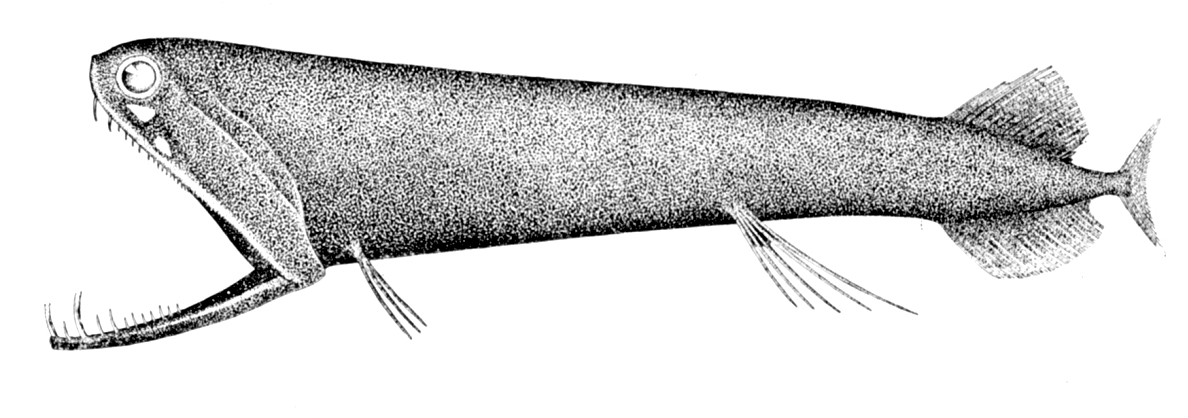
Malacosteus niger

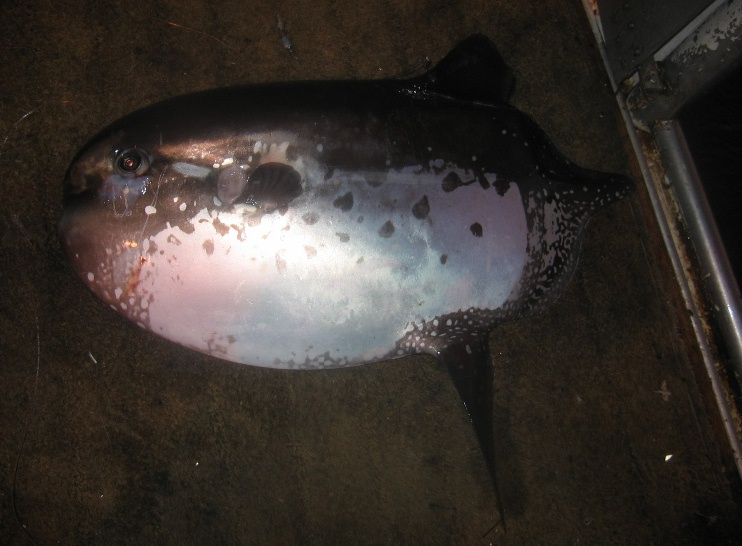
Masturus lanceolatus

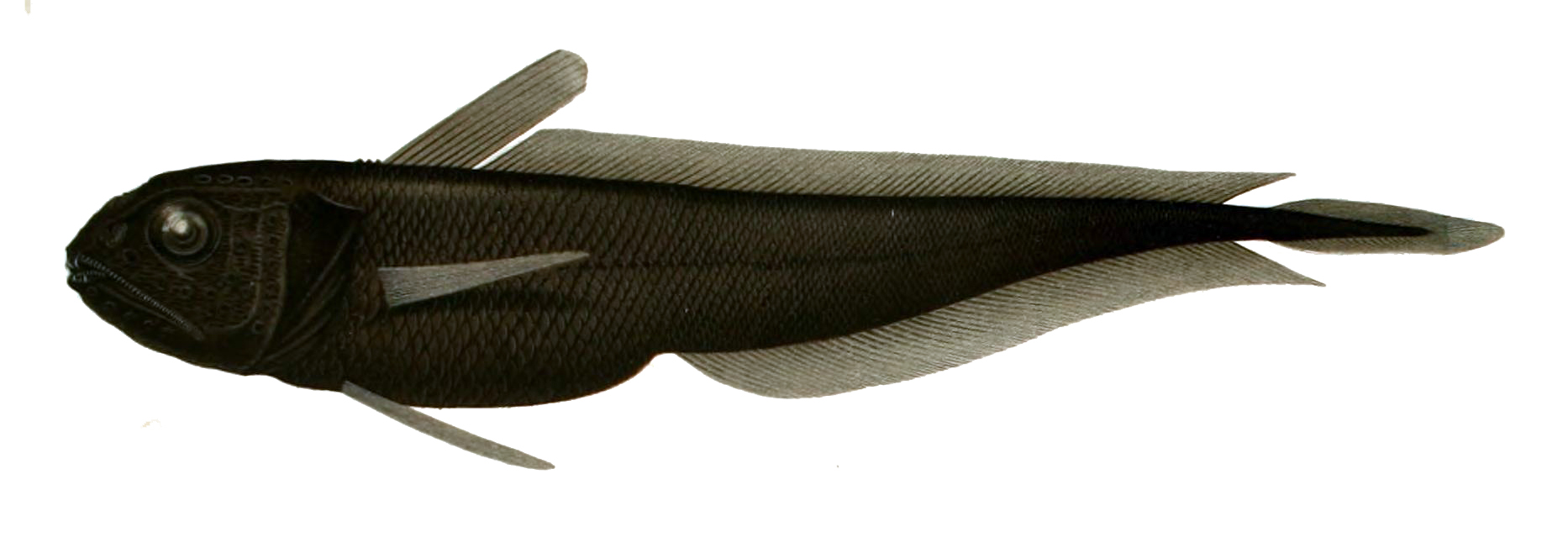
Melanonus gracilis

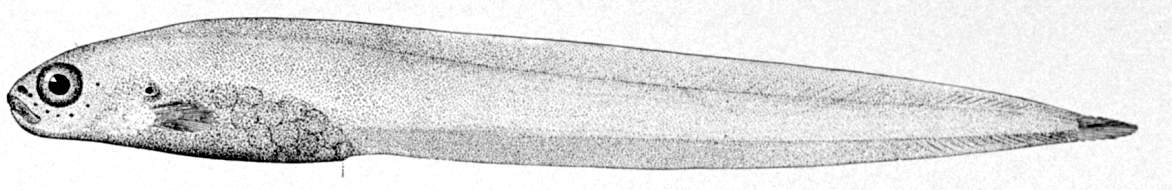
Melanostigma gelatinosum

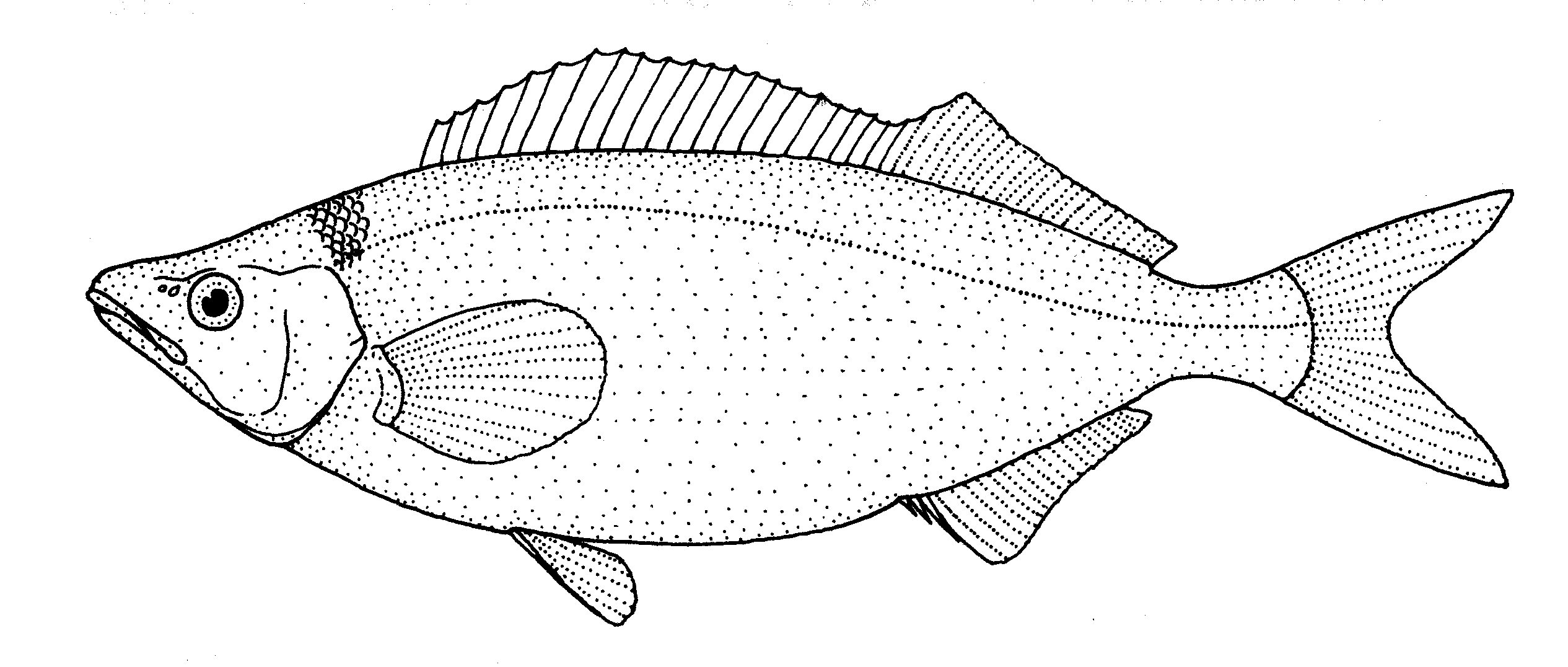
Mendosoma lineatum

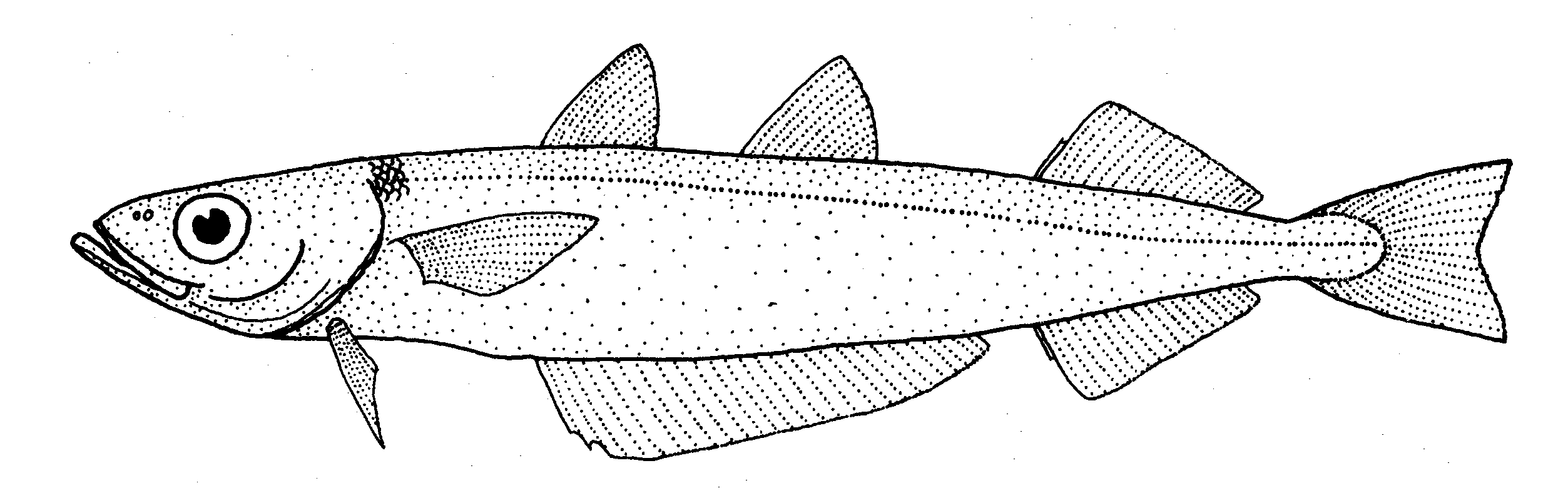
Micromesistius australis

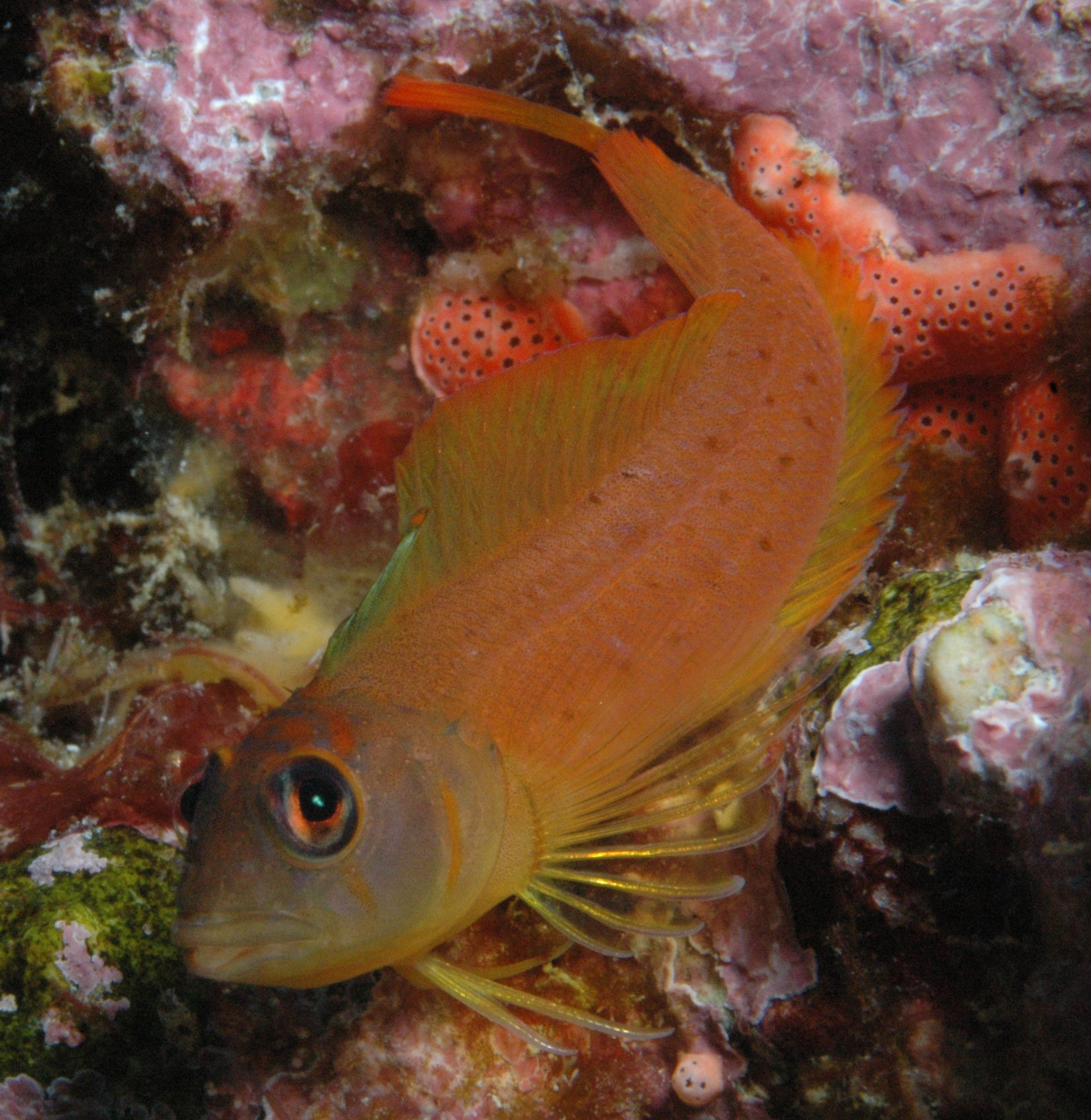
Notoclinops yaldwyni

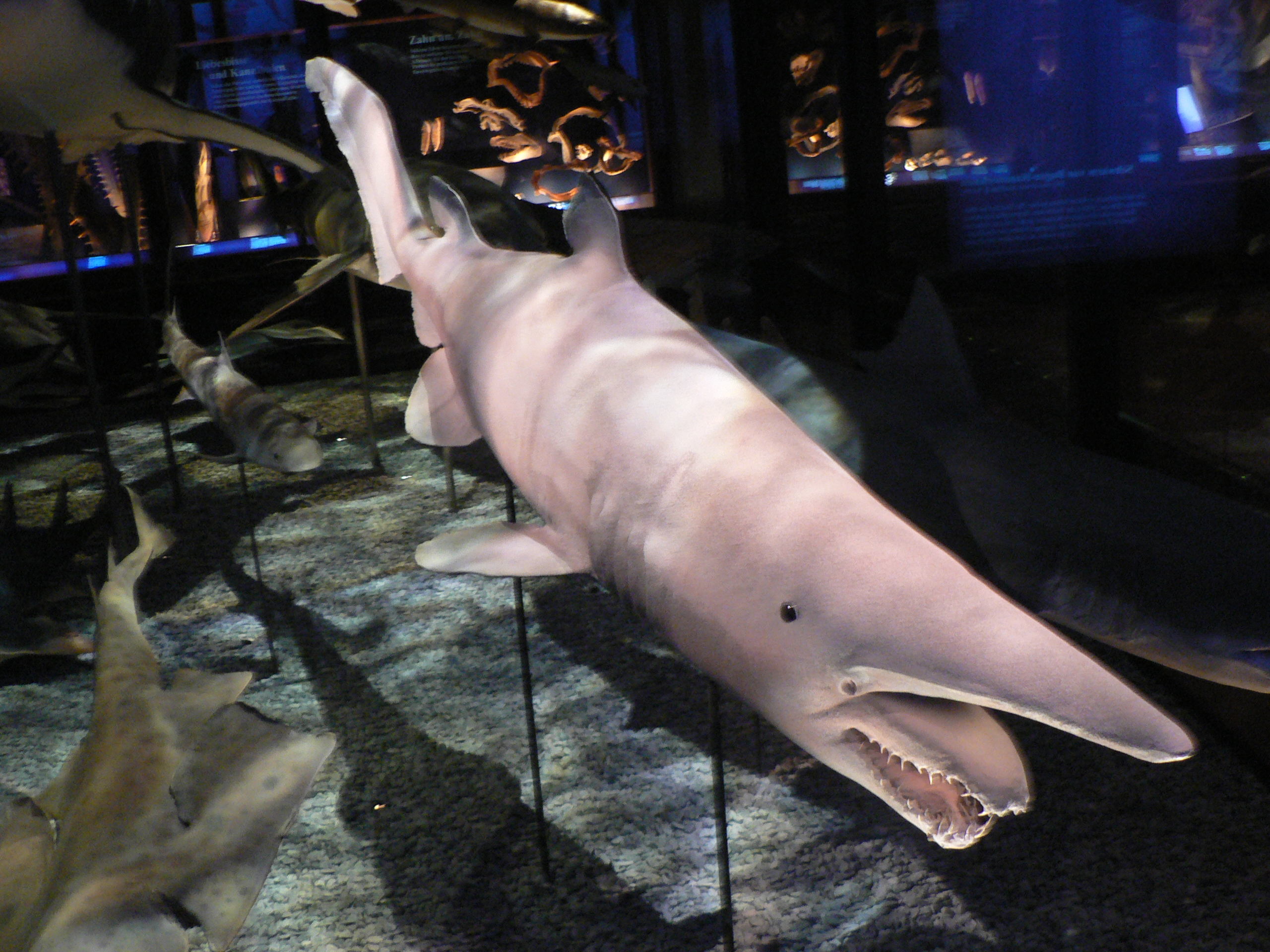
Tauró follet (Mitsukurina owstoni)

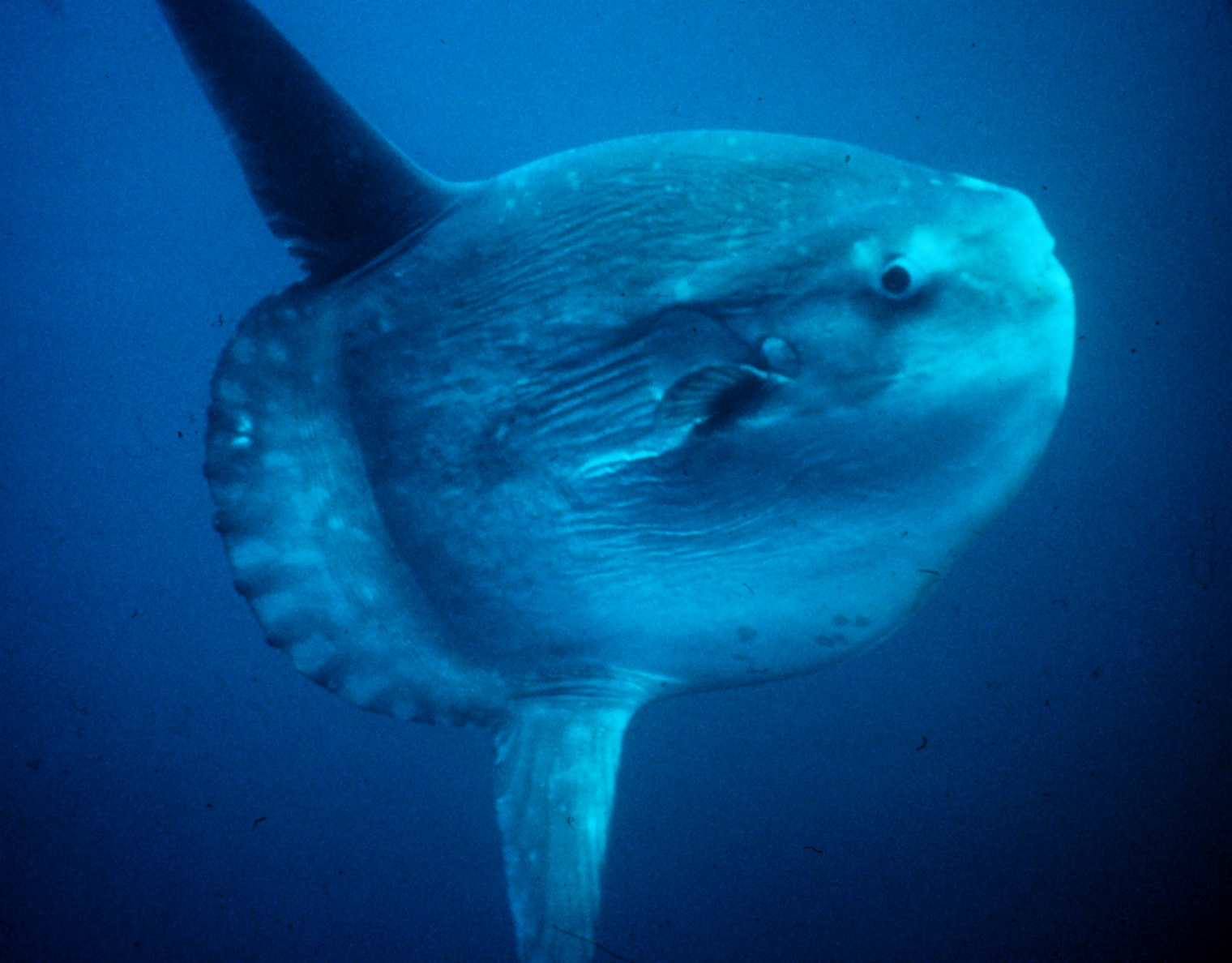
Bot (Mola mola)

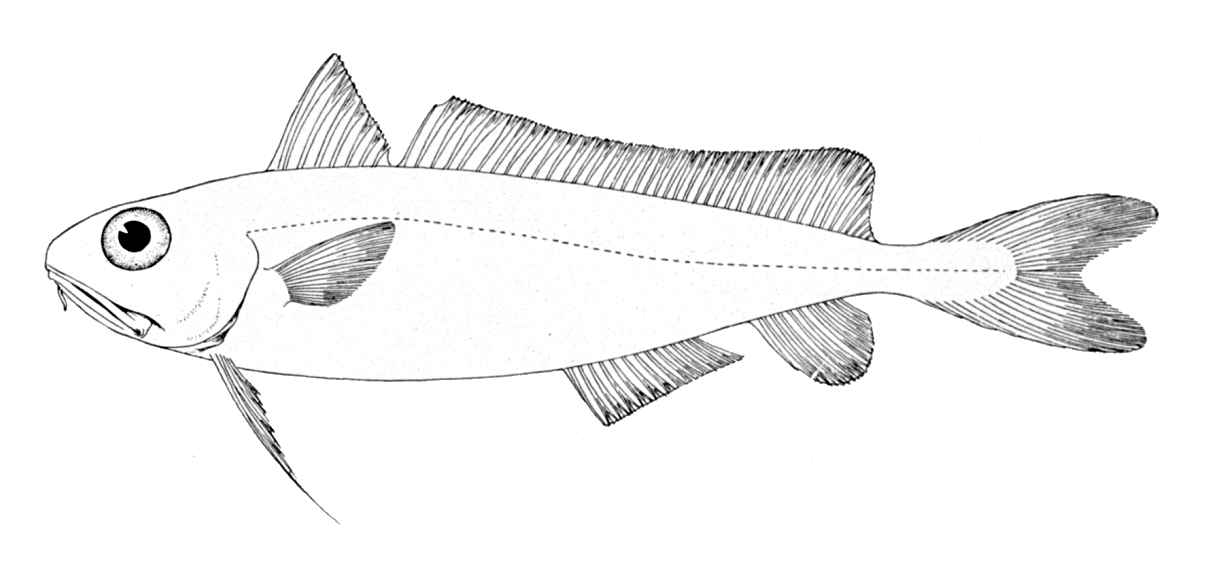
Mora moro

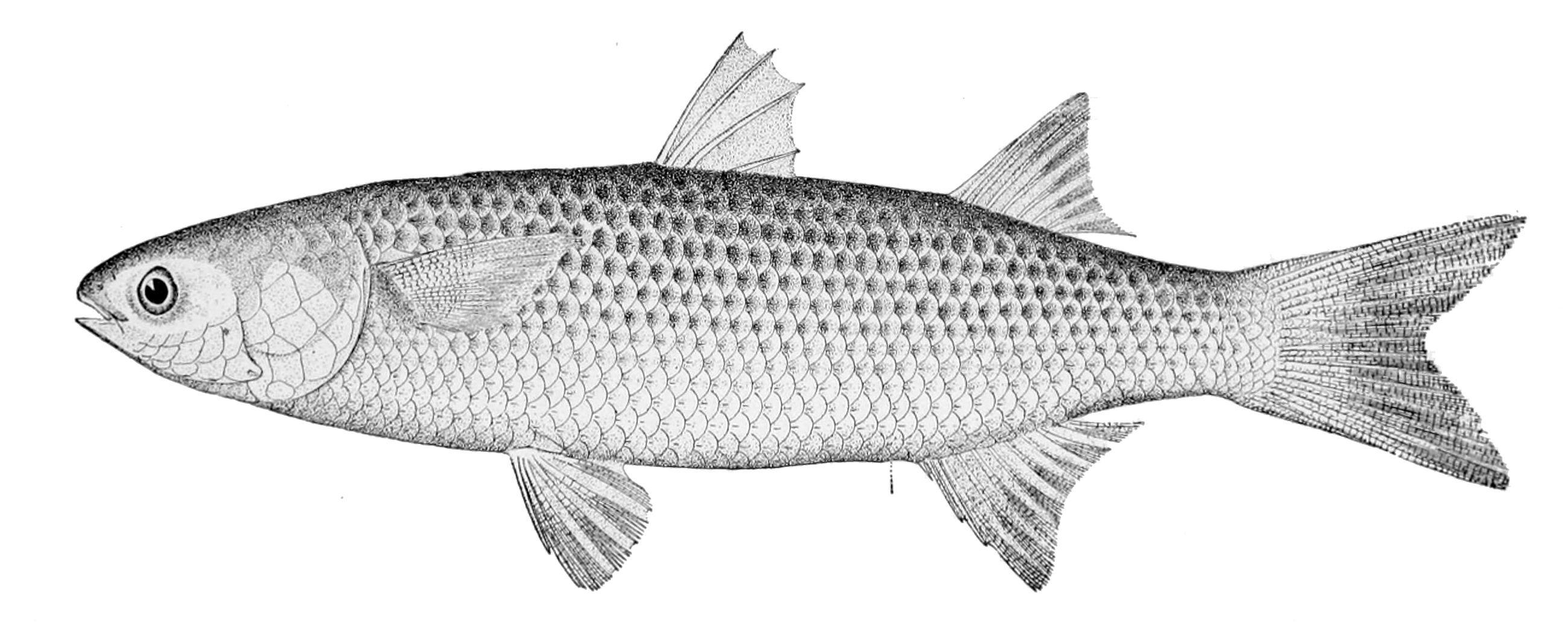
Mugil cephalus

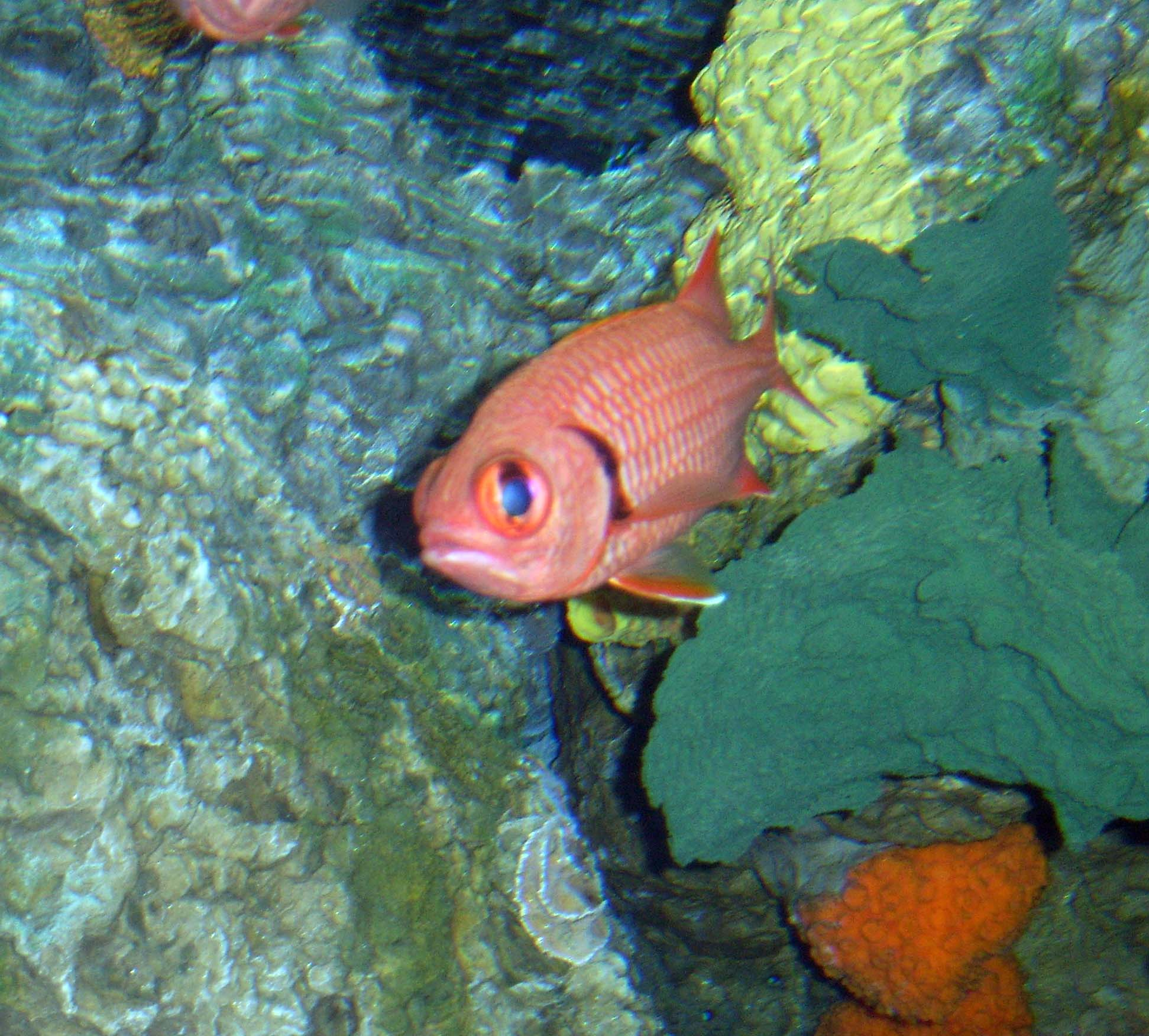
Myripristis berndti

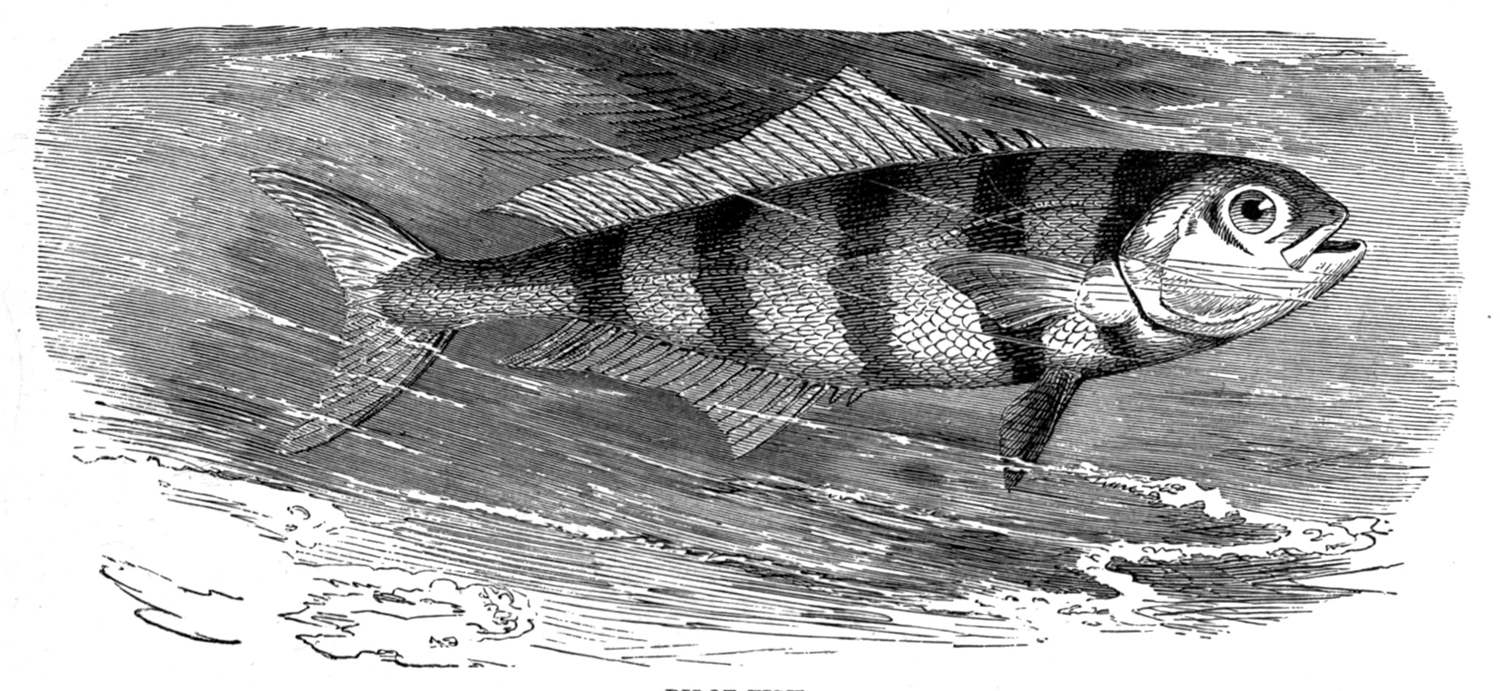
Pàmpol ver (Naucrates ductor)

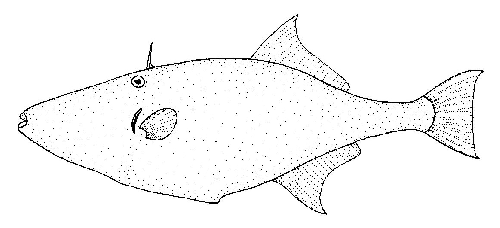
Nelusetta ayraud

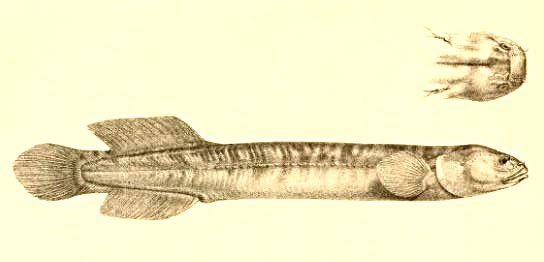
Neochanna apoda

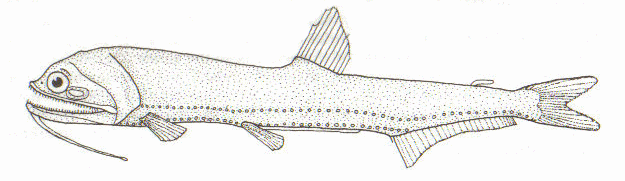
Neonesthes capensis

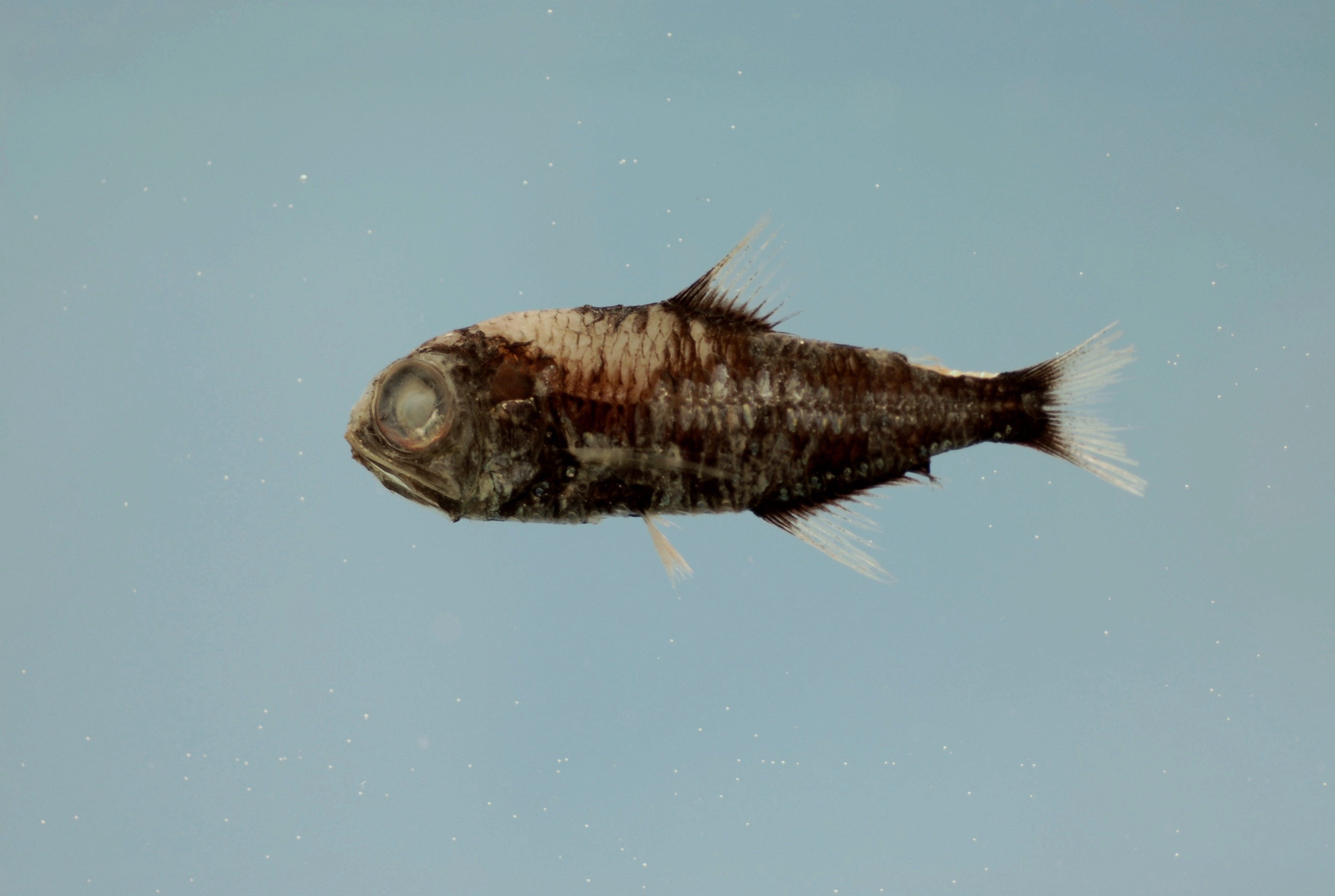
Myctophum selenops

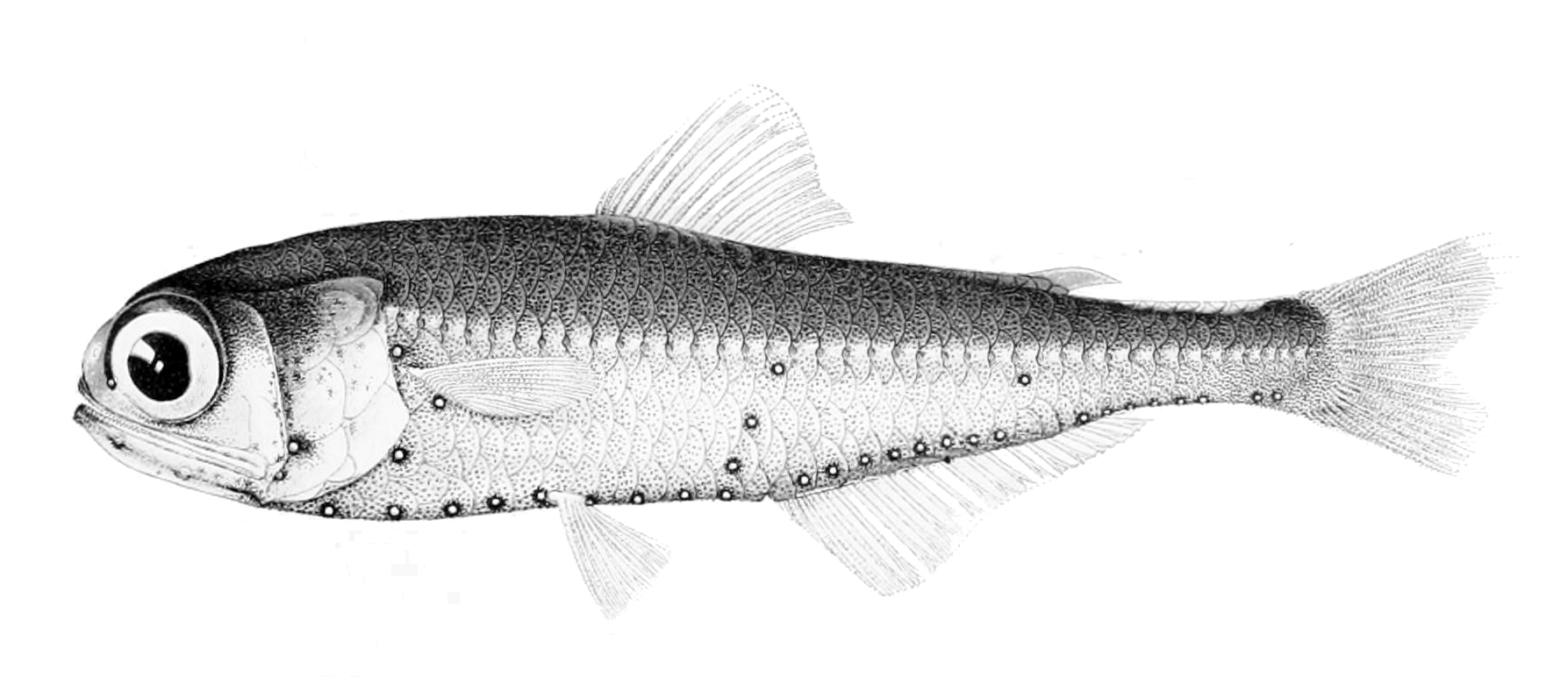
Myctophum nitidulum

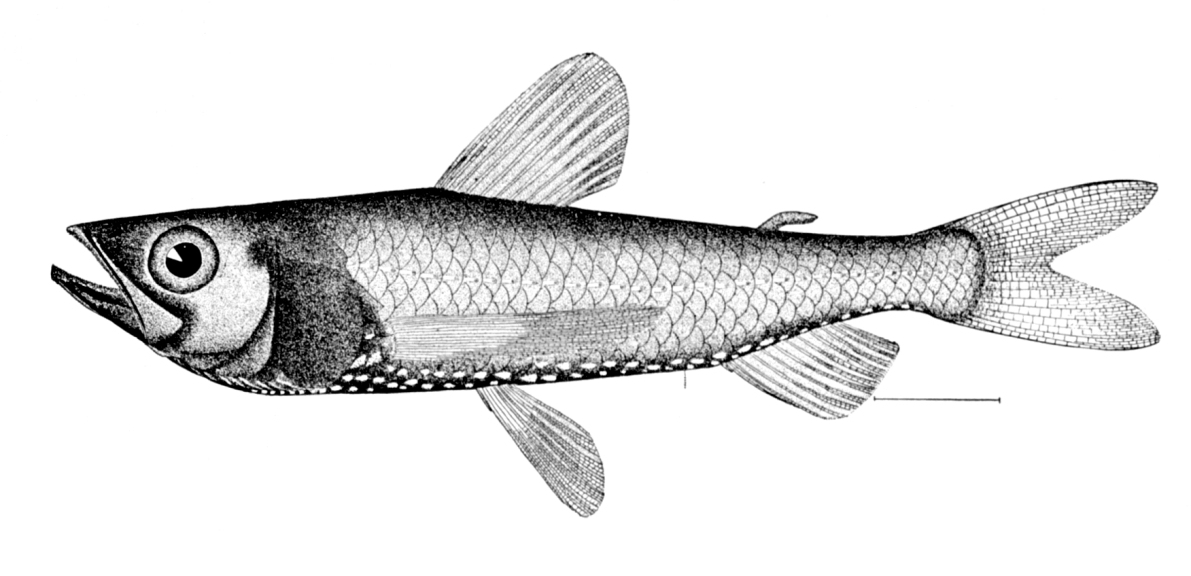
Neoscopelus macrolepidotus

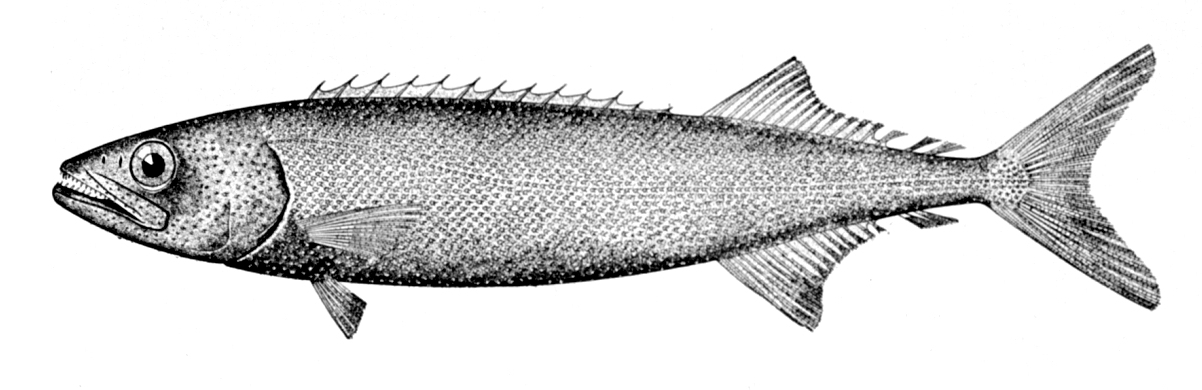
Nesiarchus nasutus

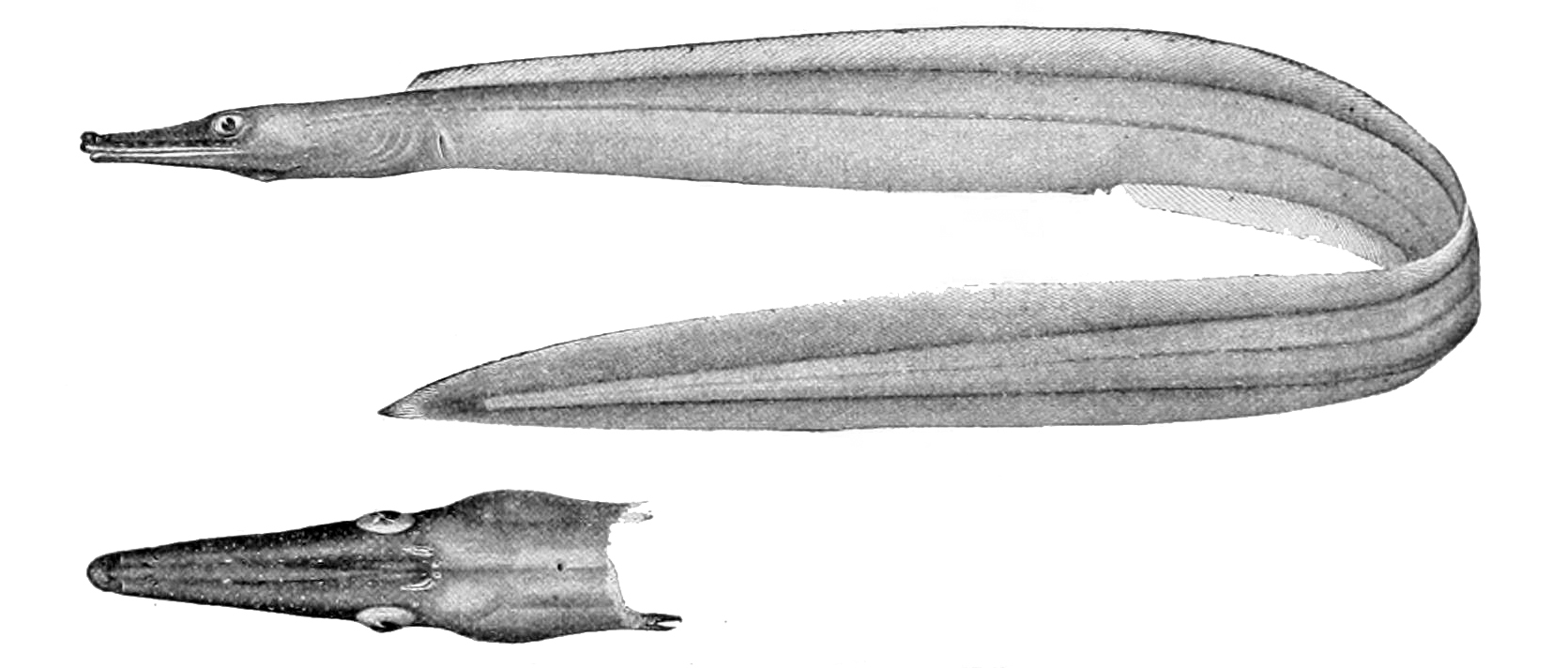
Nettastoma parviceps

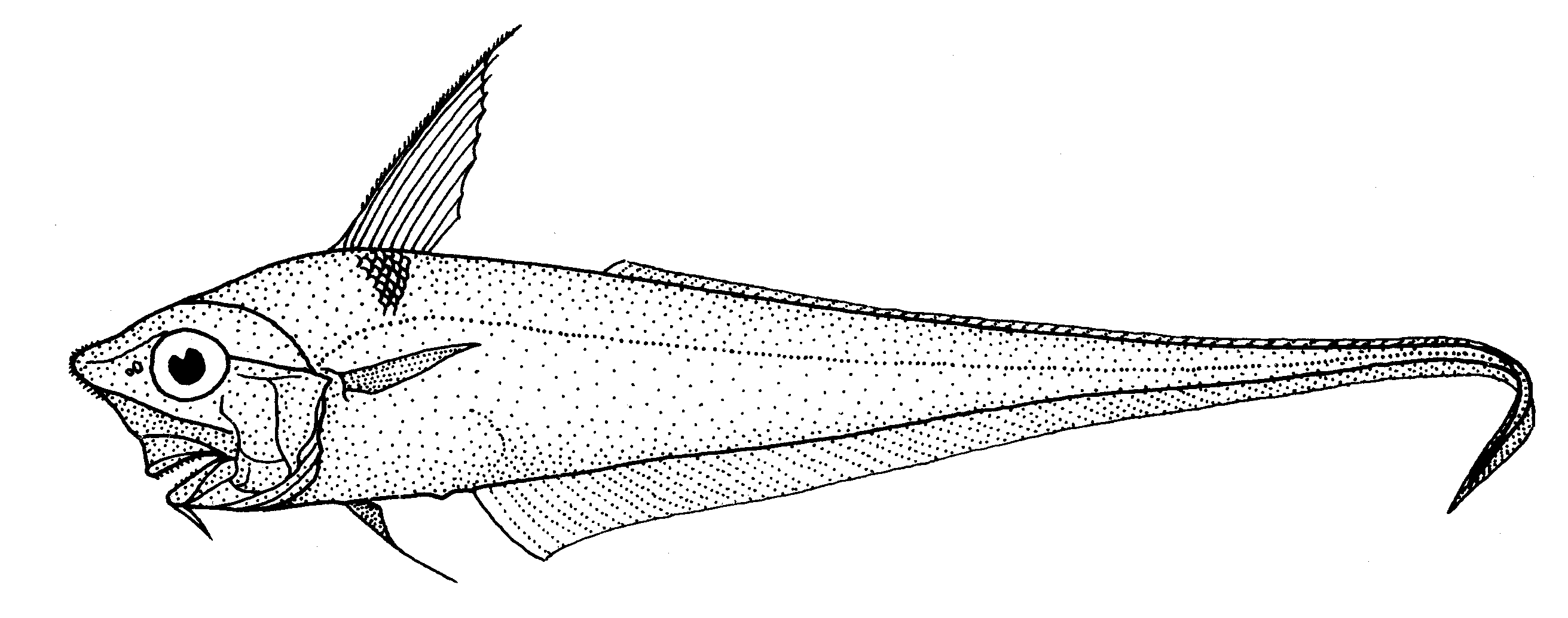
Nezumia namatahi

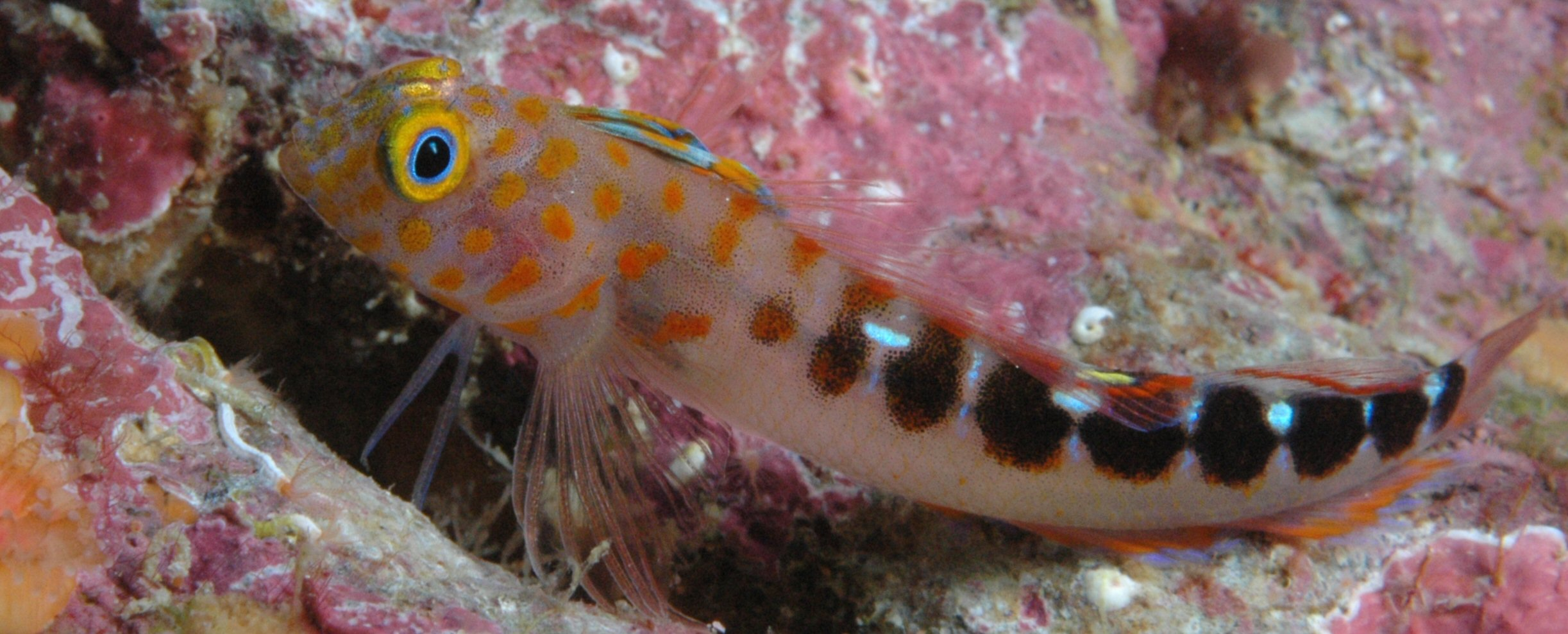
Notoclinops caerulepunctus

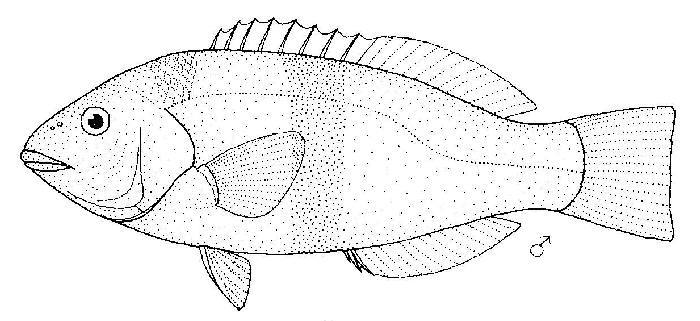
Notolabrus cinctus

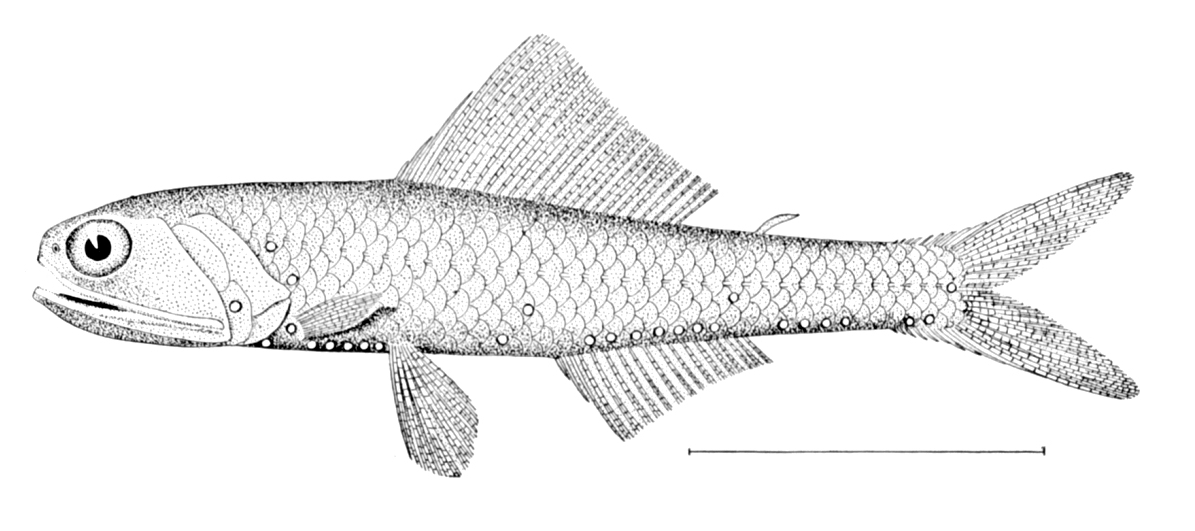
Notoscopelus caudispinosus

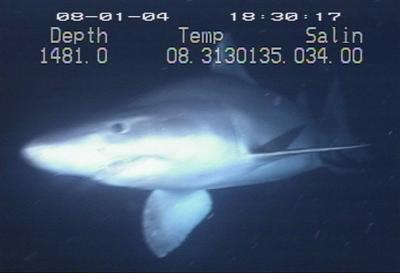
Solraig llis (Odontaspis ferox)

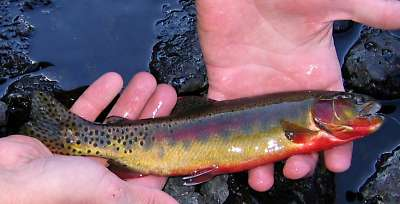
Truita arc de Sant Martí (Oncorhynchus mykiss)

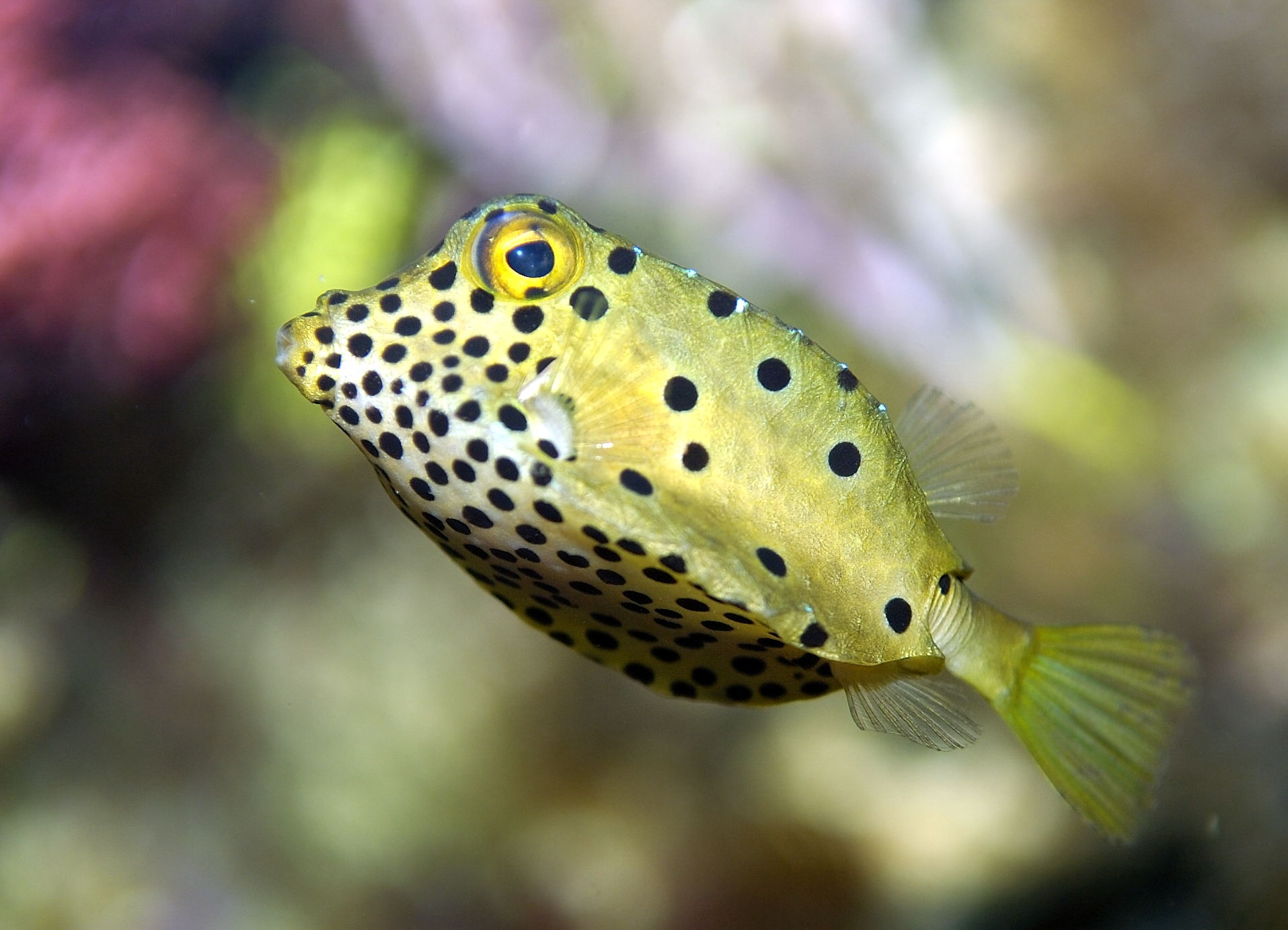
Ostracion cubicus

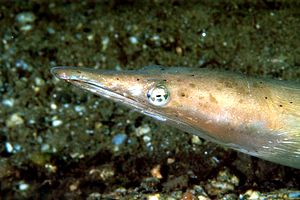
Ophisurus serpens

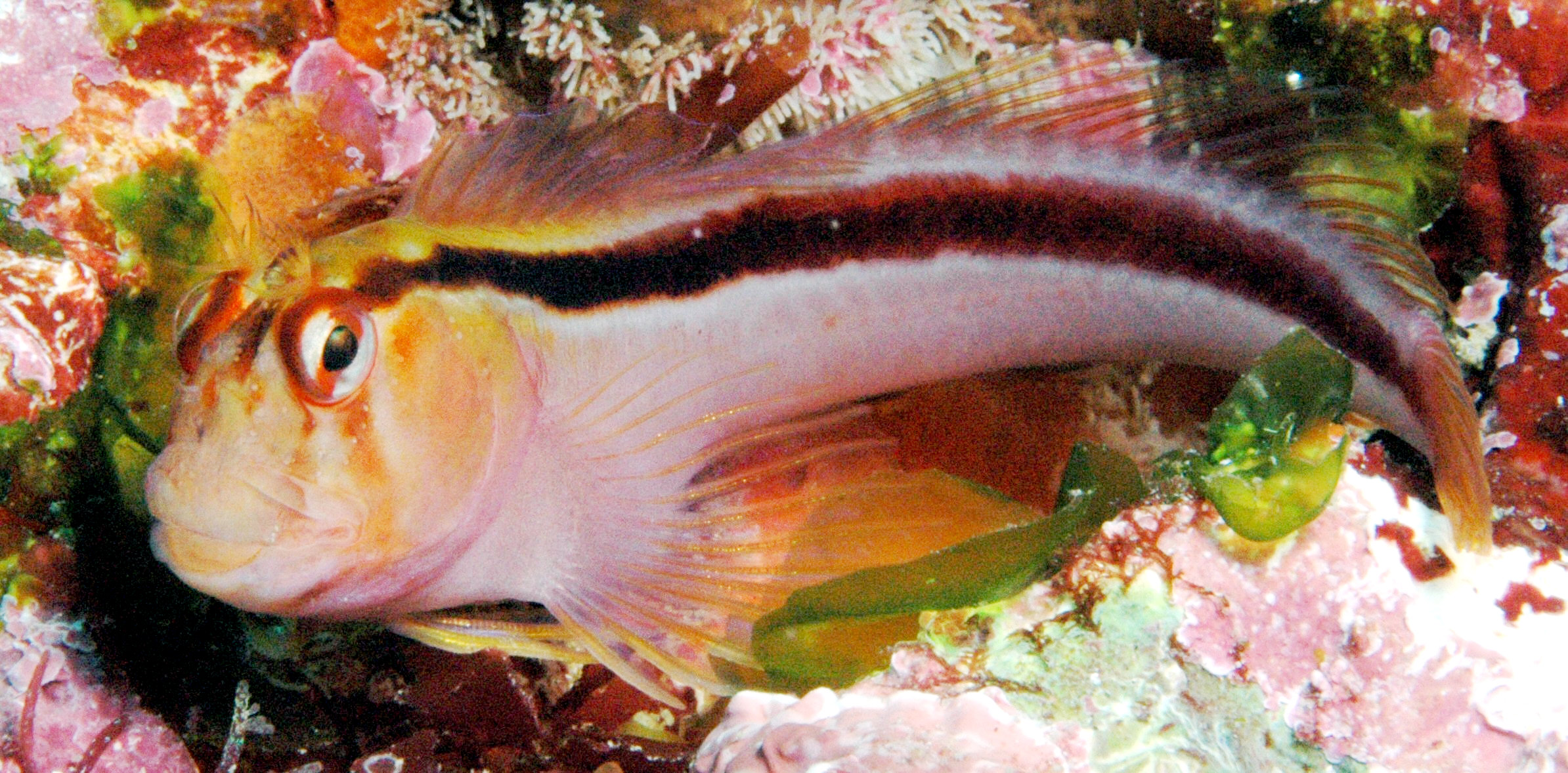
Parablennius laticlavius

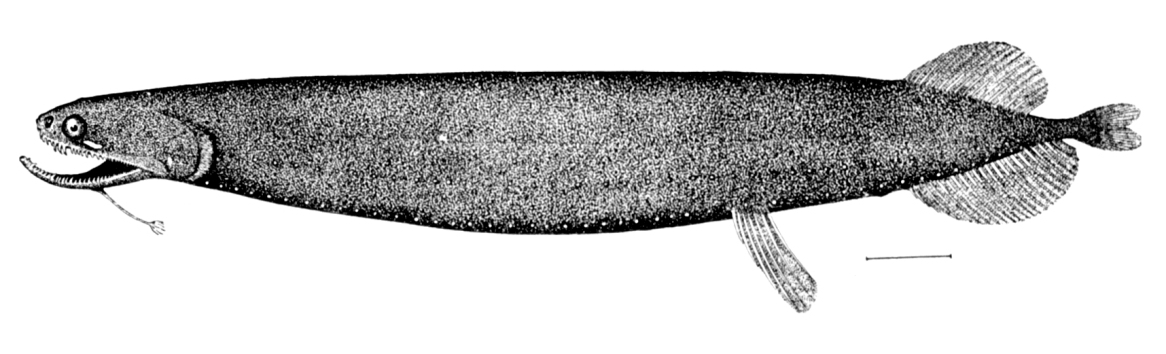
Photonectes margarita

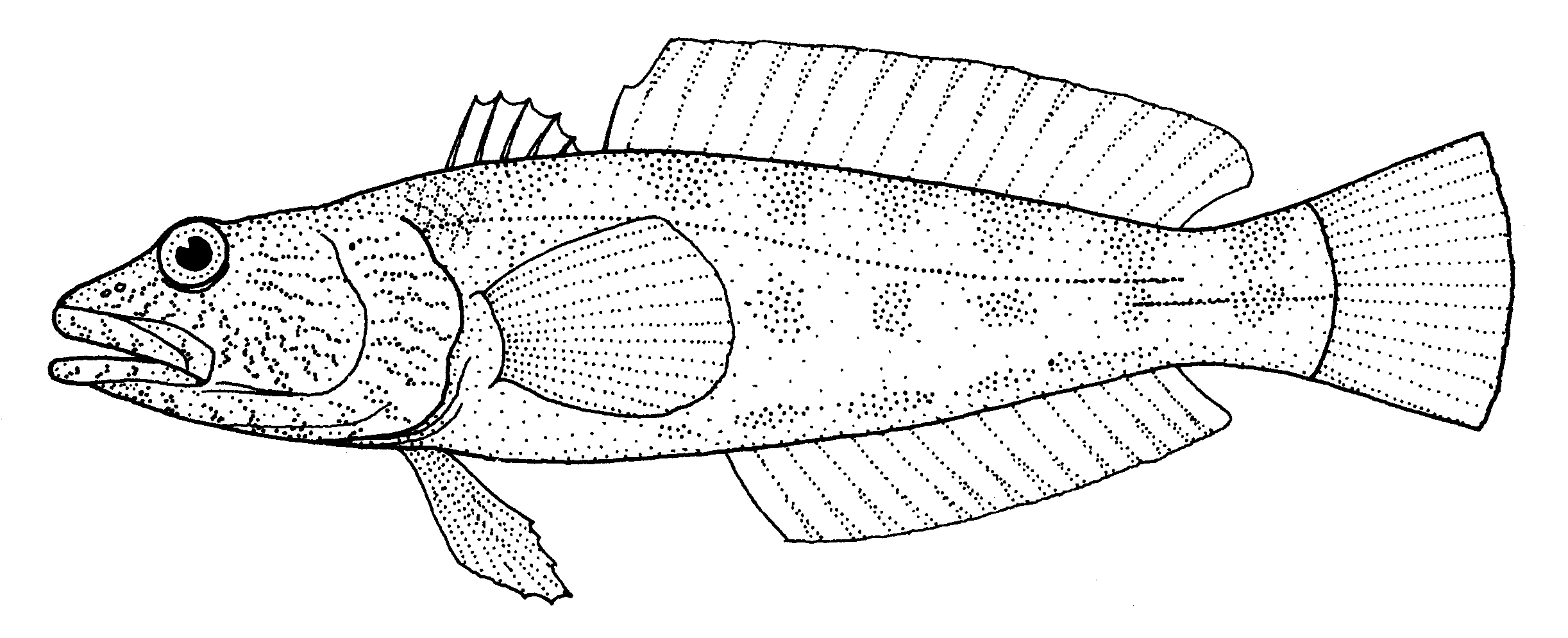
Notothenia angustata

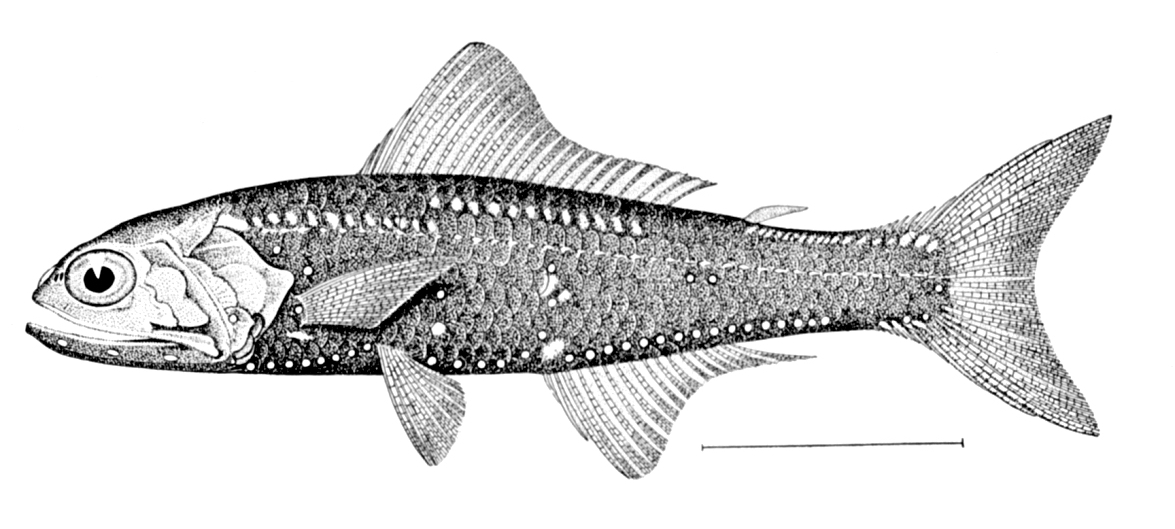
Notoscopelus resplendens

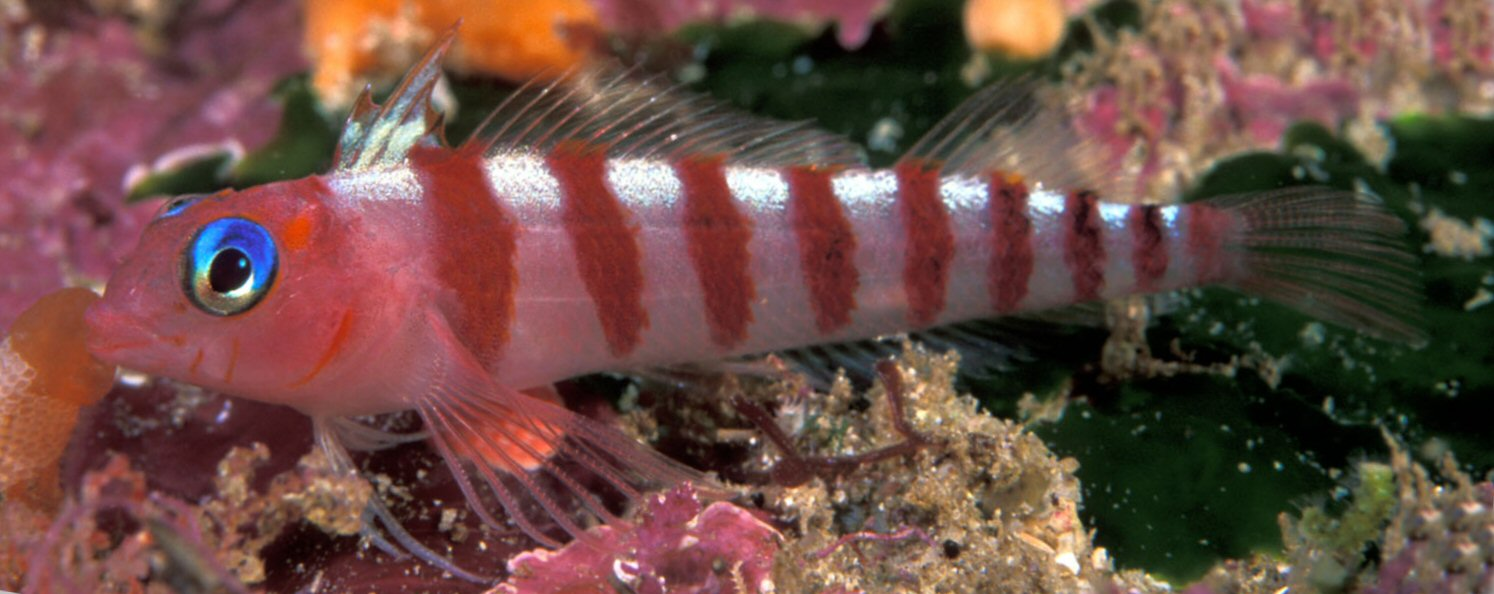
Notoclinops segmentatus

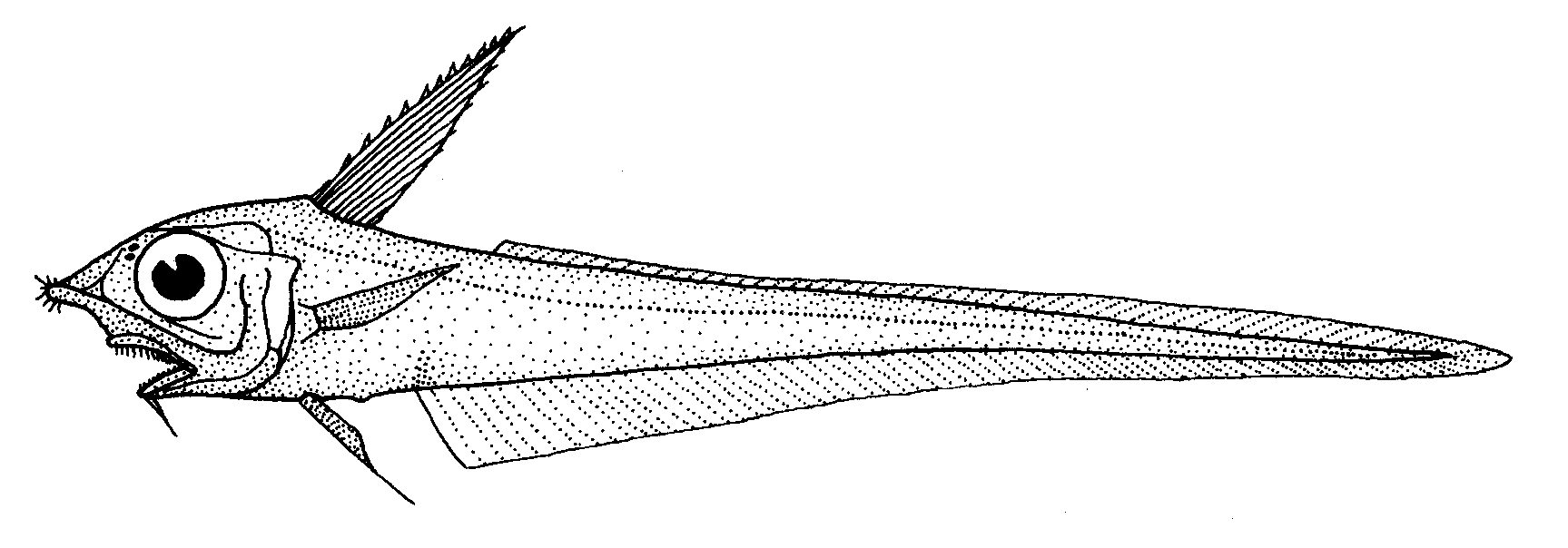
Nezumia toi

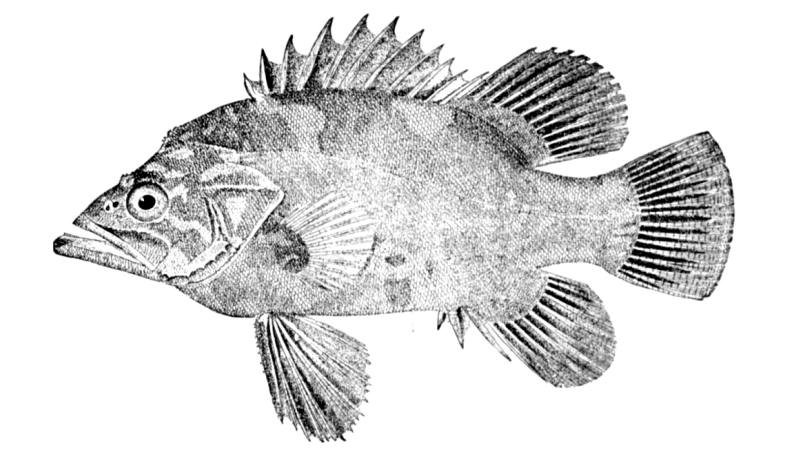
Dot (Polyprion americanus)

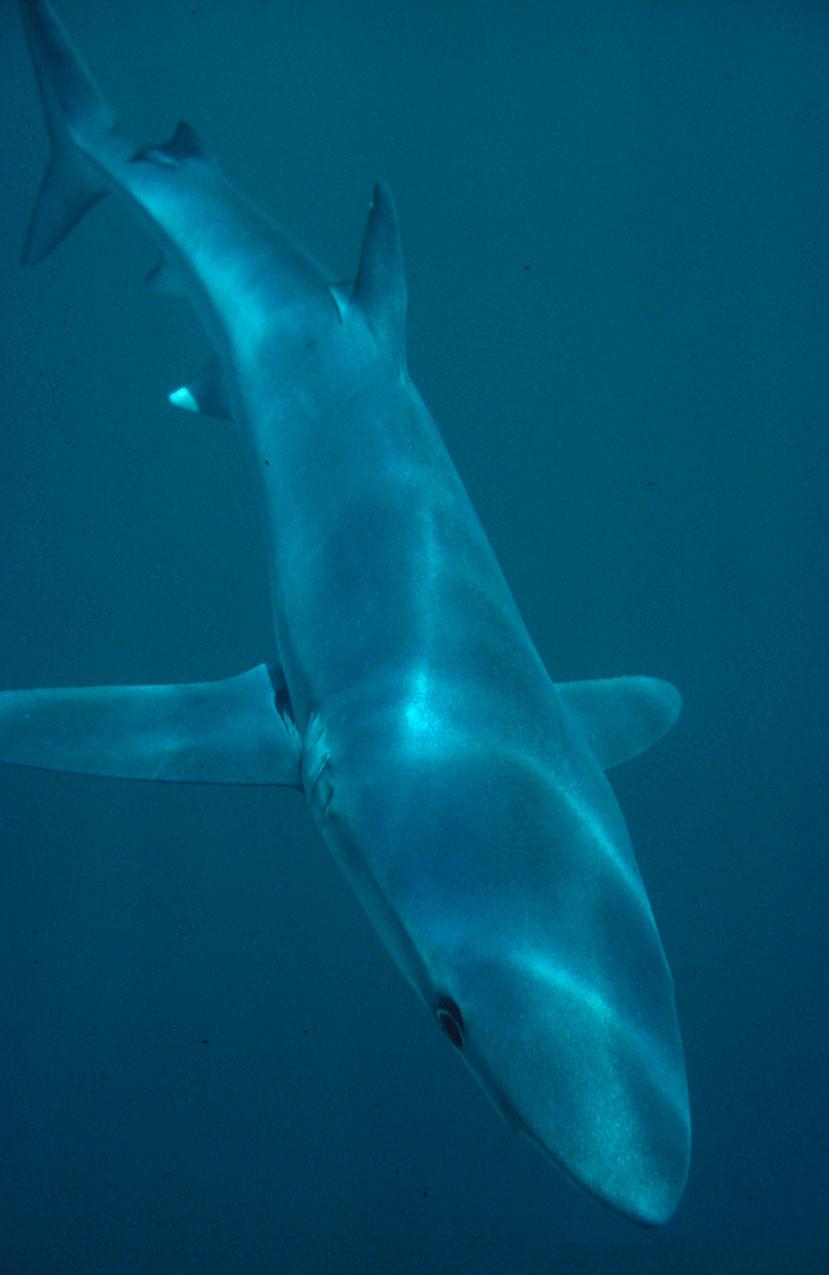
Tintorera (Prionace glauca)

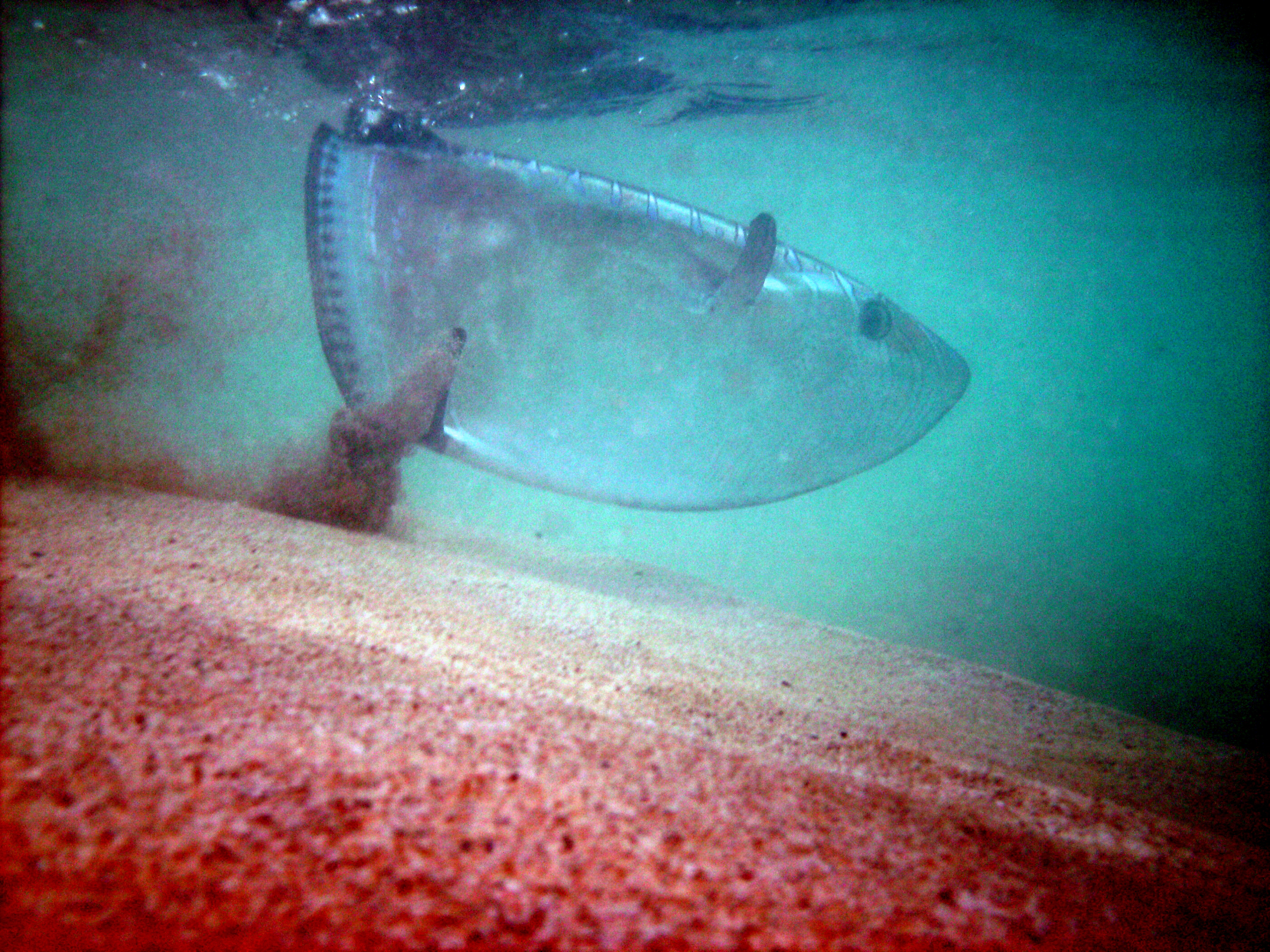
Ranzania laevis

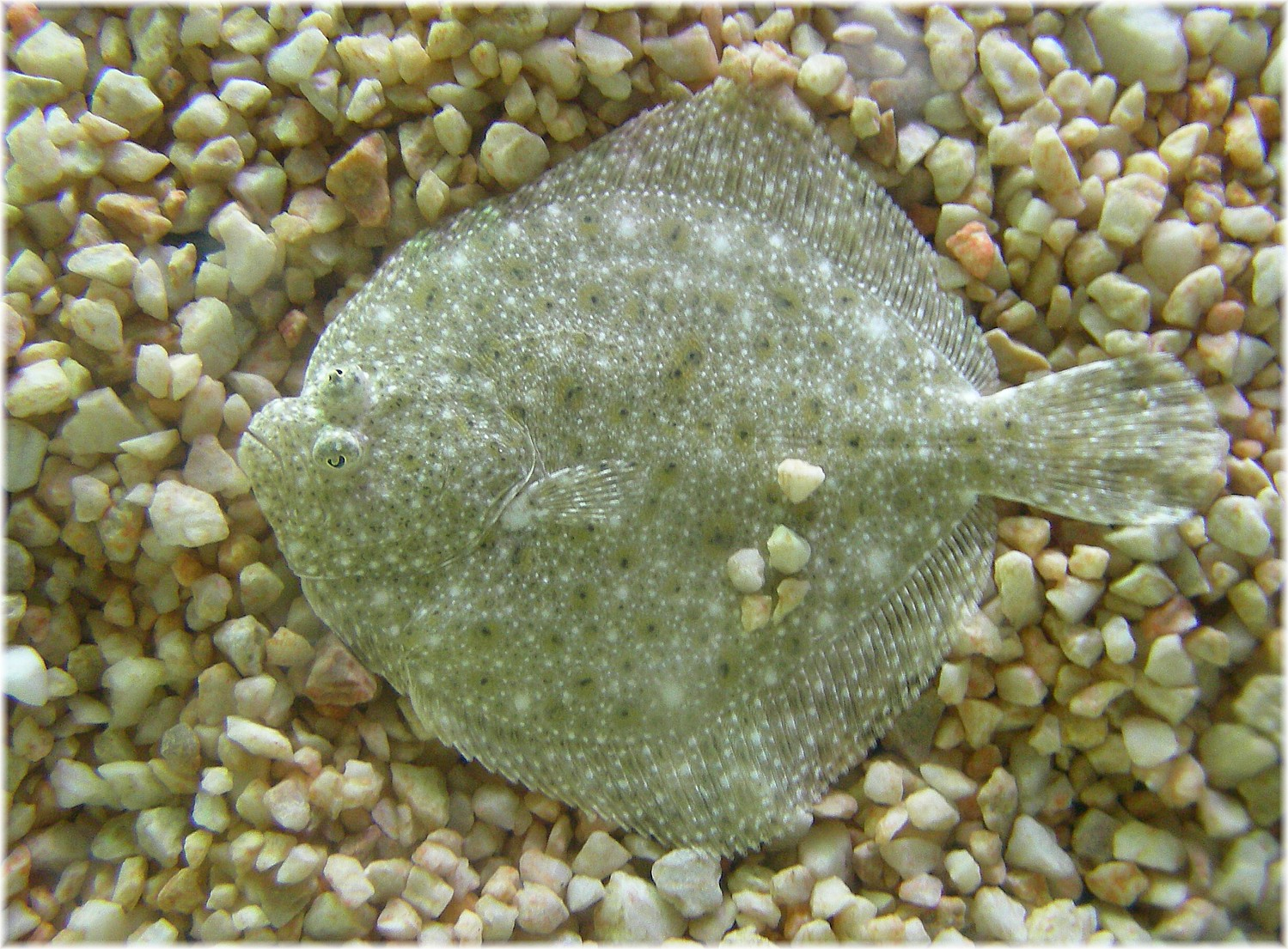
Rèvola (Psetta maxima)

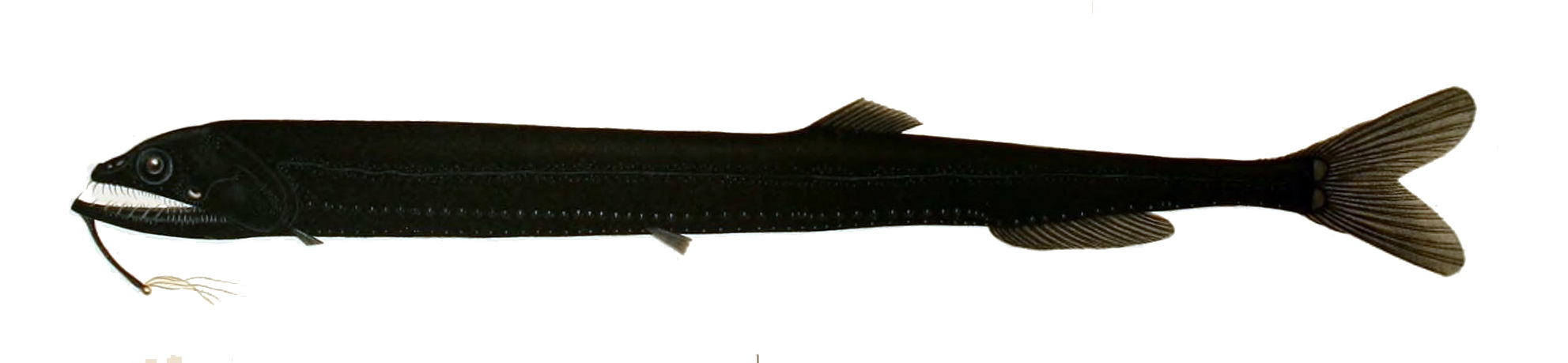
Rhadinesthes decimus

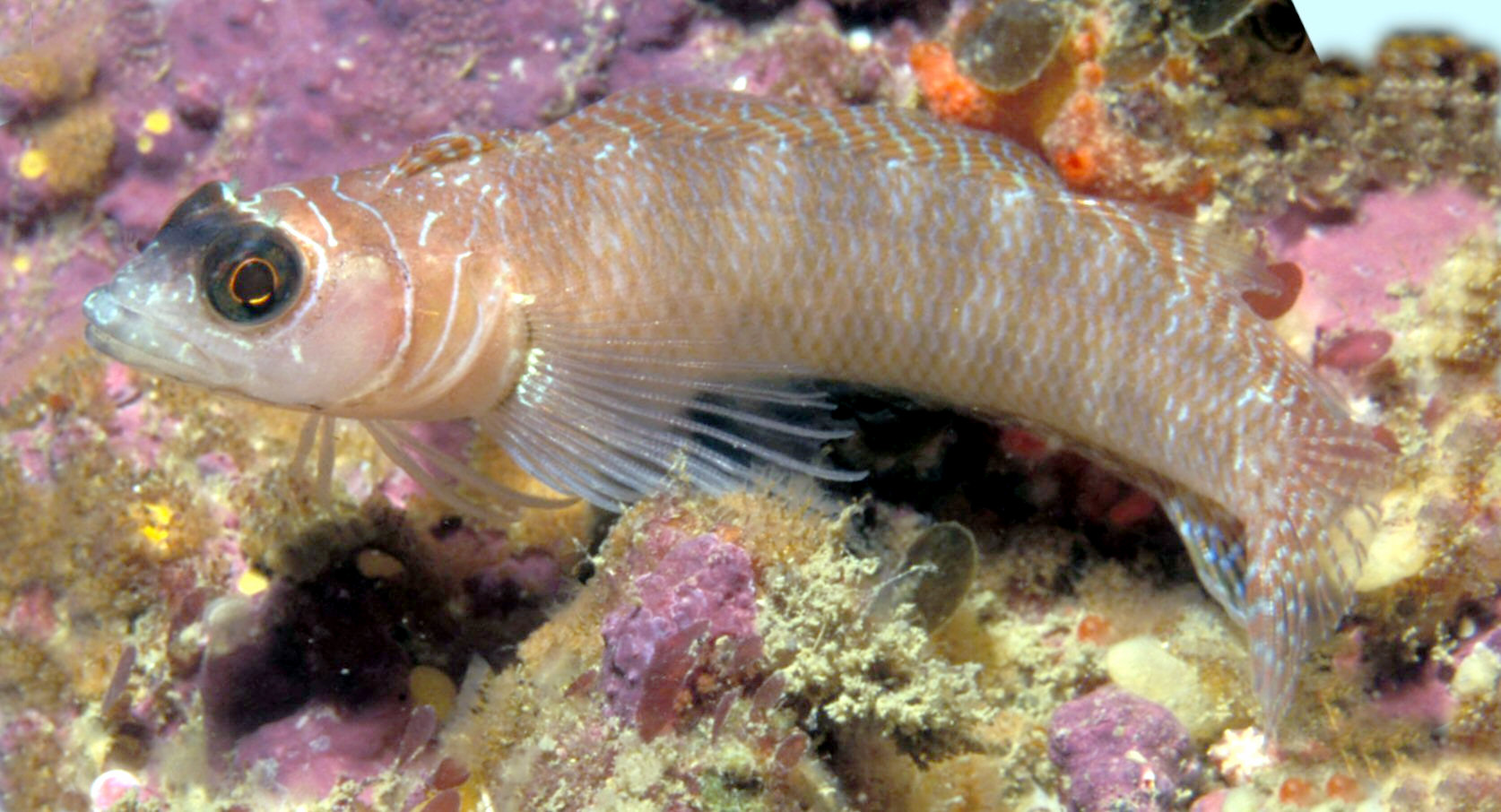
Ruanoho decemdigitatus

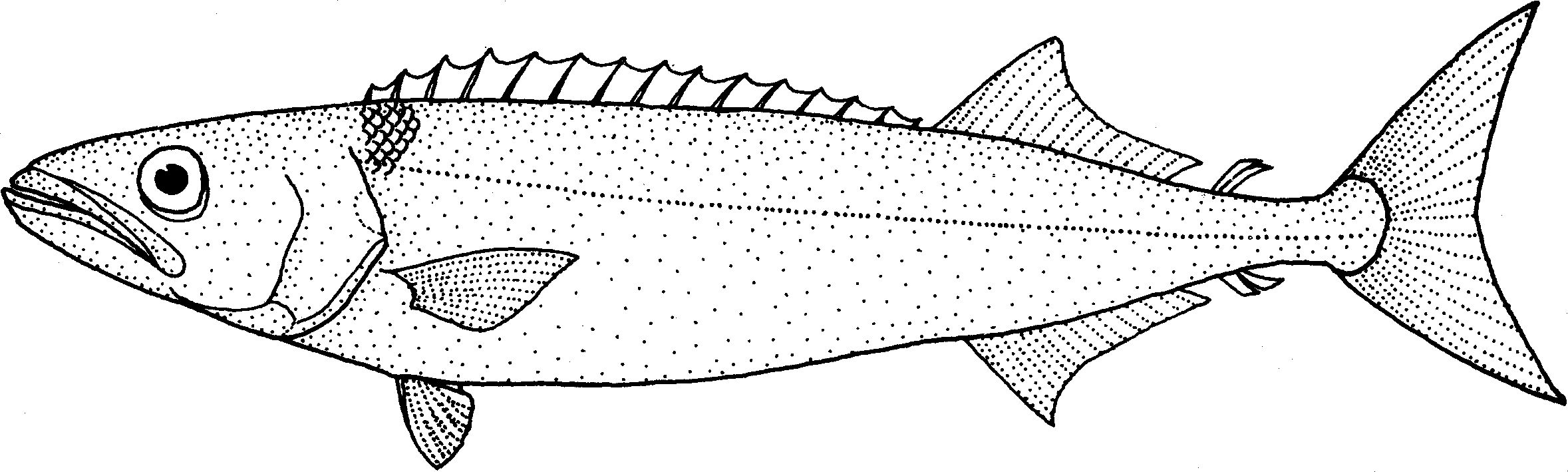
Ruvettus pretiosus

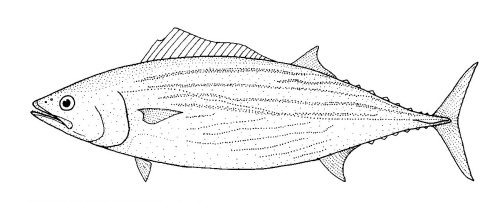
Sarda australis

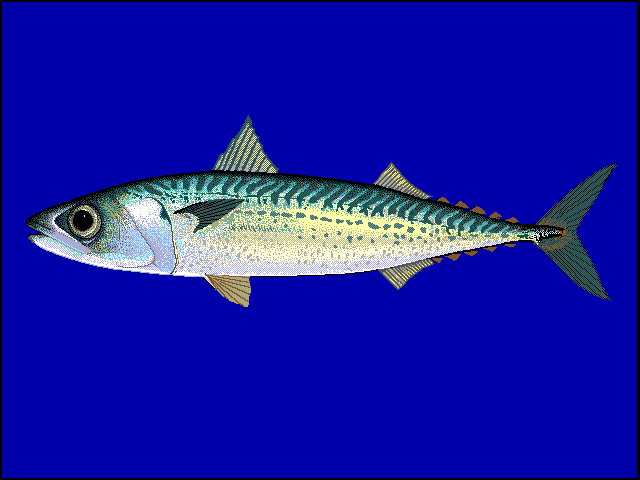
Verat austral (Scomber australasicus)

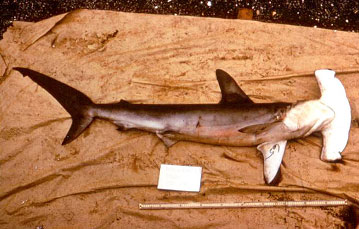
Peix martell (Sphyrna zygaena)

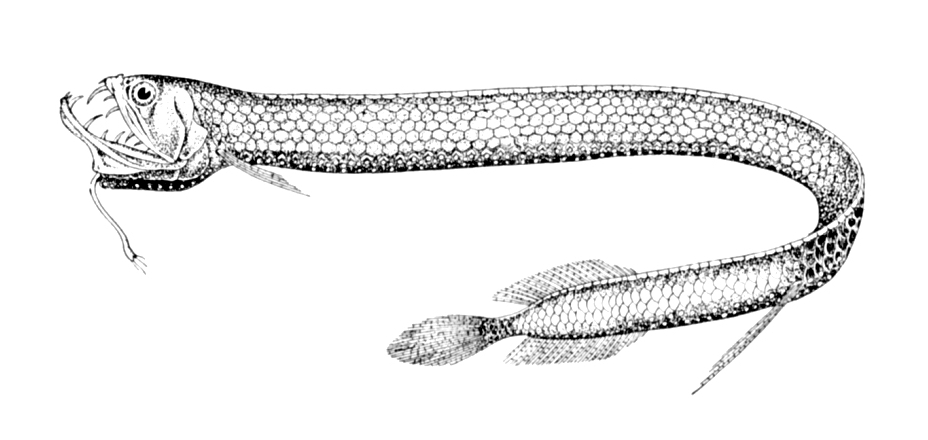
Stomias boa boa

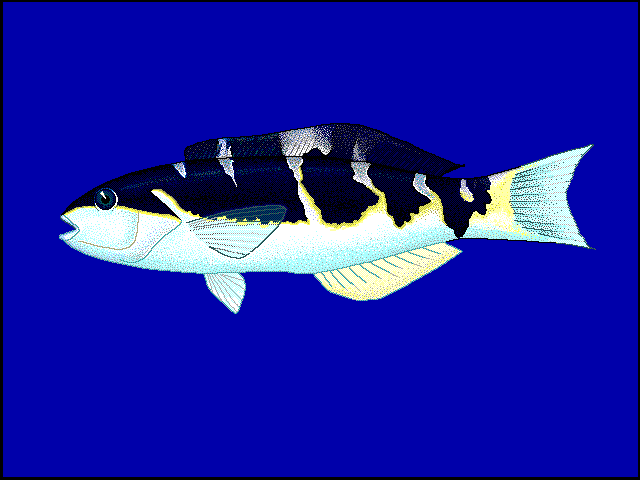
Thalassoma jansenii

Aquesta llista de peixos de Nova Zelanda -incompleta- inclou 1.078 espècies de peixos que es poden trobar a Nova Zelanda ordenades per l'ordre alfabètic de llur nom científic.

## A
- Ablennes hians
- Abyssobrotula galatheae
- Acanthistius cinctus
- Acanthochaenus luetkenii
- Acanthoclinus fuscus
- Acanthoclinus littoreus
- Acanthoclinus marilynae
- Acanthoclinus matti
- Acanthoclinus rua
- Acanthurus dussumieri
- Acanthurus triostegus
- Acentrogobius pflaumii[1]
- Achiropsetta tricholepis
- Agrostichthys parkeri
- Ahliesaurus berryi
- Aldrichetta forsteri
- Aldrovandia affinis
- Alepisaurus brevirostris
- Alepisaurus ferox
- Alepocephalus antipodianus
- Alepocephalus australis
- Alertichthys blacki
- Allocyttus niger
- Allocyttus verrucosus
- Allomycterus whiteleyi
- Allothunnus fallai
- Alopias superciliosus
- Alopias vulpinus
- Aluterus monoceros
- Amblyraja georgiana
- Amblyraja hyperborea
- Ambophthalmos angustus
- Ambophthalmos eurystigmatephoros
- Ameiurus nebulosus
- Amphichaetodon howensis
- Anampses caeruleopunctatus
- Anampses elegans
- Anarchias seychellensis
- Anarchias supremus
- Anguilla australis australis
- Anguilla dieffenbachii
- Anguilla reinhardtii
- Anoplogaster cornuta
- Anotopterus vorax
- Antennarius nummifer
- Antennarius scriptissimus
- Antennarius striatus
- Antigonia rubicunda
- Antimora rostrata
- Antipodocottus galatheae
- Antipodocottus megalops
- Aphanopus mikhailini
- Aplodactylus arctidens
- Aplodactylus etheridgii
- Apogon chrysotaenia
- Apogon doederleini
- Apogon kallopterus
- Apopterygion oculus
- Apristurus ampliceps
- Apristurus exsanguis
- Apterichtus australis
- Apterichtus flavicaudus
- Arctozenus risso
- Argentina elongata
- Argyripnus iridescens
- Argyropelecus aculeatus
- Argyropelecus gigas
- Argyropelecus hemigymnus
- Argyropelecus lychnus
- Argyropelecus olfersii
- Argyropelecus sladeni
- Arhynchobatis asperrimus
- Ariomma luridum
- Aristostomias polydactylus
- Aristostomias scintillans
- Arnoglossus boops
- Arnoglossus scapha
- Arothron firmamentum
- Arothron gillbanksii
- Arothron stellatus
- Arripis trutta
- Arripis xylabion
- Aseraggodes bahamondei
- Asquamiceps hjorti
- Astronesthes boulengeri
- Astronesthes kreffti
- Astronesthes psychrolutes
- Atherinomorus lacunosus
- Atypichthys latus
- Auchenoceros punctatus
- Aulacocephalus temminckii
- Aulostomus chinensis
- Aulotrachichthys novaezelandicus
- Auxis rochei rochei
- Auxis thazard thazard
- Avocettina acuticeps
- Avocettina infans
- Avocettina paucipora
- Azygopus pinnifasciatus

## B
- Bajacalifornia calcarata
- Barbourisia rufa
- Bassanago bulbiceps
- Bassanago hirsutus
- Bathophilus abarbatus
- Bathophilus ater
- Bathophilus brevis
- Bathophilus filifer
- Bathophilus vaillanti
- Bathyclupea elongata
- Bathygadus cottoides
- Bathylagichthys greyae
- Bathylagoides argyrogaster
- Bathylagus antarcticus
- Bathymicrops brevianalis
- Bathypterois longicauda
- Bathypterois longifilis
- Bathypterois oddi
- Bathyraja richardsoni
- Bathyraja shuntovi
- Bathysauropsis gracilis
- Bathysaurus ferox
- Bathystethus cultratus
- Bellapiscis lesleyae
- Bellapiscis medius
- Bembrops morelandi
- Benthalbella infans
- Benthodesmus elongatus
- Benthodesmus tenuis
- Benthosema suborbitale
- Beryx decadactylus
- Beryx splendens
- Bidenichthys beeblebroxi
- Bidenichthys consobrinus
- Blennius maoricus
- Blennodon dorsalis
- Bodianus bimaculatus
- Bodianus flavipinnis
- Bodianus unimaculatus
- Bolinichthys longipes
- Bolinichthys nikolayi
- Bolinichthys photothorax
- Bolinichthys supralateralis
- Borostomias antarcticus
- Borostomias mononema
- Bothus constellatus
- Bovichtus oculus
- Bovichtus psychrolutes
- Bovichtus variegatus
- Brachaluteres taylori
- Brama brama
- Bregmaceros mcclellandi
- Brochiraja aenigma
- Brochiraja albilabiata
- Brochiraja asperula
- Brochiraja leviveneta
- Brochiraja microspinifera
- Brochiraja spinifera
- Brosmodorsalis persicinus
- Brotulotaenia crassa
- Bythaelurus dawsoni

## C
- Caesioperca lepidoptera
- Callanthias allporti
- Callanthias australis
- Callanthias splendens
- Calliurichthys scaber
- Callorhinchus milii
- Canthigaster callisterna
- Caprodon longimanus
- Capromimus abbreviatus
- Carangoides chrysophrys
- Carangoides equula
- Carangoides malabaricus
- Caranx ignobilis
- Carassius auratus auratus
- Carcharhinus amblyrhynchos
- Carcharhinus brachyurus
- Carcharhinus falciformis
- Carcharhinus galapagensis
- Carcharodon carcharias
- Careproctus novaezelandiae
- Cataetyx niki
- Centriscops humerosus
- Centroberyx affinis
- Centrobranchus nigroocellatus
- Centrolophus niger
- Centrophorus squamosus
- Centroscymnus coelolepis
- Centroscymnus owstonii
- Centroselachus crepidater
- Cephaloscyllium isabellum
- Cephaloscyllium umbratile
- Cepola haastii
- Ceratias holboelli
- Ceratias tentaculatus
- Ceratoscopelus warmingii
- Cetonurus crassiceps
- Cetorhinus maximus
- Chaenophryne longiceps
- Chaetodon auriga
- Chanos chanos
- Chauliodus sloani
- Chaunax pictus
- Cheilodactylus nigripes
- Cheilopogon pinnatibarbatus melanocercus
- Cheilopogon pinnatibarbatus pinnatibarbatus
- Cheimarrichthys fosteri
- Chelidonichthys kumu
- Chiasmodon niger
- Chimaera lignaria
- Chimaera panthera
- Chironemus marmoratus
- Chironemus microlepis
- Chlamydoselachus anguineus
- Chromis dispilus
- Chromis fumea
- Chromis hypsilepis
- Chromis vanderbilti
- Chrysiptera rapanui
- Cirrhigaleus australis
- Cirrhigaleus barbifer
- Cirrhitus pinnulatus
- Cirripectes alboapicalis
- Cirripectes castaneus
- Coccorella atlantica
- Coccorella atrata
- Coelorinchus acanthiger
- Coelorinchus aspercephalus
- Coelorinchus biclinozonalis[2]
- Coelorinchus bollonsi
- Coelorinchus celaenostomus
- Coelorinchus cookianus
- Coelorinchus fasciatus
- Coelorinchus horribilis
- Coelorinchus infuscus
- Coelorinchus innotabilis
- Coelorinchus kaiyomaru
- Coelorinchus kermadecus
- Coelorinchus matamua
- Coelorinchus maurofasciatus
- Coelorinchus mycterismus
- Coelorinchus mystax
- Coelorinchus obscuratus
- Coelorinchus oliverianus
- Coelorinchus osipullus
- Coelorinchus parvifasciatus
- Coelorinchus supernasutus
- Coelorinchus trachycarus
- Colistium guntheri
- Colistium nudipinnis
- Coloconger giganteus
- Conger cinereus
- Conger verreauxi
- Conger wilsoni
- Congiopodus coriaceus
- Congiopodus leucopaecilus
- Contusus richei
- Coregonus clupeaformis
- Coris dorsomacula
- Coris picta
- Coris sandeyeri
- Coryphaena equiselis
- Coryphaena hippurus
- Coryphaenoides armatus
- Coryphaenoides filicauda
- Coryphaenoides mcmillani
- Coryphaenoides murrayi
- Coryphaenoides rudis
- Coryphaenoides serrulatus
- Coryphaenoides striaturus
- Coryphaenoides subserrulatus
- Cottunculus nudus
- Crapatalus angusticeps
- Crapatalus novaezelandiae
- Cristiceps aurantiacus
- Cryptichthys jojettae
- Cryptopsaras couesii
- Ctenopharyngodon idella
- Cubiceps baxteri
- Cubiceps caeruleus
- Cyclothone braueri
- Cyclothone microdon
- Cyclothone pallida
- Cyclothone pseudopallida
- Cyema atrum
- Cyprinocirrhites polyactis
- Cyprinus carpio carpio
- Cyttopsis rosea
- Cyttus novaezealandiae
- Cyttus traversi

## D
- Dactyloptena orientalis
- Dalatias licha
- Danichthys ilma
- Dasyatis brevicaudata
- Dasyatis thetidis
- Deania calcea
- Deania quadrispinosa
- Decapterus koheru
- Decapterus muroadsi
- Dellichthys morelandi
- Derichthys serpentinus
- Dermatopsis joergennielseni
- Dermatopsis macrodon
- Desmodema polystictum
- Diaphus anderseni
- Diaphus bertelseni
- Diaphus brachycephalus
- Diaphus danae
- Diaphus effulgens
- Diaphus fragilis
- Diaphus garmani
- Diaphus hudsoni
- Diaphus lucidus
- Diaphus luetkeni
- Diaphus malayanus
- Diaphus meadi
- Diaphus metopoclampus
- Diaphus mollis
- Diaphus ostenfeldi
- Diaphus pacificus
- Diaphus parri
- Diaphus perspicillatus
- Diaphus phillipsi
- Diaphus regani
- Diaphus splendidus
- Diaphus suborbitalis
- Diaphus termophilus
- Diastobranchus capensis
- Diodon hystrix
- Diogenichthys atlanticus
- Diplocrepis puniceus
- Diplophos rebainsi
- Diplophos taenia
- Dipturus innominatus
- Diretmichthys parini
- Diretmus argenteus
- Dolicholagus longirostris
- Dolichopteroides binocularis
- Dolopichthys pullatus
- Dysalotus oligoscolus

## E
- Echeneis naucrates
- Echinorhinus brucus
- Echinorhinus cookei
- Echiodon cryomargarites
- Echiodon neotes
- Echiodon pegasus
- Echiodon pukaki
- Echiodon rendahli
- Echiostoma barbatum
- Ectreposebastes niger
- Elagatis bipinnulata
- Electrona carlsbergi
- Electrona paucirastra
- Electrona risso
- Electrona subaspera
- Emmelichthys nitidus nitidus
- Enchelycore ramosa
- Engraulis australis
- Enneapterygius kermadecensis
- Enneapterygius rufopileus
- Entomacrodus caudofasciatus
- Entomacrodus cymatobiotus
- Entomacrodus niuafoouensis
- Epigonus denticulatus
- Epigonus lenimen
- Epigonus robustus
- Epigonus telescopus
- Epinephelus daemelii
- Epinephelus lanceolatus
- Epinephelus rivulatus
- Eptatretus cirrhatus
- Eptatretus goliath
- Ericentrus rubrus
- Etmopterus baxteri
- Etmopterus granulosus
- Etmopterus lucifer
- Etmopterus molleri
- Etmopterus pusillus
- Etmopterus unicolor
- Euclichthys polynemus
- Euleptorhamphus viridis
- Euprotomicrus bispinatus
- Eurypharynx pelecanoides
- Eurypleuron cinereum
- Eustomias enbarbatus
- Eustomias macronema
- Eustomias satterleei
- Eustomias schmidti
- Eustomias trewavasae
- Evermannella balbo
- Evermannella indica
- Evistias acutirostris
- Exocoetus obtusirostris

## F
- Favonigobius lateralis
- Favonigobius lentiginosus
- Fiordichthys slartibartfasti
- Fistularia commersonii
- Flagellostomias boureei
- Foetorepus calauropomus
- Foetorepus phasis
- Forcipiger flavissimus
- Forsterygion capito
- Forsterygion flavonigrum

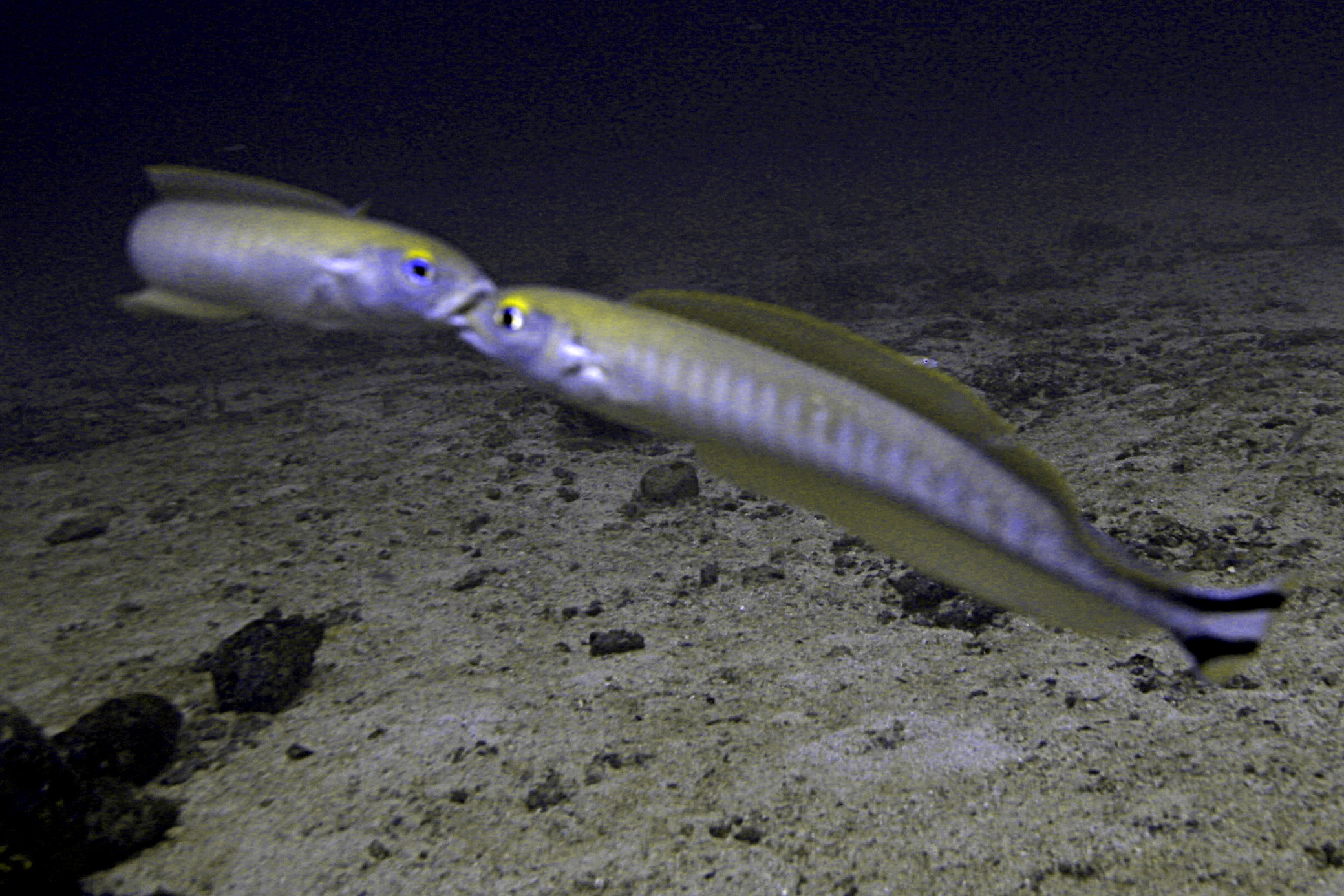
Malacanthus brevirostris

- Forsterygion gymnota
- Forsterygion lapillum
- Forsterygion malcolmi
- Forsterygion maryannae
- Forsterygion nigripenne
- Forsterygion varium

## G
- Gadella norops
- Gadomus aoteanus
- Gaidropsarus novaezealandiae
- Galaxias anomalus
- Galaxias argenteus
- Galaxias brevipinnis
- Galaxias cobitinis
- Galaxias depressiceps
- Galaxias divergens
- Galaxias eldoni
- Galaxias fasciatus
- Galaxias gollumoides
- Galaxias gracilis
- Galaxias macronasus
- Galaxias maculatus
- Galaxias paucispondylus
- Galaxias postvectis
- Galaxias prognathus
- Galaxias pullus
- Galaxias rekohua
- Galaxias vulgaris
- Galeocerdo cuvier
- Galeorhinus galeus
- Gambusia affinis
- Gasterochisma melampus
- Gastrocyathus gracilis
- Gastrocymba quadriradiata
- Gastroscyphus hectoris
- Gempylus serpens
- Genicanthus semicinctus
- Genyagnus monopterygius
- Genypterus blacodes
- Genypterus tigerinus
- Geotria australis
- Gigantactis meadi
- Gigantactis paxtoni
- Gigantura indica
- Gilloblennius abditus
- Gilloblennius tripennis
- Girella cyanea
- Girella elevata
- Girella fimbriata
- Girella tricuspidata
- Gnathagnus armatus
- Gnathagnus innotabilis
- Gnathanodon speciosus
- Gnathophis habenatus
- Gnathophis umbrellabius
- Gobiomorphus basalis
- Gobiomorphus breviceps
- Gobiomorphus cotidianus
- Gobiomorphus gobioides
- Gobiomorphus hubbsi
- Gobiomorphus huttoni
- Gobiopsis atrata
- Gollum attenuatus
- Gonichthys barnesi
- Goniistius ephippium
- Goniistius fuscus
- Goniistius spectabilis
- Goniistius vittatus
- Gonorynchus gonorynchus
- Gonorynchus greyi
- Gonostoma elongatum
- Gorgasia japonica
- Grahamichthys radiata
- Grammistes sexlineatus
- Guttigadus globiceps
- Guttigadus globosus
- Guttigadus kongi
- Gymnoscopelus bolini
- Gymnoscopelus fraseri
- Gymnoscopelus hintonoides
- Gymnoscopelus microlampas
- Gymnoscopelus piabilis
- Gymnothorax berndti
- Gymnothorax eurostus
- Gymnothorax nubilus
- Gymnothorax obesus
- Gymnothorax pictus
- Gymnothorax porphyreus
- Gymnothorax prasinus
- Gymnothorax prionodon
- Gymnothorax ypsilon
- Gyrinomimus grahami

## H
- Halargyreus johnsonii
- Halichoeres margaritaceus
- Halieutaea stellata
- Halosauropsis macrochir
- Halosaurus pectoralis
- Haplocylix littoreus
- Haplomacrourus nudirostris
- Haplophryne mollis
- Haplophryne triregium
- Harriotta haeckeli
- Harriotta raleighana
- Helicolenus barathri
- Helicolenus percoides
- Hemerocoetes artus
- Hemerocoetes macrophthalmus
- Hemerocoetes monopterygius
- Hemerocoetes morelandi
- Hemerocoetes pauciradiatus
- Heniochus diphreutes
- Heptranchias perlo
- Herwigia kreffti
- Heteroclinus flavescens
- Heterodontus portusjacksoni
- Hexanchus griseus
- Himantolophus appelii
- Hime japonica
- Hintonia candens
- Hippocampus abdominalis
- Hirundichthys rondeletii
- Hirundichthys speculiger
- Histiobranchus bathybius
- Histiobranchus bruuni
- Histrio histrio
- Holtbyrnia laticauda
- Hoplichthys haswelli
- Hoplostethus atlanticus
- Hoplostethus gigas
- Hoplostethus mediterraneus mediterraneus
- Howella brodiei
- Hydrolagus bemisi
- Hydrolagus homonycteris
- Hydrolagus novaezealandiae
- Hydrolagus trolli
- Hygophum hanseni
- Hygophum hygomii
- Hygophum proximum
- Hygophum reinhardtii
- Hyperoglyphe antarctica
- Hypophthalmichthys molitrix
- Hypoplectrodes huntii
- Hyporhamphus ihi
- Hyporthodus octofasciatus

## I
- Ichthyococcus elongatus
- Ichthyococcus ovatus
- Idiacanthus atlanticus
- Idiacanthus fasciola
- Idiolophorhynchus andriashevi
- Ilyophis brunneus
- Isistius brasiliensis
- Istiophorus platypterus
- Isurus oxyrinchus

## K
- Kali indica
- Kali parri
- Karalepis stewarti
- Kathetostoma fluviatilis
- Kathetostoma giganteum
- Katsuwonus pelamis
- Kentrocapros eco
- Kopua nuimata
- Krefftichthys anderssoni
- Kuhlia mugil
- Kuronezumia bubonis
- Kuronezumia leonis
- Kyphosus bigibbus
- Kyphosus sydneyanus

## L
- Labichthys yanoi
- Labracoglossa nitida
- Lactoria diaphana
- Lagocephalus lagocephalus lagocephalus
- Lamna nasus
- Lampadena luminosa
- Lampadena notialis
- Lampadena speculigera
- Lampadena urophaos urophaos
- Lampanyctodes hectoris
- Lampanyctus alatus
- Lampanyctus australis
- Lampanyctus festivus
- Lampanyctus intricarius
- Lampanyctus lepidolychnus
- Lampanyctus macdonaldi
- Lampanyctus nobilis
- Lampanyctus pusillus
- Lampanyctus tenuiformis
- Lampichthys procerus
- Lampris guttatus
- Lampris immaculatus
- Latridopsis ciliaris
- Latridopsis forsteri
- Latris lineata
- Latropiscis purpurissatus
- Lepidion inosimae
- Lepidion microcephalus
- Lepidion schmidti
- Lepidocybium flavobrunneum
- Lepidoperca aurantia
- Lepidoperca inornata
- Lepidoperca magna
- Lepidoperca tasmanica
- Lepidopus caudatus
- Lepidorhynchus denticulatus
- Lepidotrigla brachyoptera
- Leptonotus elevatus
- Leptonotus norae
- Leptoscarus vaigiensis
- Leptoscopus macropygus
- Leptostomias haplocaulus
- Lestidiops gracilis
- Lestidiops jayakari jayakari
- Lestidiops pacificus
- Lestidium nudum
- Leuciscus idus
- Limnichthys fasciatus
- Limnichthys polyactis
- Limnichthys rendahli
- Linophryne arborifera
- Lipolagus ochotensis
- Lissocampus filum
- Lobianchia dofleini
- Lobianchia gemellarii
- Lophonectes gallus
- Lophonectes mongonuiensis
- Lophotus capellei
- Lotella phycis
- Lotella rhacina
- Loweina rara
- Lucigadus nigromaculatus
- Luciosudis normani
- Lutjanus kasmira
- Luvarus imperialis
- Lycenchelys maoriensis

## M
- Macroparalepis danae
- Macroparalepis macrogeneion
- Macroramphosus scolopax
- Macrorhamphosodes uradoi
- Macrourus carinatus
- Macruronus novaezelandiae
- Magnisudis prionosa
- Makaira indica
- Makaira mazara
- Malacanthus brevirostris
- Malacocephalus laevis
- Malacosteus niger
- Malthopsis gigas
- Margrethia obtusirostra
- Masturus lanceolatus
- Matanui bathytaton
- Matanui profundum
- Maurolicus australis
- Maurolicus muelleri
- Maxillicosta raoulensis
- Melamphaes microps
- Melamphaes polylepis
- Melamphaes simus
- Melamphaes suborbitalis
- Melanocetus johnsonii
- Melanolagus bericoides
- Melanonus gracilis
- Melanonus zugmayeri
- Melanostigma gelatinosum
- Melanostigma vitiazi
- Melanostomias melanops
- Melanostomias niger
- Melanostomias tentaculatus
- Melanostomias valdiviae
- Mendosoma lineatum
- Merluccius australis
- Merluccius tasmanicus
- Mesobius antipodum
- Metavelifer multiradiatus
- Metelectrona herwigi
- Metelectrona ventralis
- Meuschenia scaber
- Micromesistius australis
- Microstoma microstoma
- Mitsukurina owstoni
- Mobula japanica
- Modicus minimus
- Modicus tangaroa
- Mola mola
- Mola ramsayi
- Monocentris japonica
- Monocentris neozelanicus
- Mora moro
- Mugil cephalus
- Mulloidichthys vanicolensis
- Muraenolepis marmorata
- Mustelus lenticulatus
- Myctophum asperum
- Myctophum nitidulum
- Myctophum obtusirostre
- Myctophum phengodes
- Myctophum selenops
- Myctophum spinosum
- Myliobatis tenuicaudatus
- Myrichthys maculosus
- Myripristis berndti

## N
- Nannobrachium achirus
- Nannobrachium atrum
- Naucrates ductor
- Nealotus tripes
- Nelusetta ayraud
- Nemadactylus douglasii
- Nemadactylus macropterus
- Nemamyxine elongata
- Nemichthys curvirostris
- Nemichthys scolopaceus
- Neoachiropsetta milfordi
- Neochanna apoda
- Neochanna burrowsius
- Neochanna diversus
- Neochanna heleios
- Neocyttus psilorhynchus
- Neocyttus rhomboidalis
- Neomyxine biniplicata
- Neonesthes capensis
- Neonesthes microcephalus
- Neophrynichthys heterospilos
- Neophrynichthys latus
- Neoscopelus macrolepidotus
- Neoscopelus microchir
- Nesiarchus nasutus
- Nessorhamphus ingolfianus
- Nettastoma parviceps
- Nettastoma solitarium
- Nezumia namatahi
- Nezumia toi
- Nomeus gronovii
- Normichthys yahganorum
- Notacanthus chemnitzii
- Notacanthus sexspinis
- Notocirrhitus splendens
- Notoclinops caerulepunctus
- Notoclinops segmentatus
- Notoclinops yaldwyni
- Notoclinus compressus
- Notoclinus fenestratus
- Notolabrus celidotus
- Notolabrus cinctus
- Notolabrus fucicola
- Notolabrus inscriptus
- Notolychnus valdiviae
- Notophycis marginata
- Notopogon fernandezianus
- Notopogon lilliei
- Notopogon xenosoma
- Notorynchus cepedianus
- Notoscopelus caudispinosus
- Notoscopelus resplendens
- Notothenia angustata
- Notothenia microlepidota

## O
- Ocosia apia
- Odax cyanoallix
- Odax pullus
- Odontaspis ferox
- Odontomacrurus murrayi
- Odontostomops normalops
- Omosudis lowii
- Oncorhynchus mykiss
- Oncorhynchus nerka
- Oncorhynchus tshawytscha
- Oneirodes haplonema
- Oneirodes kreffti
- Oneirodes notius
- Oneirodes whitleyi
- Onuxodon fowleri
- Ophisurus serpens
- Ophthalmolycus campbellensis
- Opisthoproctus grimaldii
- Opisthoproctus soleatus
- Opostomias micripnus
- Optivus elongatus
- Oreosoma atlanticum
- Ostracion cubicus
- Oxynotus bruniensis

## P
- Pachycara garricki
- Pagrus auratus
- Parablennius laticlavius
- Paracaesio xanthura
- Paracanthostracion lindsayi
- Paradiplospinus antarcticus
- Paranotothenia magellanica
- Parapercis binivirgata
- Parapercis colias
- Parapercis gilliesii
- Paratrachichthys trailli
- Paraulopus nigripinnis
- Paraulopus okamurai
- Parioglossus marginalis
- Paristiopterus labiosus
- Parma alboscapularis
- Parma kermadecensis
- Parma polylepis
- Parmaturus macmillani
- Parupeneus signatus
- Parupeneus spilurus
- Pelagocephalus marki
- Pelotretis flavilatus
- Peltorhamphus latus
- Peltorhamphus novaezeelandiae
- Peltorhamphus tenuis
- Pempheris adspersa
- Pempheris analis
- Pentaceros decacanthus
- Pentaceros japonicus
- Perca fluviatilis
- Persparsia kopua
- Phalloceros caudimaculatus
- Phenacoscorpius megalops
- Phosichthys argenteus
- Photonectes braueri
- Photonectes margarita
- Phtheirichthys lineatus
- Physiculus luminosus
- Physiculus therosideros
- Plagiogeneion rubiginosum
- Plagiotremus tapeinosoma
- Platybelone argalus argalus
- Platybelone argalus platyura
- Plectranthias bilaticlavia
- Plectranthias maculicauda
- Plectrogenium nanum
- Pleuroscopus pseudodorsalis
- Poecilia latipinna
- Poecilia reticulata
- Poecilopsetta multiradiata
- Pogonophryne barsukovi
- Polyacanthonotus challengeri
- Polyipnus aquavitus
- Polyipnus kiwiensis
- Polyipnus parini
- Polyipnus ruggeri
- Polyipnus stereope
- Polyipnus tridentifer
- Polyipnus unispinus
- Polymixia busakhini
- Polyplacapros tyleri
- Polyprion americanus
- Polyprion moeone
- Polyprion oxygeneios
- Pomatomus saltatrix
- Poromitra atlantica
- Poromitra capito
- Poromitra oscitans
- Prionace glauca
- Prionurus maculatus
- Pristilepis oligolepis
- Proscymnodon macracanthus
- Proscymnodon plunketi
- Protomyctophum andriashevi
- Protomyctophum bolini
- Protomyctophum normani
- Protomyctophum parallelum
- Protomyctophum subparallelum
- Prototroctes oxyrhynchus
- Psenes pellucidus
- Psetta maxima
- Pseudocaranx dentex
- Pseudocarcharias kamoharai
- Pseudocoris yamashiroi
- Pseudocyttus maculatus
- Pseudoicichthys australis
- Pseudojuloides elongatus
- Pseudolabrus luculentus
- Pseudolabrus miles
- Pseudopentaceros richardsoni
- Pseudophycis bachus
- Pseudophycis barbata
- Pseudophycis breviuscula
- Pseudotriakis microdon
- Psychrolutes microporos
- Pteraclis velifera
- Pterois antennata
- Pterois volitans
- Pteroplatytrygon violacea
- Pterycombus petersii
- Pterygotrigla andertoni
- Pterygotrigla pauli
- Pterygotrigla picta
- Pterygotrigla polyommata
- Pyramodon punctatus
- Pyramodon ventralis
- Pyrolycus moelleri

## Q
- Quassiremus polyclitellum

## R
- Ranzania laevis
- Regalecus glesne
- Remora brachyptera
- Remora osteochir
- Remora remora
- Remorina albescens
- Retropinna retropinna
- Rexea antefurcata
- Rexea prometheoides
- Rexea solandri
- Rhadinesthes decimus
- Rhincodon typus
- Rhinecanthus rectangulus
- Rhinochimaera pacifica
- Rhombosolea leporina
- Rhombosolea plebeia
- Rhombosolea retiaria
- Rhombosolea tapirina
- Rhynchohyalus natalensis
- Rondeletia loricata
- Rosenblattia robusta
- Rouleina squamilatera
- Ruanoho decemdigitatus
- Ruanoho whero
- Ruvettus pretiosus

## S
- Saccopharynx schmidti
- Salmo carpio
- Salmo salar
- Salmo trutta trutta
- Salvelinus fontinalis
- Salvelinus namaycush
- Sarda australis
- Sardinops sagax
- Scardinius erythrophthalmus
- Scarus rivulatus
- Schedophilus huttoni
- Schedophilus maculatus
- Schedophilus velaini
- Sciadonus galatheae
- Scolecenchelys australis
- Scolecenchelys breviceps
- Scolecenchelys castlei
- Scomber australasicus
- Scomberesox saurus scombroides
- Scomberoides commersonnianus
- Scopelogadus beanii
- Scopelogadus mizolepis mizolepis
- Scopelopsis multipunctatus
- Scopelosaurus ahlstromi
- Scopelosaurus gibbsi
- Scopelosaurus hamiltoni
- Scopelosaurus herwigi
- Scopelosaurus meadi
- Scorpaena cardinalis
- Scorpaena cookii
- Scorpaena papillosa
- Scorpaenodes littoralis
- Scorpaenodes scaber
- Scorpis lineolata
- Scorpis violacea
- Scymnodalatias albicauda
- Scymnodalatias sherwoodi
- Scymnodon ringens
- Seriola dumerili
- Seriola hippos
- Seriola lalandi
- Seriola rivoliana
- Seriolella brama
- Seriolella caerulea
- Seriolella punctata
- Seriolella tinro
- Serrivomer bertini
- Serrivomer samoensis
- Sigmops bathyphilus
- Sigmops ebelingi
- Simenchelys parasitica
- Sio nordenskjoldii
- Snyderidia canina
- Solegnathus spinosissimus
- Somniosus pacificus
- Somniosus rostratus
- Sparus aurata
- Spectrunculus grandis
- Sphoeroides cheesemanii
- Sphoeroides nitidus
- Sphoeroides pachygaster
- Sphyraena acutipinnis
- Sphyraena novaehollandiae
- Sphyrna zygaena
- Sprattus antipodum
- Sprattus muelleri
- Sprattus novaehollandiae
- Squalogadus modificatus
- Squalus acanthias
- Squalus griffini
- Squalus mitsukurii
- Squalus raoulensis
- Stegastes fasciolatus
- Stegastes gascoynei
- Stemonosudis elegans
- Stemonosudis macrura
- Stemonosudis molesta
- Sternoptyx diaphana
- Sternoptyx obscura
- Stethojulis bandanensis
- Stigmatopora macropterygia
- Stigmatopora nigra
- Stokellia anisodon
- Stomias boa boa
- Stomias gracilis
- Stomias longibarbatus
- Suezichthys arquatus
- Suezichthys aylingi
- Symbolophorus barnardi
- Symbolophorus boops
- Symbolophorus evermanni
- Symphurus thermophilus
- Synaphobranchus affinis
- Synodus doaki
- Synodus englemani
- Synodus similis
- Synodus variegatus

## T
- Taaningichthys bathyphilus
- Taaningichthys minimus
- Talismania longifilis
- Taractes asper
- Taractichthys longipinnis
- Tetragonurus cuvieri
- Tetrapturus angustirostris
- Tetrapturus audax
- Tewara cranwellae
- Thalasseleotris iota
- Thalassoma amblycephalum
- Thalassoma jansenii
- Thalassoma lunare
- Thalassoma lutescens
- Thalassoma purpureum
- Thalassoma trilobatum
- Thamnaconus analis
- Threpterius maculosus
- Thunnus alalunga
- Thunnus albacares
- Thunnus maccoyii
- Thunnus obesus
- Thunnus orientalis
- Thyrsites atun
- Tinca tinca
- Torpedo fairchildi
- Torquigener altipinnis
- Trachelochismus melobesia
- Trachelochismus pinnulatus
- Trachinocephalus myops
- Trachipterus jacksonensis
- Trachipterus trachypterus
- Trachonurus gagates
- Trachurus declivis
- Trachurus murphyi
- Trachurus novaezelandiae
- Trachurus symmetricus
- Trachypoma macracanthus
- Trachyrincus longirostris
- Trachyscorpia carnomagula
- Trachyscorpia eschmeyeri
- Tragulichthys jaculiferus
- Trigonolampa miriceps
- Triphoturus nigrescens
- Tripterophycis gilchristi
- Tubbia tasmanica
- Typhlonarke aysoni
- Typhlonarke tarakea

## U
- Upeneichthys lineatus
- Upeneus francisi
- Uraspis helvola

## V
- Vinciguerria attenuata
- Vinciguerria nimbaria
- Vinciguerria poweriae

## W
- Winteria telescopa
- Woodsia meyerwaardeni

## X
- Xenobrama microlepis
- Xenodermichthys copei
- Xenolepidichthys dalgleishi
- Xiphias gladius
- Xiphophorus hellerii

## Z
- Zameus squamulosus
- Zanclistius elevatus
- Zanclus cornutus
- Zearaja nasuta
- Zenion leptolepis
- Zenopsis nebulosa
- Zeus faber
- Zu elongatus[3]